# Hadza

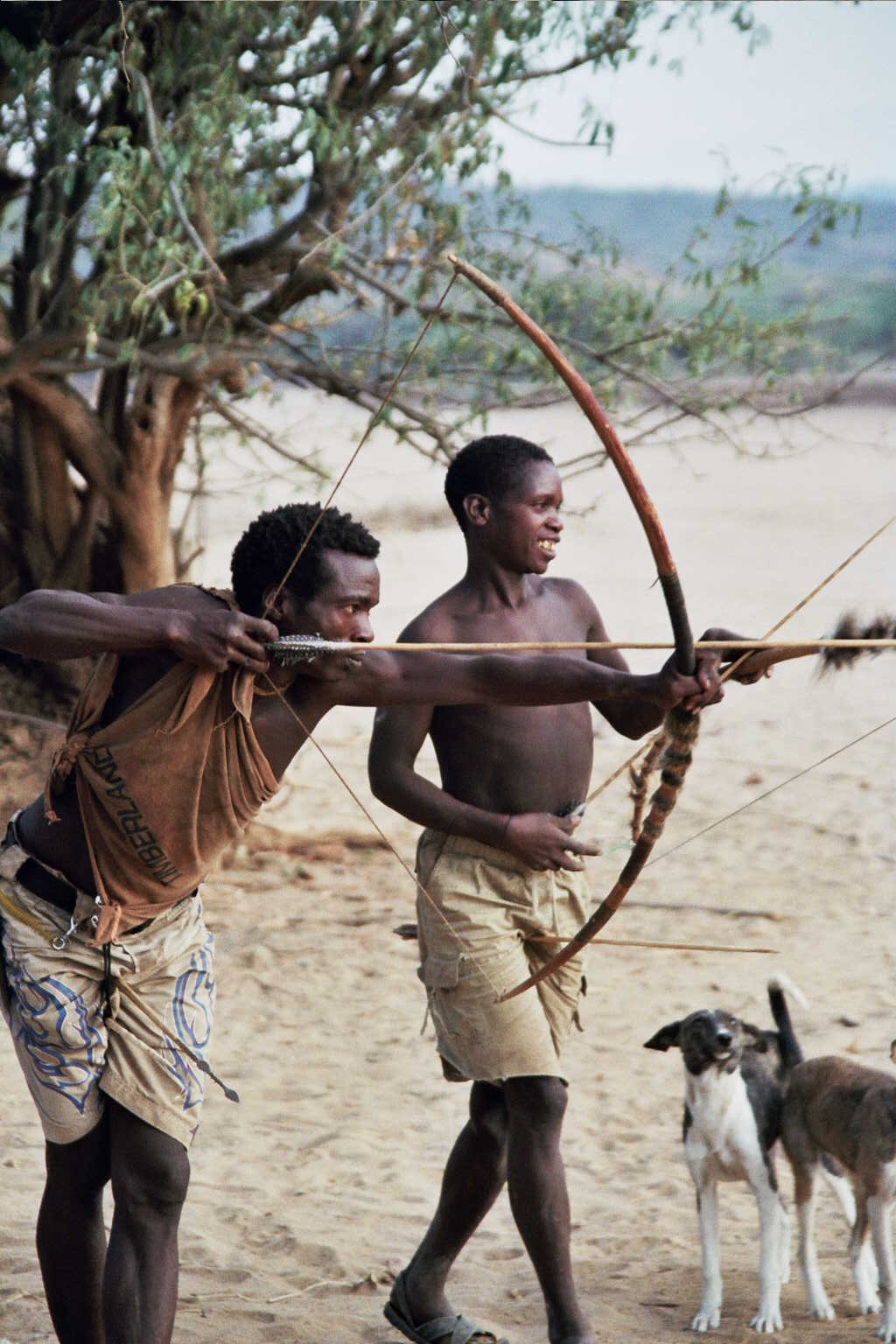
Hadza üben Bogenschießen

Verbreitungsgebiet des Hadza-Volkes (dunkelgrau) in Tansania

Die Hadza (auch Hadzabe, Hadzapi, Tindiga, Watindiga, Kindiga, Kangeju) sind eine Volksgruppe im zentralen Norden des ostafrikanischen Staates Tansania, deren Zahl heute auf ungefähr 1000 Menschen geschätzt wird. Sie leben verstreut an den Ufern des Eyasi-Sees im zentralen Ostafrikanischen Graben, mit einer Position von etwa 35° östlicher Länge und 3° südlicher Breite, in südlicher Nachbarschaft zum Ngorongoro-Naturschutzgebiet sowie in der benachbarten Serengeti-Ebene. Dieses unzugängliche und wenig fruchtbare Gebiet von Savanne und Waldland, dessen Größe im 21. Jahrhundert mit etwa 4000 Quadratkilometern oder zwei Dritteln dieser Fläche angegeben wird, stellt ein letztes Rückzugsgebiet von einem früher erheblich größeren Lebensraum dar.
Die Hadza sind traditionell Jäger und Sammler und eine der letzten naturnah lebenden Gemeinschaften, die noch Steinwerkzeuge verwenden, beziehungsweise in jüngster Vergangenheit verwendet haben. Zudem leben sie in dieser ursprünglichen Weise in einer Region, die oft als „Wiege der Menschheit“ bezeichnet wird und in unmittelbarer Nähe zu wichtigen Urmenschen-Fundstätten (vergleiche Stammesgeschichte des Menschen) liegt. Aus diesem Grund finden sie verstärkt seit der zweiten Hälfte des 20. Jahrhunderts großes Interesse bei Wissenschaftlern, die in ihnen eine Modell-Ethnie für Fragestellungen der Anthropologie, der Menschheitsentwicklung und der Frühmenschenforschung sehen.
Mittlerweile wächst ihre Beeinflussung durch die Moderne. Die Anzahl der Angehörigen des Volkes, die noch der traditionellen nomadischen Lebensweise nachgehen, wird auf wenige Hundert geschätzt. Durch eine Reihe von sehr langfristigen historischen Entwicklungen und zudem durch moderne gesellschaftliche und wirtschaftliche Veränderungen sind sie in ihrer Lebensweise sowie in ihrer kulturellen und ethnischen Identität und Existenz akut bedroht.

## Namen
Für die Hadza wurden in der Reise- und Fachliteratur verschiedene Namen verwendet. Da die afrikanischen Sprachen überwiegend schriftlos waren, gehen geschriebene Versionen erst auf europäische Autoren zurück, wobei deutsche und englische Autoren gemäß den Mustern ihrer Muttersprachen unterschiedliche Schreibweisen wählten. Zudem gibt es wie in weltweit vielen Fällen sowohl Eigen- als auch Fremdbezeichnungen durch Nachbarvölker, d. h. in diesem Fall durch Angehörige anderer Sprachfamilien.
Hadza ist eine Eigenbezeichnung und bedeutet lediglich „Mensch, menschliches Wesen“. Hadzabe oder Hadzabee ist die Pluralform dazu und Hadzapi (Hadzaphii) bedeutet „sie sind Menschen“. Hatza und Hatsa sind deutsche Schreibweisen älterer Zeit. Heute hat sich durch den Verlauf der Kolonialgeschichte und die angloamerikanische Forschungsliteratur die englische Schreibweise durchgesetzt.
Tindiga geht zurück auf ein Wort der Swahilisprache (die in Ostafrika seit langem als lingua franca oder Verkehrssprache und heute als Nationalsprache Tansanias dient), watindiga, was „Leute/Volk der / von den Sumpfdornenpflanzen“ oder etwas freier „Bewohner der Sumpfdornenpflanzen-Gegend“ bedeutet und auf eine große Wasserquelle im Ort Mangola zurückzuführen ist. Kitindiga bezeichnet dann deren Sprache; Kindiga ist offensichtlich eine Variantenform derselben aus einer der lokalen Bantusprachen; Wakindiga wäre eine Pluralform dazu (zu den Sprachfamilien siehe unten Vorgeschichte).
Kangeju ist eine heute aufgegebene Namensform unklaren Ursprungs aus der älteren deutschsprachigen Literatur.
Für die traditionell sehr ähnlich lebenden Wildbeuter des südlichen Afrikas wurde in der Kolonialzeit der englische Name bushmen geprägt (heute verwendet man meist die Kollektivbezeichnung San, die von den sesshaften Nachbarvölkern jener Region stammt) und als Buschmänner oder Buschleute ins Deutsche entlehnt. Dieser Ausdruck wurde auch auf die Hadza Ostafrikas übertragen und in der deutschen wissenschaftlichen Literatur noch zum Ende des 20. Jahrhunderts gelegentlich für sie verwendet.
Den Hadza selber missfallen solche Ausdrücke sesshafter Fremdvölker „wegen ihrer abschätzigen und diskriminierenden Konnotationen“ oder „Beiklänge“.

## Geographischer Rahmen: Lebensraum und Klima

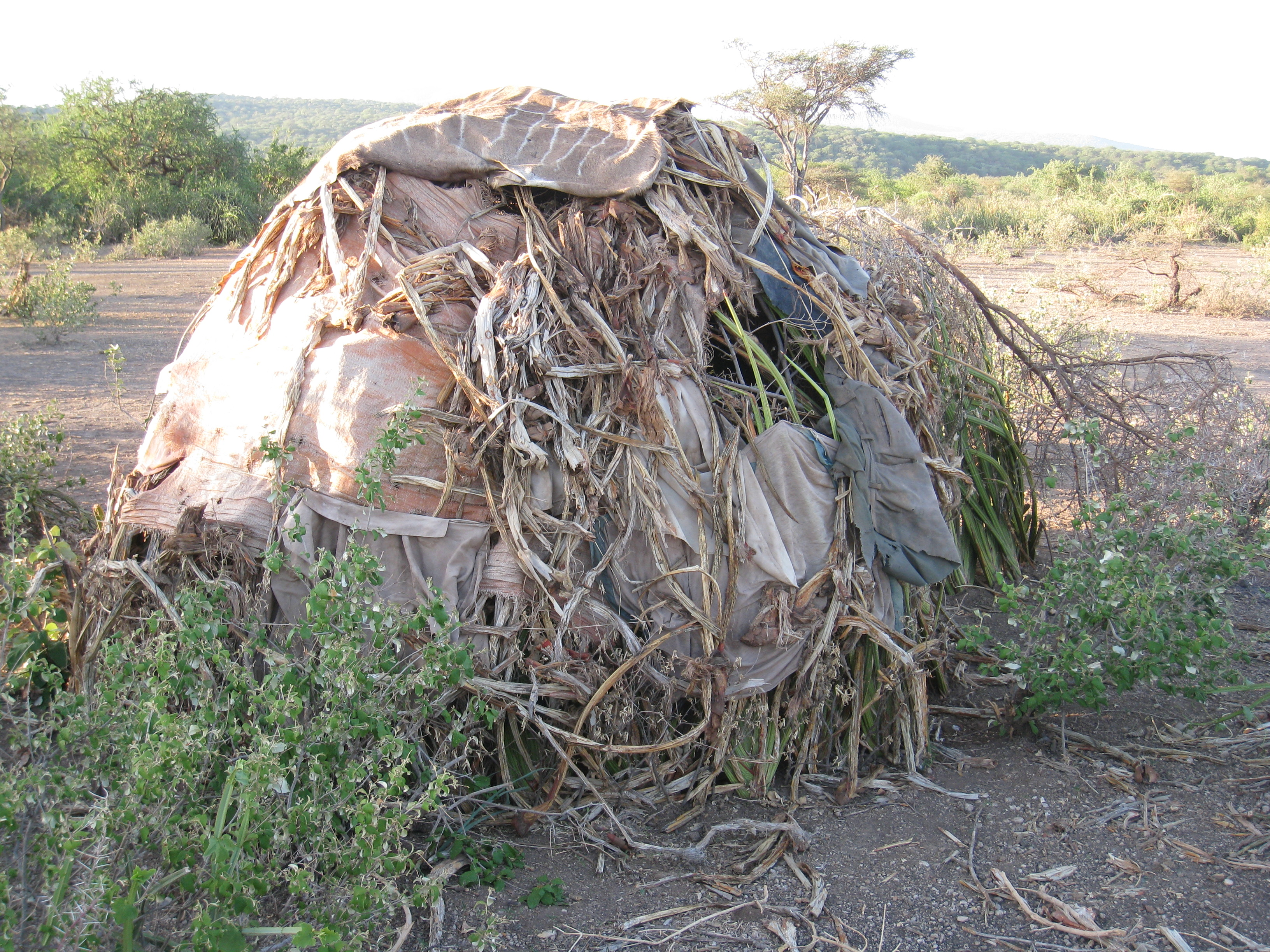
Der Lebensstil der Hadza ist höchst einfach. Hütten wurden in diesem Stil errichtet, seit Aufzeichnungen darüber berichten.

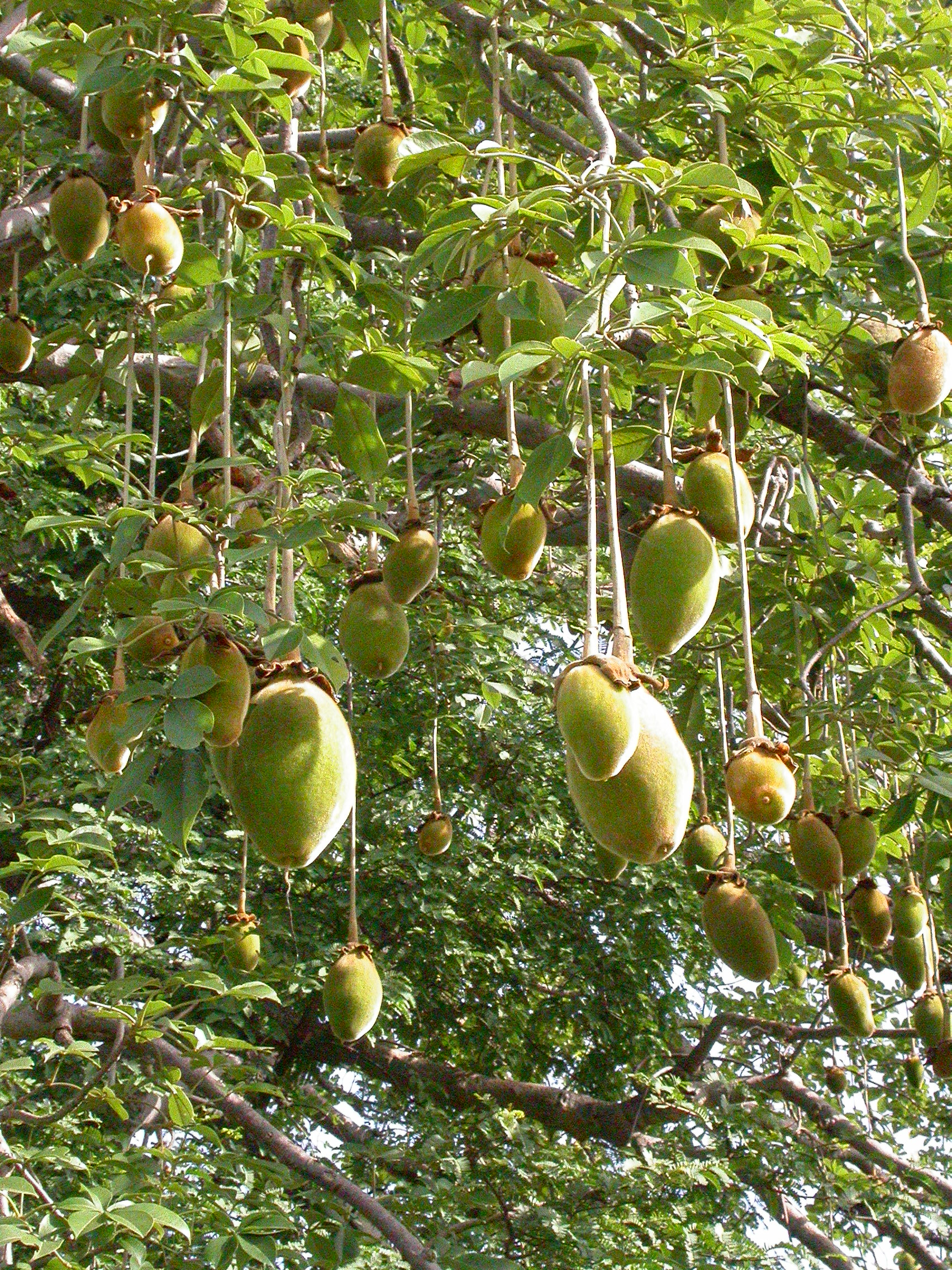
Der Afrikanische Affenbrotbaum oder Baobab liefert mit seinen Früchten und Samen begehrte Nahrung für Tier und Mensch sowie seit Jahrtausenden hohe Dosen an natürlichen Vitaminen. Zudem dienen die ausgehöhlten Schoten später als Transportgefäße für Wasser, Honig und Feuersglut, sowie als Rasselspielzeug für Kleinkinder.

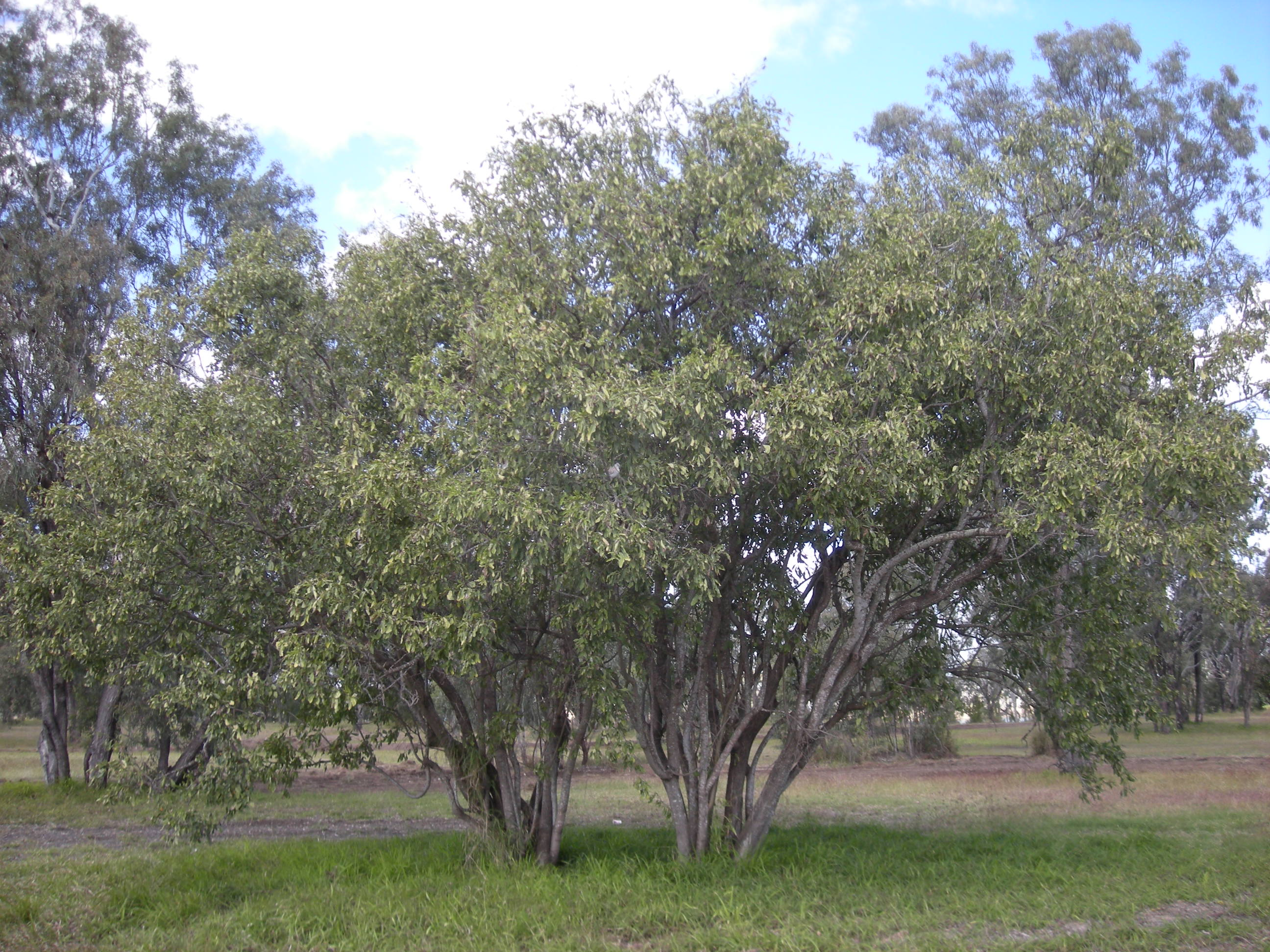
Der Baum der Spezies Cordia sinensis trägt zahlreiche Beerenfrüchte, von denen die Hadza sich in der Reifezeit hauptsächlich ernähren. Der einheimische Name dieser Beeren wird in der Fachliteratur mit undushipi wiedergegeben.

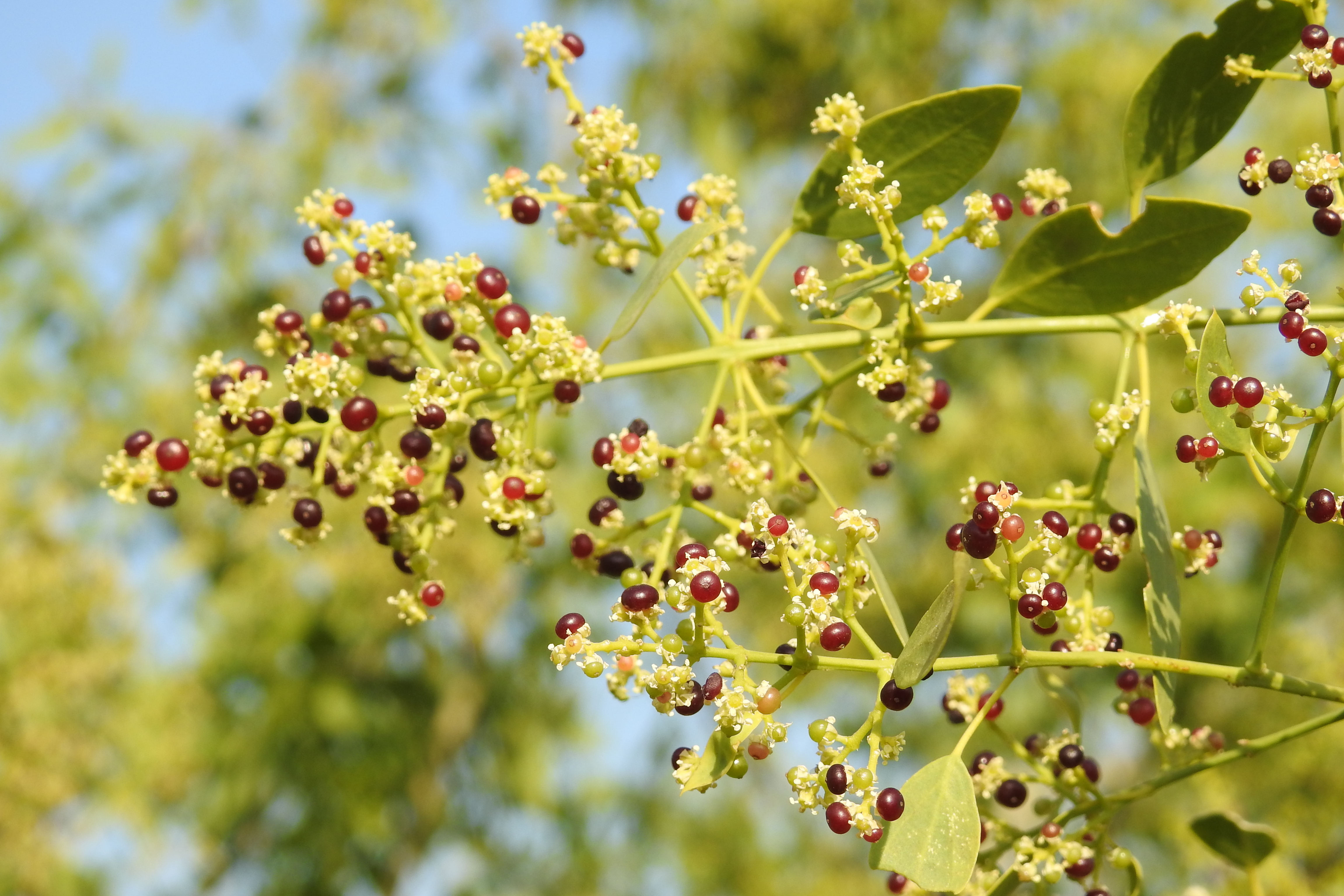
Weiters bereichern die Beeren des Zahnbürstenbaumes das Menü. Seine Zweige nutzen sie auf andere Weise… (siehe unten).

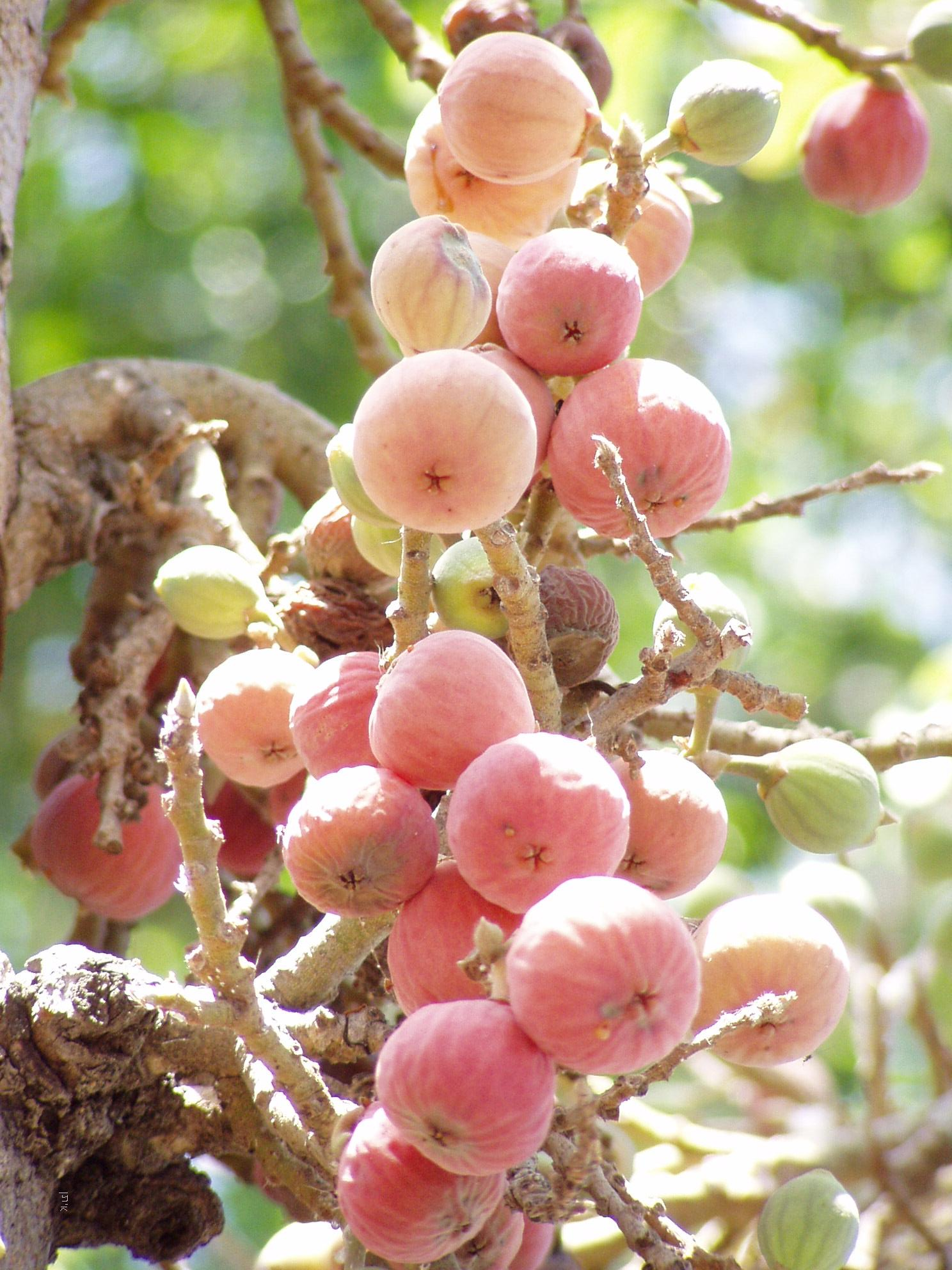
Maulbeerfeigen sind sehr beliebt. Schon junge Mädchen können sehr große Mengen davon sammeln und damit bisweilen beträchtlich zur Familienernährung beitragen.

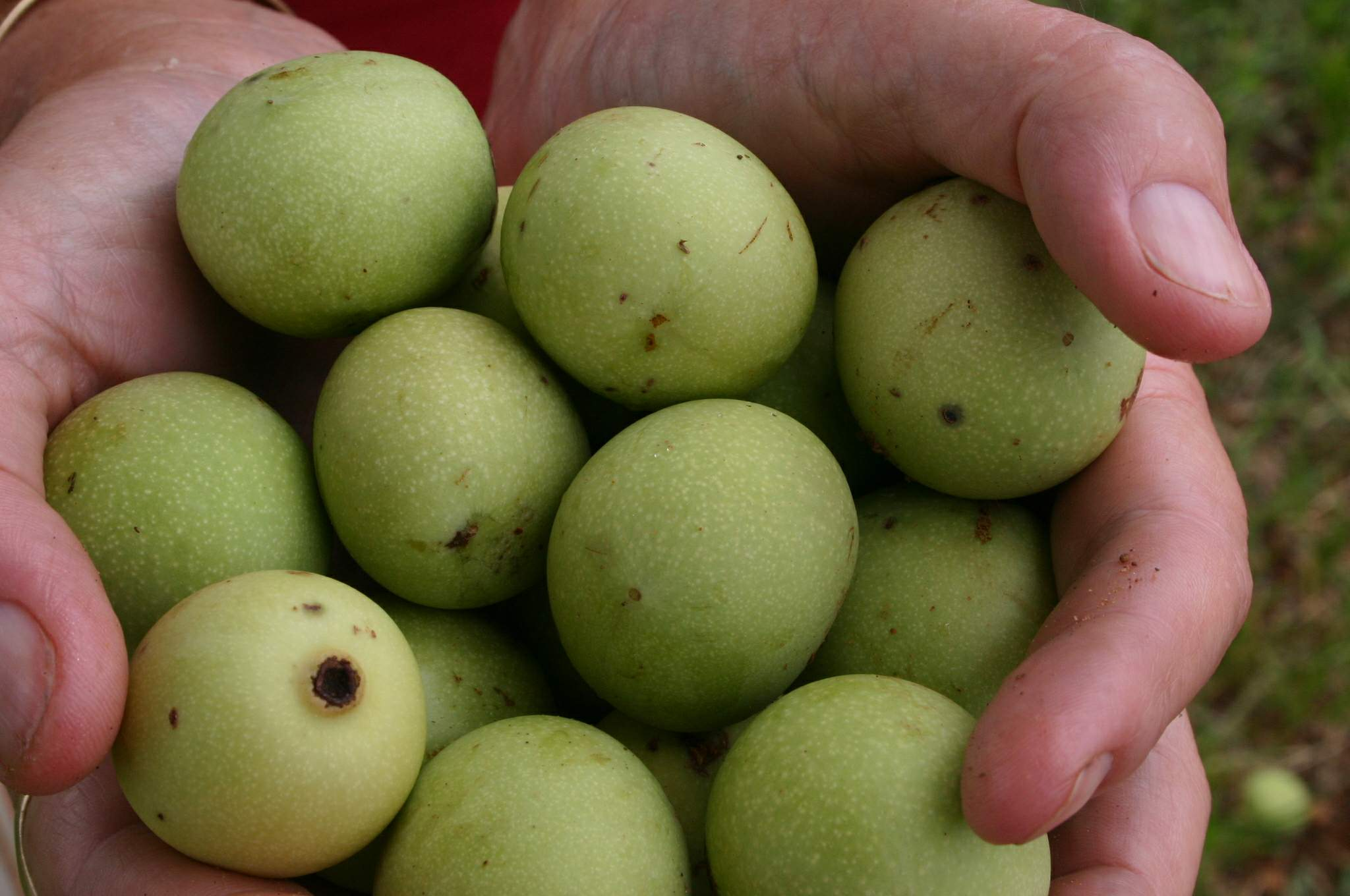
Auch reife Früchte des Marula-Baumes werden verzehrt…

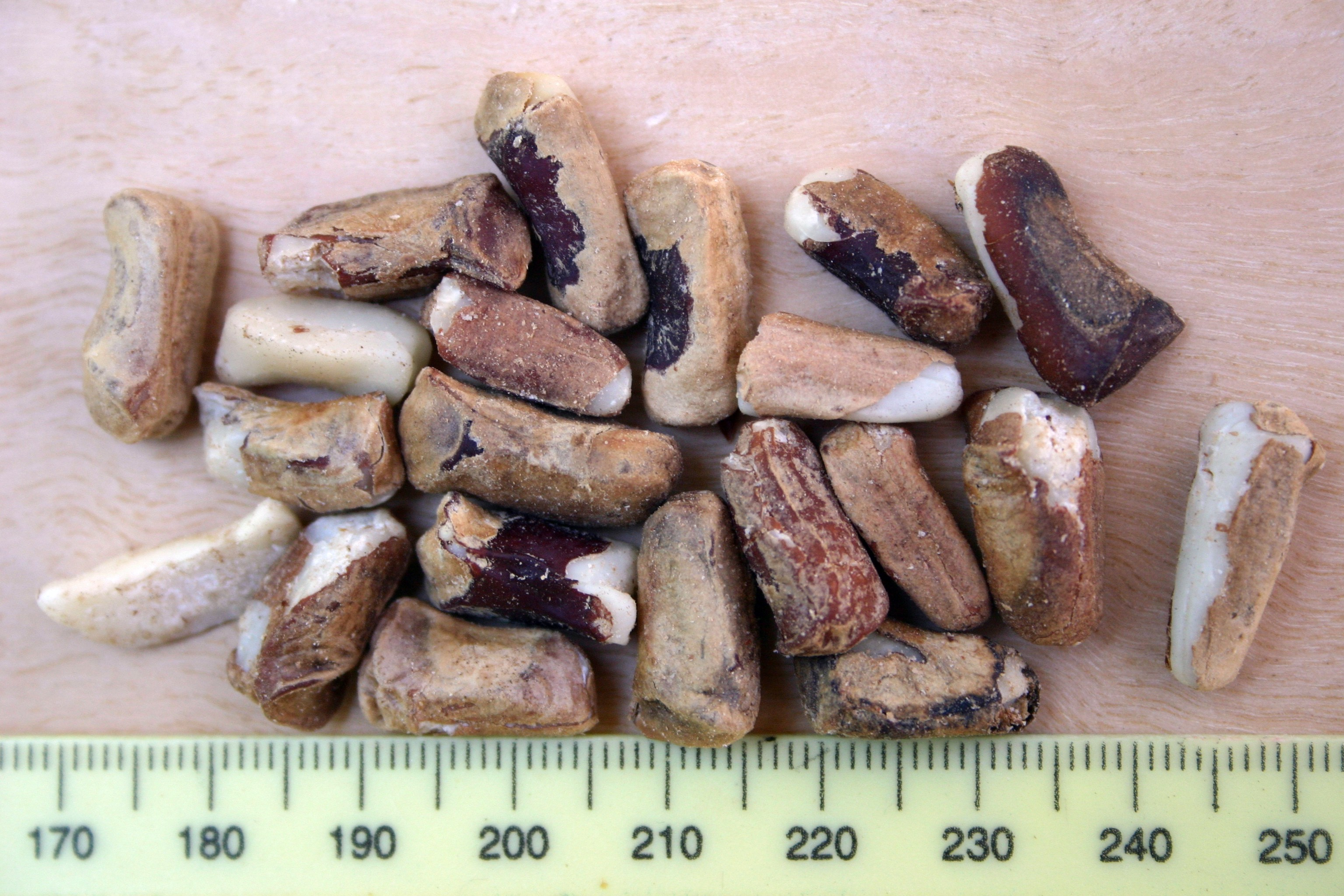
…sowie dessen Steine mit Felssteinen aufgeschlagen, um an die ölreichen Samen zu gelangen.

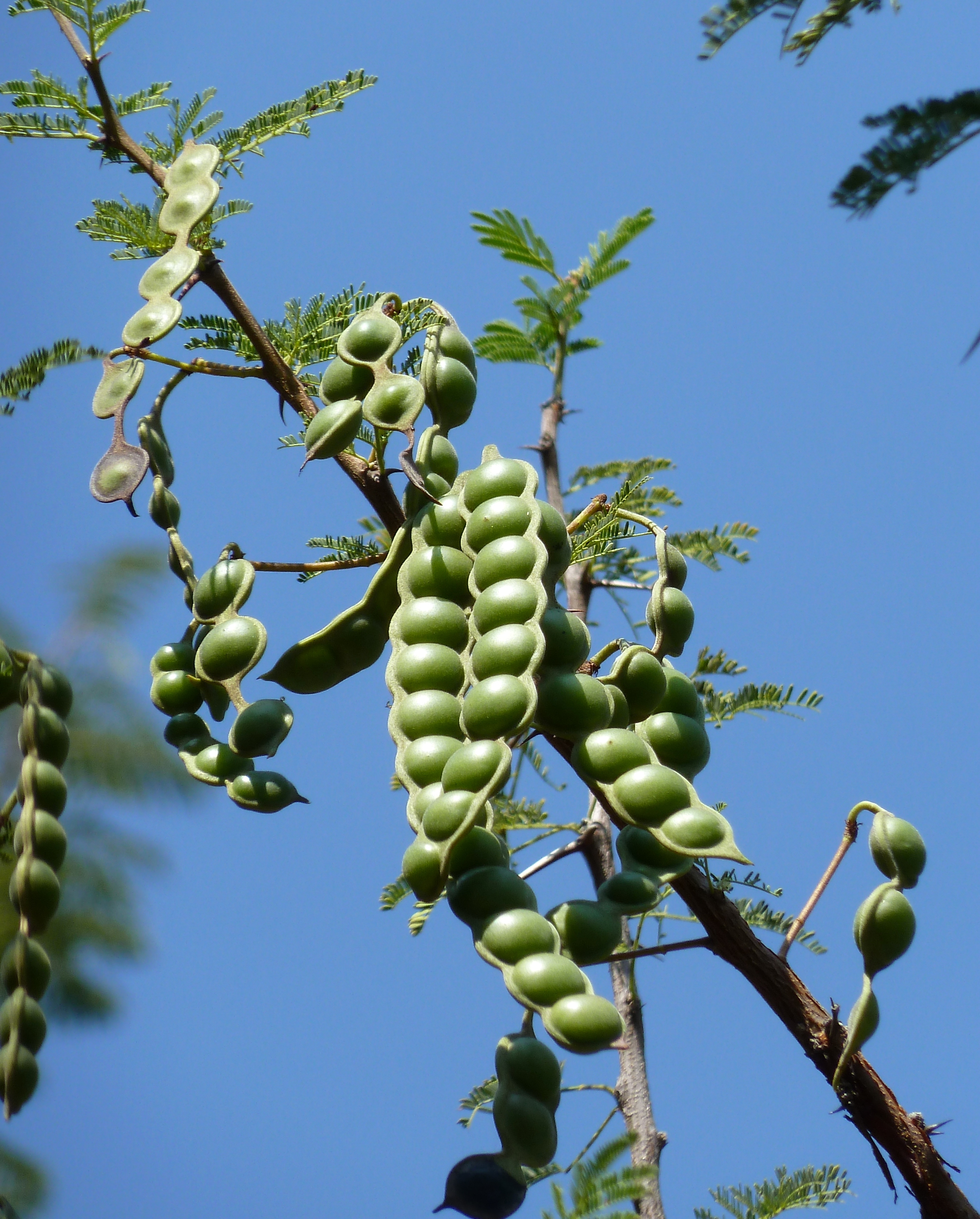
Hülsenfrüchte sind ebenfalls in der Hadza-Ernährung vertreten mit den gekochten Samen der Arabischen Gummiakazie (hier die Schoten am Baum).

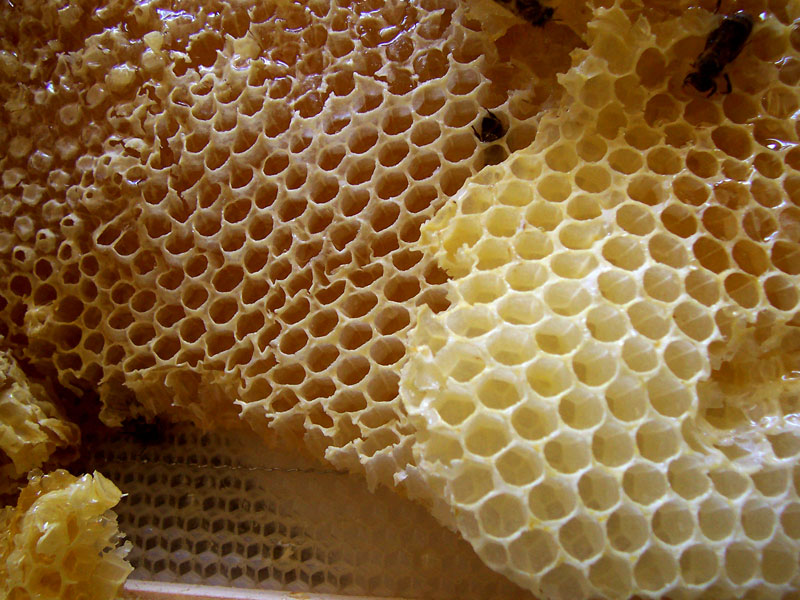
Der ostafrikanischen Hochlandbiene verdanken die Hadza eine überaus geschätzte, sehr energiereiche Speise (und heute auch Tauschhandelsware), den Honig. Er ist bei ihnen so begehrt, dass die Männer große Mühen auf sich nehmen, um an ihn zu gelangen, trotz der beträchtlichen Gefahren, die das Erbeuten in großer Baumhöhe mit sich bringt.

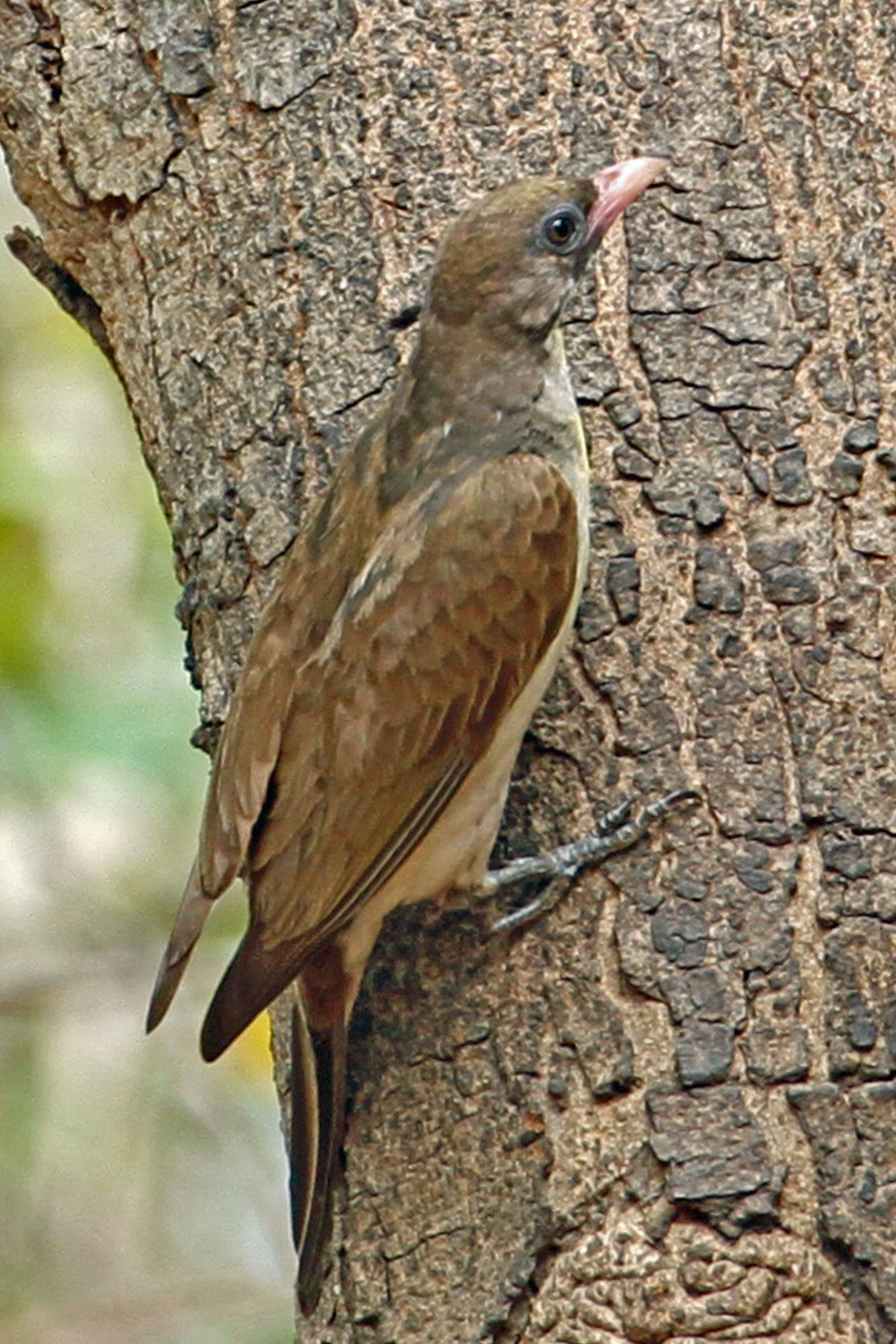
…Dabei kooperieren sie mit dem Großen Honiganzeiger, der sie aktiv zu Bienennestern führt, um anschließend selber von deren Plünderung zu profitieren.

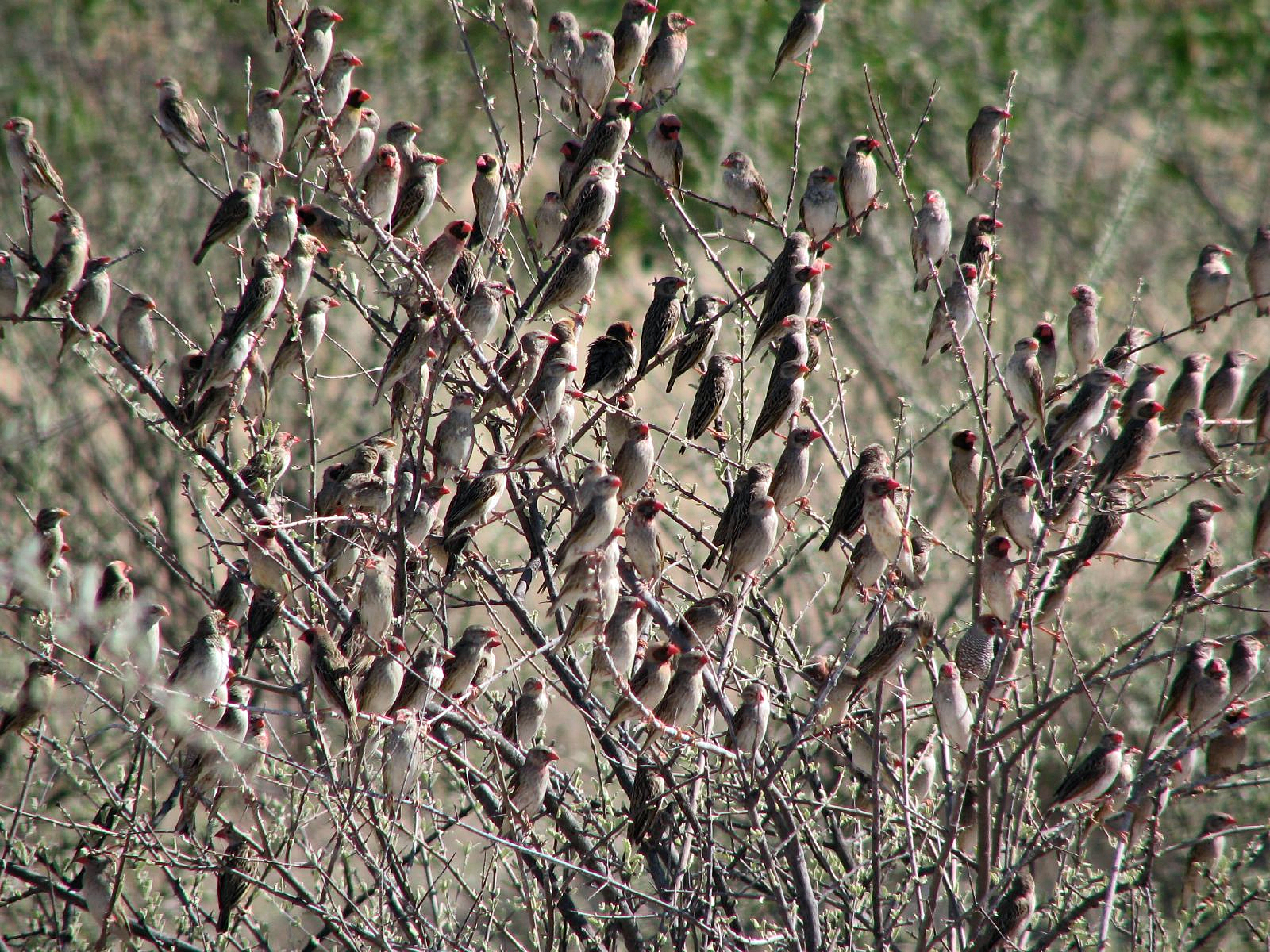
Auch die Jungvögel des in sehr großen Kolonien brütenden Blutschnabelwebers sind saisonal eine Hauptnahrung.

Der Lebensraum der Hadza ist in den letzten sechzig Jahren auf etwa ein Viertel der ursprünglichen Ausdehnung eingeengt worden und erstreckte sich davor noch viel weiter vor allem im Westen und Südwesten. Im Laufe der letzten hundert Jahre ist er schätzungsweise sogar um 90 Prozent gegenüber der früheren Größe geschrumpft. Es gibt heute vier verschiedene Gebiete, in denen die Hadza während der Trockenzeit leben: Westlich vom Südende des Eyasi-Sees, zwischen Eyasi-See und dem östlich davon gelegenen Yaeda-Sumpf, östlich des Yaeda-Tales im Mbulu-Hochland und nördlich des Tales rund um das Dorf Mang'ola. Bei Trockenheit können sie leicht von einem Lebensraum zum nächsten wechseln. Der Zugang zum westlichsten Gebiet erfolgt über das Südende des Eyasi-Sees, der in der Trockenzeit zuerst austrocknet, oder über die Böschung des Serengeti-Plateaus am Nordufer. Auch das Yaeda-Tal kann leicht überquert werden. Während der Regenzeit leben die Hadza zwischen und außerhalb der beschriebenen Gebiete, da diese dann schlecht zugänglich sind.
Die Lebensweise und Subsistenzwirtschaft der Hadza (siehe unten Traditionelle Lebensweise) ist „eng gekoppelt“ an die ökologischen Verhältnisse der Waldland- und Savannenlandschaft, in der sie leben. Ihr Waldland-Habitat wird von Bäumen der Gattungen Acacia, Commiphora und von Adansonia digitata (siehe unten Nahrungserwerb) beherrscht, ist typischerweise hügelig und felsig, mit verstreuten natürlichen Quellen und saisonalen Wasserläufen. An den Rändern des Eyasisees und des Yaedatals gehen die felsigen Hügel in alluviale Sandebenen über. Diese Gegend kann je nach Jahreszeit recht heiß, trocken und windig sein, aber auch üppiges Grün tragen.
Das Klima im Norden Tansanias ist durch eine deutliche Saisonalität gekennzeichnet: Die Regenzeit dauert von Dezember bis Mai, woran sich die Trockenzeit von Juni bis November anschließt. Dieser Naturrhythmus prägt mit Wasserangebot, Vegetation und Reproduktionsphasen der Tiere auch das Leben der unmittelbar von natürlichen Nahrungsquellen abhängigen Hadza.
(Siehe auch Geographie Tansanias.)

## Geschichte und Vorgeschichte

### Vorgeschichte
Die Hadza gelten schon lange als letzte Repräsentanten der Urbevölkerung Ostafrikas. Neueste genetische Untersuchungen durch eine internationale Forschergruppe, an der auch Wissenschaftler vom deutschen Max-Planck-Institut für Menschheitsgeschichte in Jena beteiligt waren, unterstützen diese Ansicht.
Etwa in der Mitte des ersten Jahrtausends v. Chr. erreichten viehzüchtende Völker südkuschitischer Sprachen vom Äthiopischen Hochland herkommend den Norden Tansanias und siedelten dort. Damit begann eine langfristige Entwicklung, die sich für die Hadza als verhängnisvoll erweisen sollte. Etwa ein Jahrtausend später wanderten Völker, die der Großfamilie der Bantusprachen zugerechnet werden und durch Landwirtschaft und Eisenverarbeitung Nahrungsüberschüsse erzielten, aus Westafrika kommend über Zentralafrika sowohl nach dem südlichen Afrika als auch nach Ostafrika ein und verdrängten die ursprünglichen Wildbeutervölker in allen diesen Regionen schrittweise in unzugängliche und unwirtliche Gegenden. Sie stellen heute den Großteil der Bevölkerung im gesamten zentralen, südlichen und östlichen Teil des Kontinents. Somit hat man von einer langfristigen (in diesem Fall sogar mehrere Jahrtausende andauernden) Koexistenz von Völkern mit grundsätzlich verschiedenen Lebensweisen auszugehen, wie sie heute auch für die Vorgeschichte Europas angesetzt wird.
(Siehe auch Geschichte Afrikas und Geschichte Ostafrikas.)

### Geschichte

#### Frühere Neuzeit
Im späten 18. Jahrhundert siedelten militärisch sehr schlagkräftige, halbnomadische Viehzüchter nilotischer Sprachen, vor allem die bekannten Massai, aus dem Gebiet des heutigen Südsudan stammend, im heutigen Tansania und setzten – ähnlich wie während der europäischen Völkerwanderung der Spätantike – eine „Dominobewegung“ früher dort ansässiger Völker in Gang. Seit dem 12. Jahrhundert entstanden Handelsniederlassungen arabischer Seefahrer und in der Folge eine Kette von kleinen Stadtstaaten an der Küste und auf vorgelagerten Inseln des Indischen Ozeans. Von dort aus wurden seit dem frühen 19. Jahrhundert schrittweise überregionale Karawanenwege nach Westen in den zentralafrikanischen Kongo-Großraum etabliert. Auf ihnen gelangten Metalle und vor allem das sogenannte „weiße“ und „schwarze Gold“, Elfenbein und Sklaven, an die Küste und weiter per Schiff in andere Territorien. Im Gegenzug wurden Feuerwaffen und Schießpulver ins Binnenland gebracht (siehe ostafrikanischer Sklavenhandel). Zwar hielten die kriegerisch überlegenen Massai den Norden Tansanias von arabischen Händlern frei, so dass die Handelsrouten weiter im Süden verliefen, doch betätigten sich auch ansässige afrikanische Völker als Zulieferer und Zwischenhändler für jene. So begann damals die erhebliche Bestandsdezimierung und lokale Ausrottung der einst sehr zahlreichen Elefanten auch im Lebensbereich der Hadza, denen sie traditionell als Nahrungsquelle dienten (siehe unten Nahrungserwerb). Auch fielen wahrscheinlich Frauen und Kinder der Hadza durch afrikanische Hand dem Sklavenhandel zum Opfer. Mit den Massai wiederum lieferten sich die Hadza für längere Zeit einen Krieg, den ein durch ihre fundamentale kulturelle Verschiedenheit verursachtes Missverständnis ausgelöst hatte: Da die Wildbeuter keine Vorstellung von menschlichem „Eigentum“ an Tieren hatten, bedienten sie sich des neu in ihrem Lebensraum auftauchenden Weideviehs der Hirtennomaden als Beutetiere. Im Denken der Massai, deren Leben und Denken traditionell durch die Viehzucht bestimmt waren, bedeutete dies jedoch „Raub“, der mit dem Tode der als „Schuldige“ Angesehenen zu ahnden war. Gegen diese unerwartete Gewaltanwendung wiederum versuchten sich die Hadza mit ihren Waffen (siehe unten Nahrungserwerb) zur Wehr zu setzen. Die ältesten deutschen Reiseberichte beschreiben diese Vorgänge als eine regelrechte „Jagd“ der Massai auf Hadza.

#### Kolonialzeit
Im späten 19. Jahrhundert schließlich geriet die Region in den Fokus der Kolonialmächte, bis im Jahr 1885 gewaltsam die Kolonie Deutsch-Ostafrika eingerichtet wurde. Diese neuen Herrschafts- und Wirtschaftsformen bedeuteten eine neue tiefe Zäsur in der Geschichte der Hadza. Sie führten u. a. verstärkt zu konkurrierenden Landansprüchen zwischen Menschen und Wildtieren:

„Den zahlreichen Berichten der europäischen Forschungsreisenden des 19. Jahrhunderts kann man entnehmen, dass der Wildreichtum Ostafrikas vor der Kolonialzeit unvorstellbar groß gewesen sein muß und sich über riesige Areale erstreckte, deren Wildbesatz heute entweder gering oder ganz und gar verschwunden ist.“

Andererseits wurde der Sklavenhandel unterbunden und es setzten bereits während der deutschen Herrschaft intensive Bemühungen um Wildtierschutz ein. Auch stoppte die deutsche Kolonialverwaltung mit militärischen Mitteln die weitere gewaltsame Ausbreitung der Massai nach Süden und rettete dadurch vermutlich für mehr als ein weiteres Jahrhundert die Existenz der Hadza als eigenständige Volksgruppe mit ihrer angestammten Lebensweise. Als das Deutsche Kaiserreich den Ersten Weltkrieg verlor und die sogenannte Schutztruppe bei dessen Ende im November 1918 vor der britischen Kolonialarmee kapitulieren musste, war die deutsche Herrschaft in Ostafrika faktisch nach bereits 33 Jahren wieder beendet. Die Weimarer Republik als republikanischer Nachfolgestaat war genötigt, im Folgejahr auch formell alle Kolonien abzutreten. Tanganyika wurde jetzt Mandatsgebiet unter britischer Verwaltung. Dies hatte unter anderem zur Folge, dass sich auch das Sprachmedium der mit den Hadza befassten Forschungsliteratur wandelte (vergleiche unten die chronologische Auflistung der älteren Literatur zum Thema). Die neuen Herren unternahmen in den Jahren 1927 und 1939 kurze Versuche, Gruppen der Hadza zwangsweise als Landwirte anzusiedeln, was jeweils zu Krankheiten und mehreren Todesfällen in deren Gemeinschaft führte und das Misstrauen der Hadza gegenüber Fremden erneut verstärkte. Seit den späten 1950er Jahren wurden – gleichzeitig mit dem Beginn der modernen anthropologischen Feldforschung unter den Hadza – unter tatkräftiger Hilfe prominenter deutscher Wissenschaftler wie vor allem Bernhard Grzimek die populationsbiologische Forschung an den Wildtieren und Initiativen zu deren effektivem Schutz in Tansania intensiviert. Diese Bemühungen setzen sich bis heute unverändert fort (siehe auch: Naturschutzgeschichte, Serengeti und Zoologische Gesellschaft Frankfurt). Von der dadurch ermöglichten Erhaltung von Ökosystemen und Wildtierbeständen profitieren bis heute sowohl die Hadza als auch die Tourismusindustrie, von der die Hadza aktuell verstärkt betroffen sind (siehe unten Existenzbedrohung und offene Zukunft).

#### Zeit der staatlichen Unabhängigkeit
Im Dezember 1962 erlangte Tanganjika die politische Unabhängigkeit und wurde knapp zwei Jahre später mit den dem Festland vorgelagerten Inselterritorien zur heutigen Republik Tansania vereinigt. Die neue Staatsform erwies sich für die Hadza jedoch keineswegs als vorteilhaft, denn in den Jahren 1964–65 setzte die neue Regierung unter Militäreinsatz eine erzwungene Ansiedlung der meisten Hadza in Dörfern durch, was in der Folgezeit wegen der ungewohnten Siedlungsdichte und mangelnder hygienischer Verhältnisse durch Infektionskrankheiten und Epidemien zu großen Bevölkerungsverlusten führte. Deshalb verließen die meisten überlebenden Hadza die Siedlungen später wieder, um zu ihrer angestammten Lebensweise zurückzukehren (welche im nachfolgenden Kapitel über die traditionelle Lebensweise beschrieben ist).
(Siehe auch Geschichte Tansanias.)
(Für die heutigen Folgen der hier skizzierten, in früheren Jahrtausenden und Jahrhunderten einsetzenden Entwicklungen siehe unten Existenzbedrohung und offenen Zukunft.)

## Forschungsgeschichte
Die Erforschung der Hadza durch Vertreter der Wissenschaft europäischer Tradition setzte mit deutschsprachigen Forschungsreisenden der Kolonialzeit ein. Bereits Erich Obst berichtete vom fürsorglichen Erziehungsstil dieser Volksgruppe. Die moderne Hadzaforschung begann im Jahr 1958 – also vier Jahre vor der politischen Unabhängigkeit Tansanias –, da der britische Anthropologe James Woodburn, zunächst noch als Student der Universität Cambridge, erstmals langfristige Feldforschung in Angriff nahm. Weil dieser dort vielfältige persönliche Kontakte knüpfte und auch die Sprache der Hadza erlernte, waren unter seiner Beteiligung später auch medizinische Untersuchungen möglich, die Vertrautheit mit den Probanden voraussetzen. Er gestaltete im Jahr 1965, ein Jahr nach seiner Promotion mit der ersten Dissertation über die Hadza, eine Ausstellung im British Museum über diese Volksgruppe. Bis zur Mitte der 2010er Jahre erfolgten etliche weitere Besuche im Hadzaland.
Der britische Zoologe Nicholas Blurton Jones führte zunächst ab dem Jahr 1957 Feldforschung an Wildtieren durch, bevor er sich der Verhaltensökologie von Wildbeutervölkern zuwandte. Nach Studien bei den !Kung im südlichen Afrika (ab 1970) und vergleichenden Untersuchungen in Malaysia und bei den Navajo in Arizona (USA) führte ihn sein Weg zu den Hadza, bei denen er von einem ersten „Pilotbesuch“ 1982 bis 2000 wiederholt forschte. Er gilt als ein Pionier der Human-Soziobiologie.
Nicholas Blurton Jones wurde der Lehrer und inspirierende wissenschaftliche Mentor für den aus Texas (USA) stammenden Anthropologen Frank Marlowe (1954–2019), der sechs Jahre lang bei ihm studierte. F. Marlowe besuchte die Hadza erstmals im Jahr 1993, führte in den beiden Folgejahren vor Ort ausgedehnte Forschungen durch und blickte bei seinem letzten Besuch im Jahr 2014 somit auf 21 Jahre Feldforschungserfahrung zurück. Nach seinem krankheitsbedingten frühen Ausscheiden werden die Untersuchungen von seinen akademischen Schülern und einem kleinen internationalen Netzwerk von Hadzaforschern weitergeführt, die vor allem aus Nordamerika, Großbritannien und einigen anderen europäischen Ländern sowie aus Japan stammen.

## Traditionelle Lebensweise

### Übersicht
Die traditionelle Lebensweise der Hadza zeichnet sich wie folgt aus:
- Sie leben als Nomaden, errichten keine beständigen Siedlungen, sondern temporäre Lager.
- Sie führen ein mobiles Leben ohne Immobilienbesitz und mit nur wenigen Besitzgütern, die alle beim Lagerwechsel durch die Menschen selber – ohne Tragtiere, Fahrzeuge oder Transportgeräte – mit Hilfe von Tragschlaufen oder in den Händen mitgeführt werden können.
- Der Nahrungserwerb geschieht durch Wildbeutertum. Sie kennen keine Landwirtschaft oder Viehzucht, traditionell auch keine domestizierten Tiere oder Pflanzen, keinen Gartenbau und keine Imkerei (siehe auch: Traditionelle Wirtschaftsform).
- Sie betreiben keine Vorratshaltung.
- Diese Lebensweise macht eine vollständige Anpassung an die natürlichen Gegebenheiten und Naturrhythmen (Tageslauf und Jahreslauf / siehe oben Der geographische Rahmen) und das wechselnde natürliche Nahrungsangebot zwingend erforderlich.
- Es gibt keinerlei formale Ausbildung und keine spezialisierten Berufe.
- Es gibt keine eigene Metallverhüttung und -verarbeitung.
- Es gibt keine Herstellung von Textilien.
- Gerätschaften werden in der Regel nur für den eigenen Bedarf hergestellt. Es gibt keine Geldwirtschaft und es kann außer wenigen Gerätschaften kein materieller Wohlstand angesammelt oder vererbt werden (vergleiche: Subsistenzwirtschaft). Ertragsunterschiede ergeben sich ausschließlich aus den individuellen Fähigkeiten.
- Die erworbenen Nahrungsmittel werden zu einem Anteil sofort – während des Sammelns bzw. unmittelbar nach der erfolgreichen Jagd – konsumiert, zu einem anderen Anteil nach der Rückkehr in das gemeinsame Lager mit der eigenen Familie und zu einem weiteren Anteil mit allen gegenwärtigen Gruppenmitgliedern – ohne Vertragsverpflichtungen, konkrete Versprechungen, spezielle Vor- oder unmittelbare Gegenleistungen der empfangenden Personen – geteilt.
- Es kommt allerdings häufig vor, dass Jäger die anderen Gruppenmitglieder hintergehen, indem sie die Beute heimlich ins Dorf schmuggeln. Werden sie dabei entdeckt, erfolgen heftige Beschimpfungen durch die anderen. In konstruierten ökonomischen Spielen bieten sie ihren Mitspielern oft nur wenig an und die meisten Angebote werden unabhängig von der Höhe prinzipiell abgelehnt. Die Hadza teilen grundsätzlich aus Furcht vor Gerede und Ausgrenzung.[27]
- Das Leben vollzieht sich in Gruppen (traditionell in der Ethnologie auch als Horden bezeichnet), deren Zusammensetzung bei den Hadza nicht langfristig festgesetzt ist, sondern fluktuiert. (Vergleiche: Lokale Gemeinschaften.)
- Es gibt keine politische Organisation, keine formale soziale Hierarchie, keine Ränge oder Ämter (man spricht in solchen Fällen auch von einer akephalen Gesellschaft).
- Alle Gruppenmitglieder haben prinzipiell den gleichen Zugang zu den Ressourcen – man spricht in einem solchen Fall von einer egalitären Gesellschaft.[28]
- Es gibt keine organisierte Religion. Religiosität manifestiert sich vor allem in überlieferter Mythologie[29] und es fehlen Hierarchie und Ämter, sowie – mit einer Ausnahme – auch festgelegte Riten und Rituale. (Vergleiche: Fehlende religiöse Organisation in ethnischen Religionen.)
- Es herrscht eine klare und strenge Arbeitsteilung zwischen den Geschlechtern mit einigen kleineren Überschneidungen der Tätigkeiten.
- Es besteht für beide Geschlechter eine freie Wahl der erwachsenen Lebenspartner. Häufig leben sie in serieller Monogamie.
- Üblich ist eine sehr aufmerksame und gleichzeitig freizügige Erziehung der Kinder, die viel Zuwendung von beiden Elternteilen erfahren, aber auch früh eigene Pflichten erfüllen müssen.

### Mobiles Leben
Die Hadza leben nomadisch in beweglichen Lagern. Die Gruppengröße ist nicht festgelegt und nicht einheitlich. J. Woodburn gab 1968 an, zwischen einer und hundert und durchschnittlich 18 Personen je Lager gefunden zu haben. F. Marlowe ermittelte bei seiner ausgedehnten Feldforschung in der Mitte der 1990er Jahre, dass die zehn von ihm detailliert erfassten Lager zwischen zehn und 108 und durchschnittlich 29,1 Personen beherbergten. Sie wurden nach jeweils ein bis zwei Monaten verlassen, doch noch häufiger sind Besuche oder dauerhafter Gruppen- und damit Lagerwechsel durch einzelne Personen bzw. Familien. Lager werden als ganzes aufgegeben, wenn die lokalen Ressourcen an Trinkwasser und Nahrung erschöpft sind und die Belastung an Parasiten in einem Lager zu groß wird, oder auch wenn in einem Lager ein Todesfall eingetreten ist. Lagergröße und -dauer richten sich also im Wesentlichen nach den lokalen Umweltbedingungen.
In der Regenzeit (siehe oben Klima) werden aus langen Zweigen und Langgras familienweise einfache Rundhütten errichtet, deren Gestalt mit umgedrehten Vogelnestern verglichen wurde (siehe das Bild am Seitenrand). In der Trockenzeit spielt sich das gesamte Leben im Freien ab. Geschlafen wird in Gruppen um ein zentrales Feuer auf Antilopenhäuten, die in der Regel von Impalas stammen. Bei Lagerwechseln wird die gesamte Habe mitgeführt.

### Bekleidung
Bereits E. Obst berichtete Anfang des 20. Jahrhunderts, dass die Hadza Kleidungsstücke im Tauschhandel erwarben. Dorothea Bleek beobachtete bei ihrem Aufenthalt im Hadzaland im Jahr 1930, dass alle Männer, die sie antraf, neben ihrem Ledergürtel ein Kleidungsstück, meist aus Kattun, trugen, „um ihre Blöße zu bedecken“. Bei diesen habe es sich jedoch um „die zivilisiertesten Mitglieder ihres Stammes“ gehandelt und sie zitiert J. F. Bagshaw, der Männer traf, die außer Ledergürtel und -beutel nichts trugen. Daraus und aus der Tatsache, dass die erwähnten Kleidungsstücke sämtlich aus europäischer Herstellung stammten, folgerte sie, dass Männerbekleidung ein relativ neues Phänomen bei den Hadza gewesen sei.

„[…] Die Frauen hingegen trugen alle zwei oder drei Lederkleidungsstücke, die genau der Bekleidung der Buschmannstämme entsprachen, die in und südlich der Kalahari hausen, nämlich eine Wildtierhaut-Schürze, rund bei der verheirateten Frau, in Quasten eingefasst bei einem Mädchen, eine Wildtierhaut-Rückseitenschürze, die ebenso vom Gürtel herabhängt, und ein Fell- oder Ledermantel, der von den Schultern herabhängt und um die Hüften festgebunden wird, wenn ein Baby darin getragen wird. Kinder tragen keine Kleidung, kleine Jungen nur einen Gürtel und etwas Schmuck, kleine Mädchen eine winzige Fransenschürze, zu der später ein kleiner Fellmantel gefügt wird. Beide Geschlechter lassen sich mit jeglichen Perlen sehen, die sie bekommen können, hauptsächlich aus europäischer oder indischer Herstellung. Ich sah keine aus Straußeneierschalen angefertigten Perlen. Kupferbänder, die um den Hals oder die Arme getragen werden, sind sehr gesucht.“

(Siehe dazu das Bild.) Seit D. Bleeks Zeit und mit zunehmendem Kontakt zu anderen Völkern erwarben die Hadza zunehmend mehr Kleidungsstücke im Tauschhandel, sowohl solche europäischen Stils, heute vielfach aus Kleiderspenden stammend, als auch für Frauen solche afrikanischer Tradition und Herkunft: farbig bedruckte Baumwolltücher, die in der ganzen Großregion unter den Namen Kanga und Kitenge bekannt sind.
Das Behängen mit Tierfellen ist hingegen eine moderne Erfindung profitorientierter Unternehmer der heutigen Tourismusindustrie (siehe unten Existenzbedrohung), die die klischeehaften Erwartungen ihrer finanzkräftigen Kunden aus den Staaten der Nordhalbkugel der Erde von vermeintlich „authentischen Eingeborenen“ bedienen wollen. Dies folgt somit Traditionen der europäischen Literatur- und Kunstgeschichte sowie von Medien der nordamerikanischen Populärkultur bei der Darstellung „Wilder Menschen“ und nicht solchen der Hadza selber.
(Zur ursprünglichen Bekleidung siehe auch unten über die in den 1930er Jahren entstandene deutsche Dokumentarfilmserie im Kapitel Filmographie.)

### Nahrungserwerb

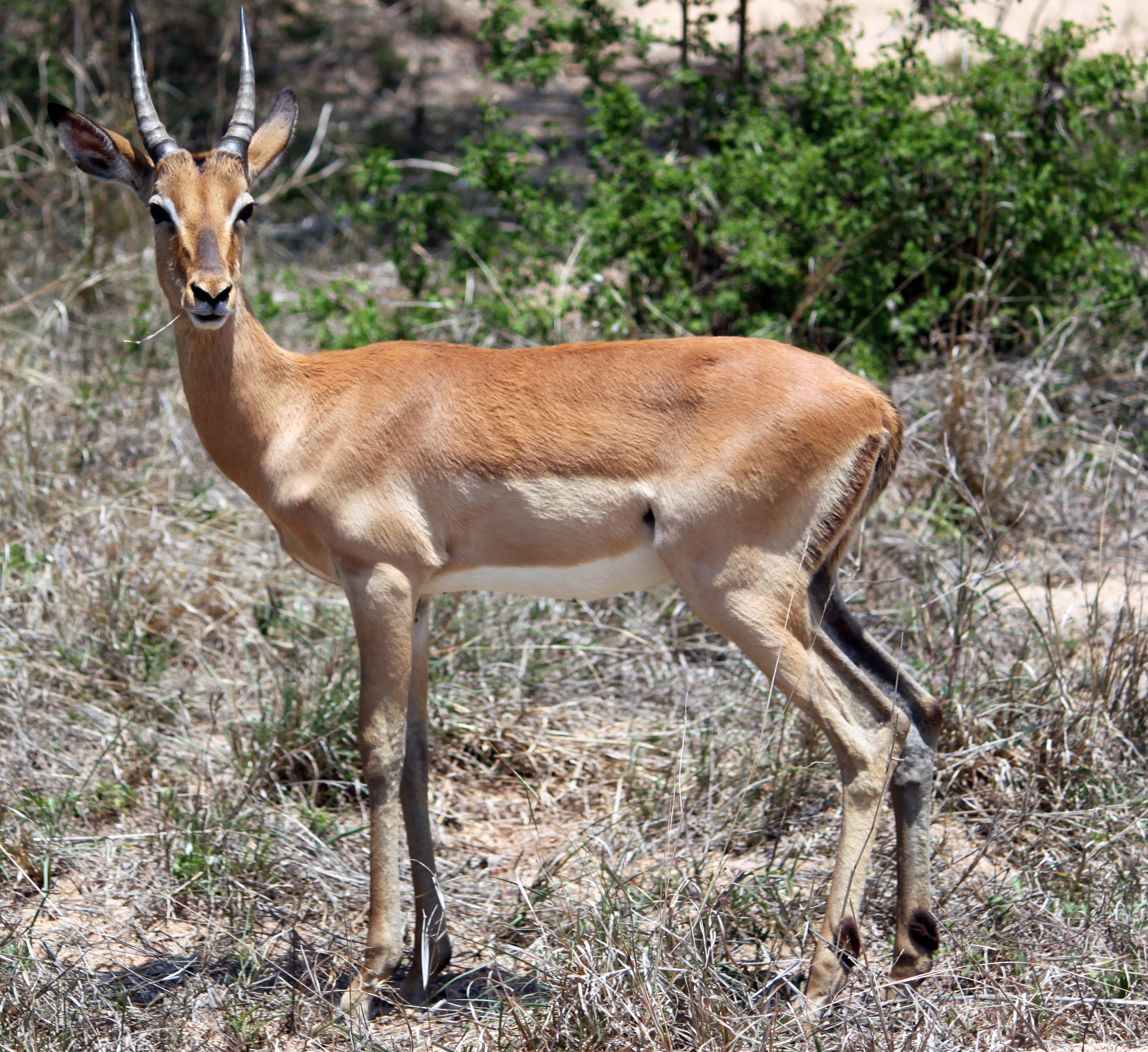
Impalas (hier ein männliches Exemplar) sind eine typische Beute mittelgroßer tierischer und menschlicher Jäger Ostafrikas. Ihre Häute dienen außerdem den Hadza häufig als Schlafunterlage.

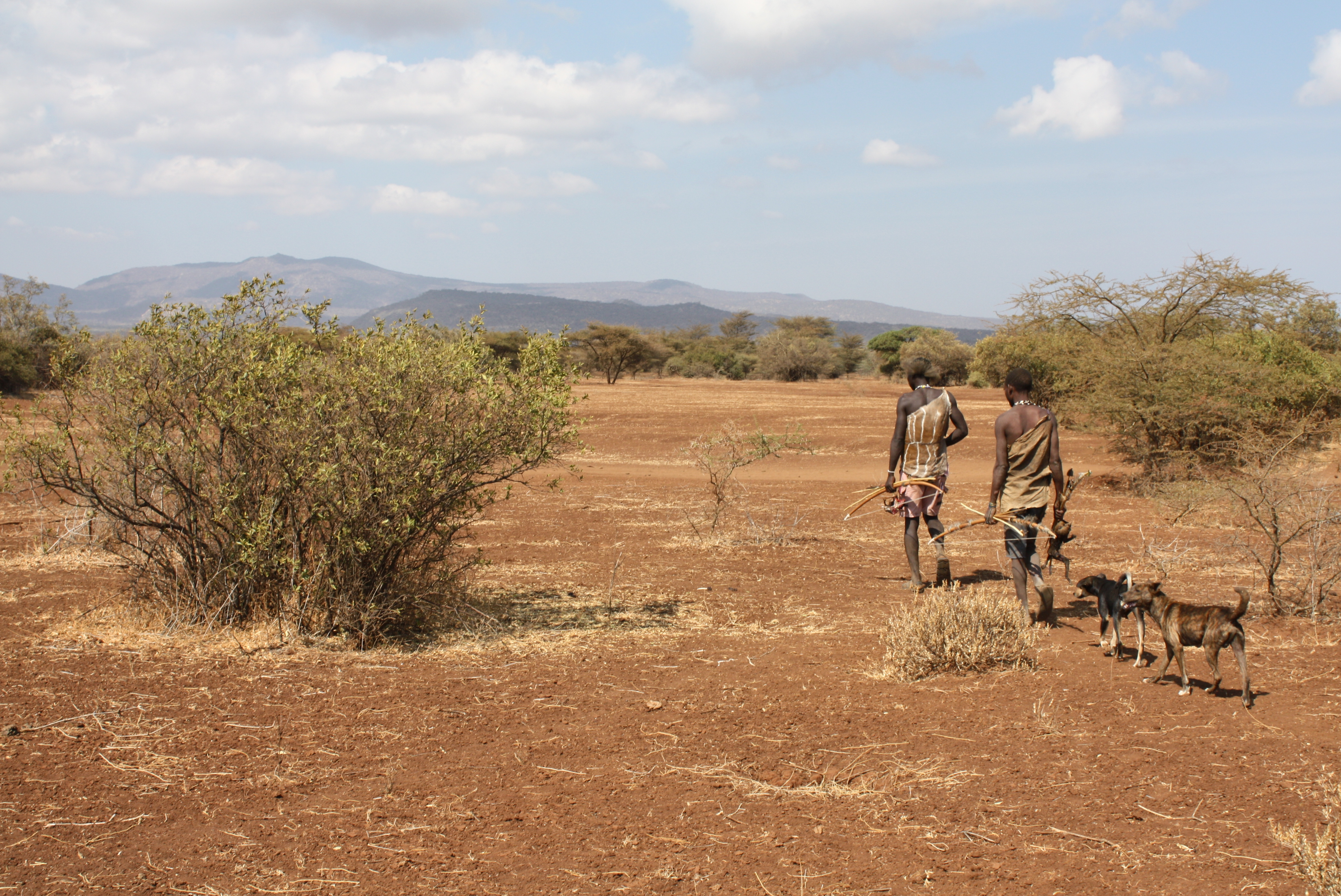
Hadza in Tansania bei der Rückkehr von der Jagd

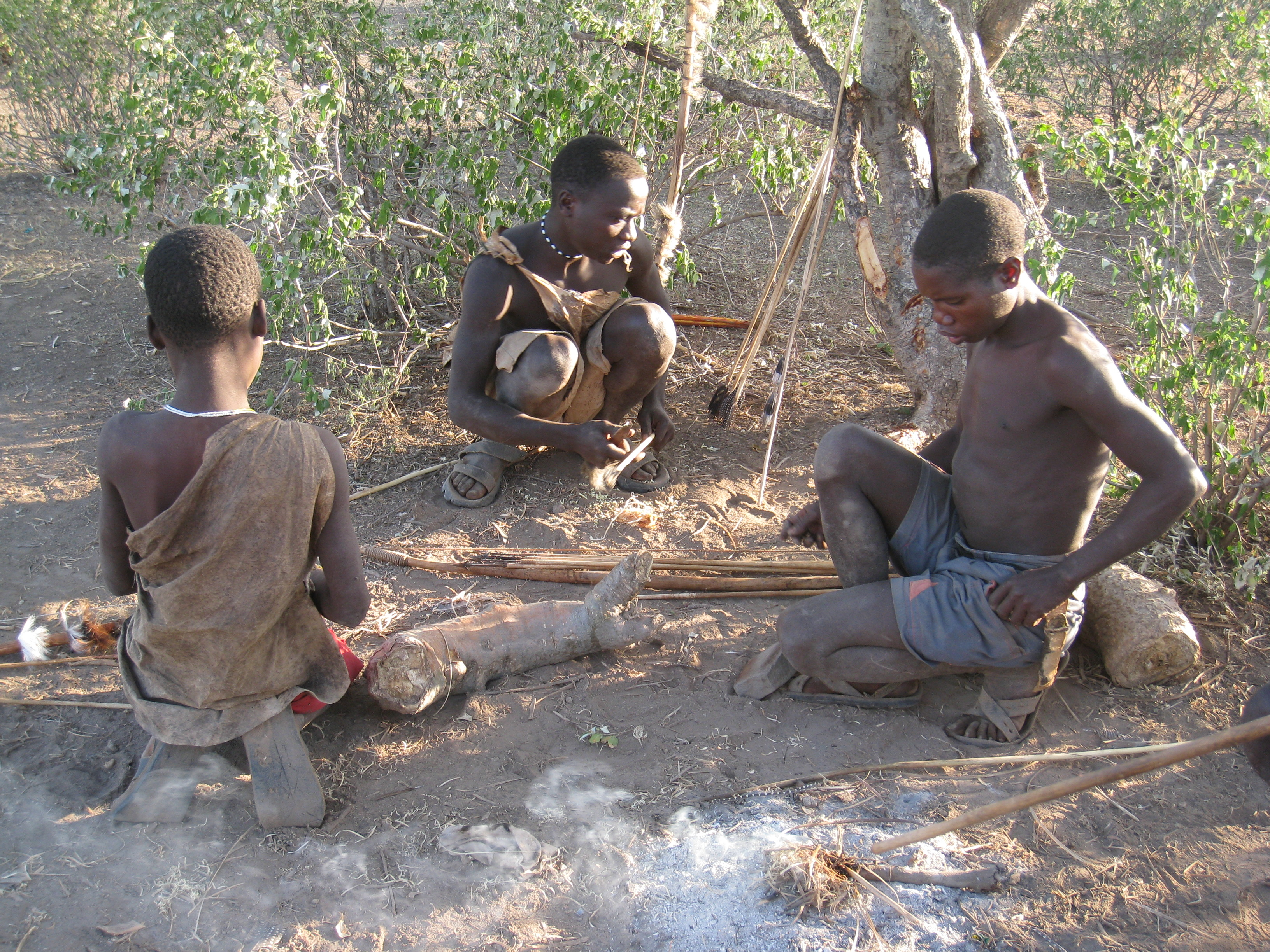
Pfeile werden für die Jagd vorbereitet.

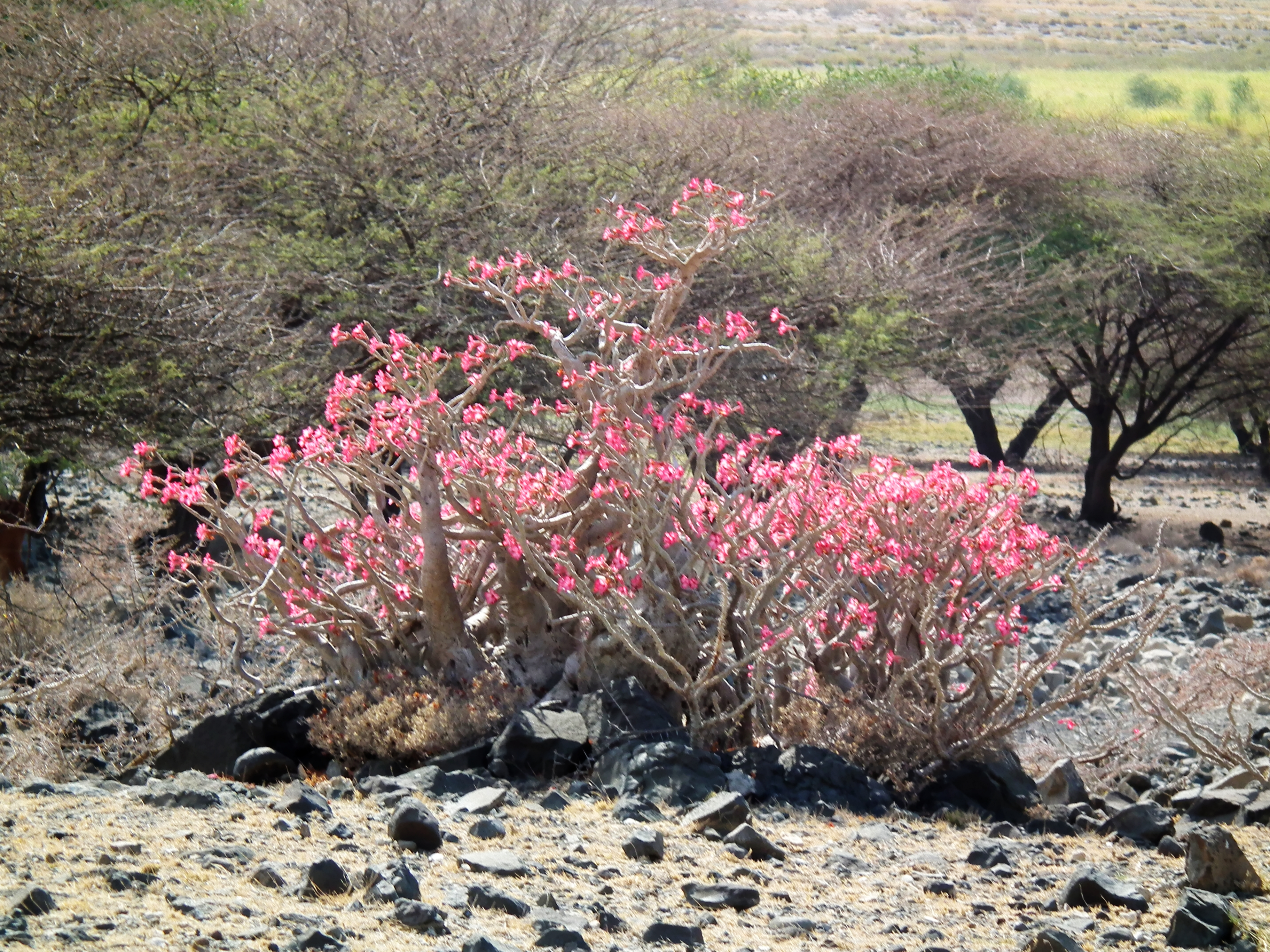
Die Wüstenrose Adenium obesum liefert ihnen das wichstigste der Pfeilgifte, die für die Jagd auf größere Beutetiere verwendet werden.

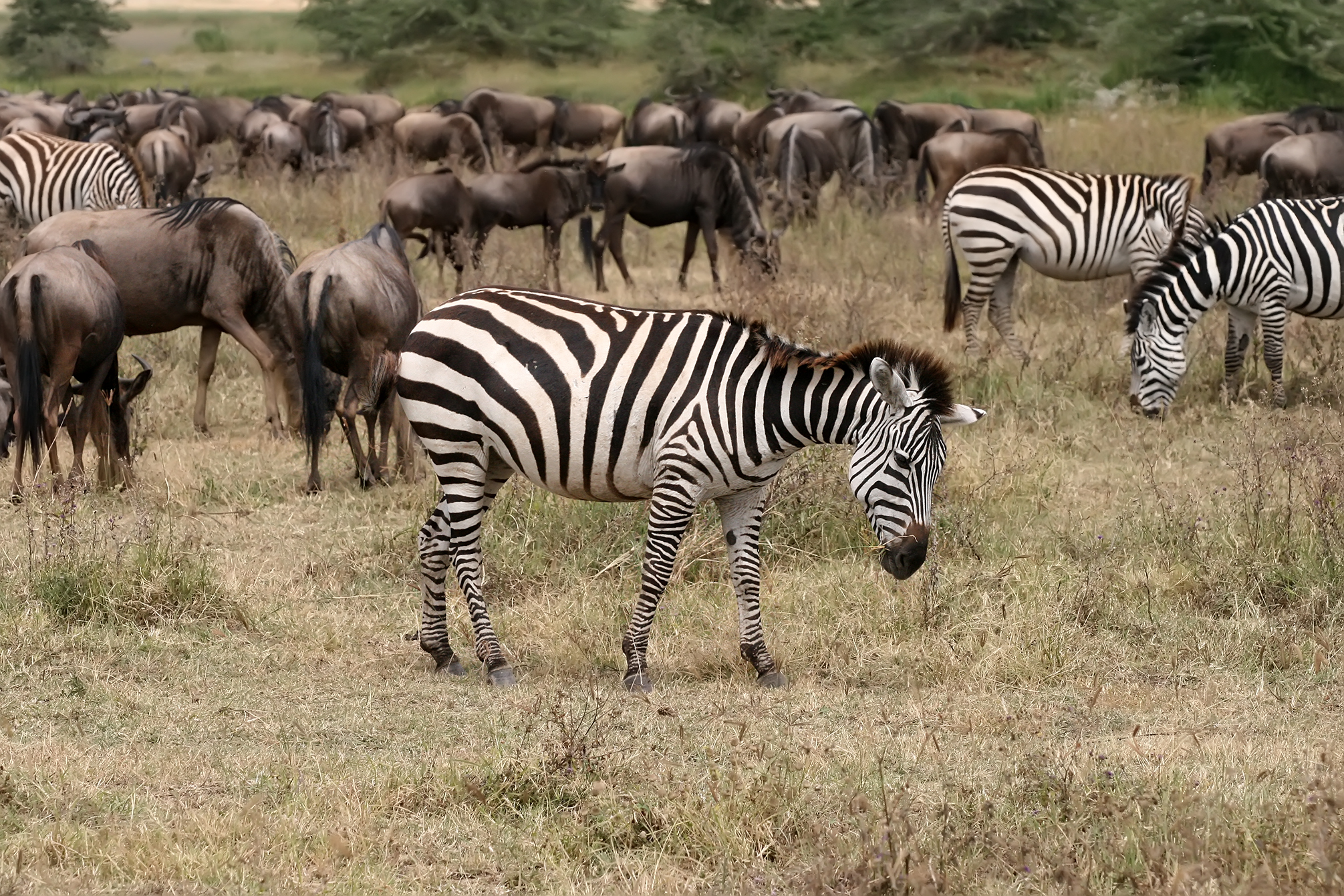
Das weiche Fett des Böhmzebras gilt den Hadzamüttern als bewährte erste Beikost für ihre Babys. Auch von älteren Familienmitgliedern wird dieses Tier nicht verschmäht. Im Hintergrund des Bildes sind Gnus zu sehen, die ebenfalls eine typische Beute größerer Jäger Ostafrikas bilden. Die Aufnahme entstand im Ngorongoro-Krater ganz in der Nähe des heutigen Rest-Lebensraumes der letzten Wildbeuter; mit dem weltweit berühmten Wildreichtum dieses Schutzgebietes werden die ehemaligen Verhältnisse in der Heimat der Hadza verglichen.

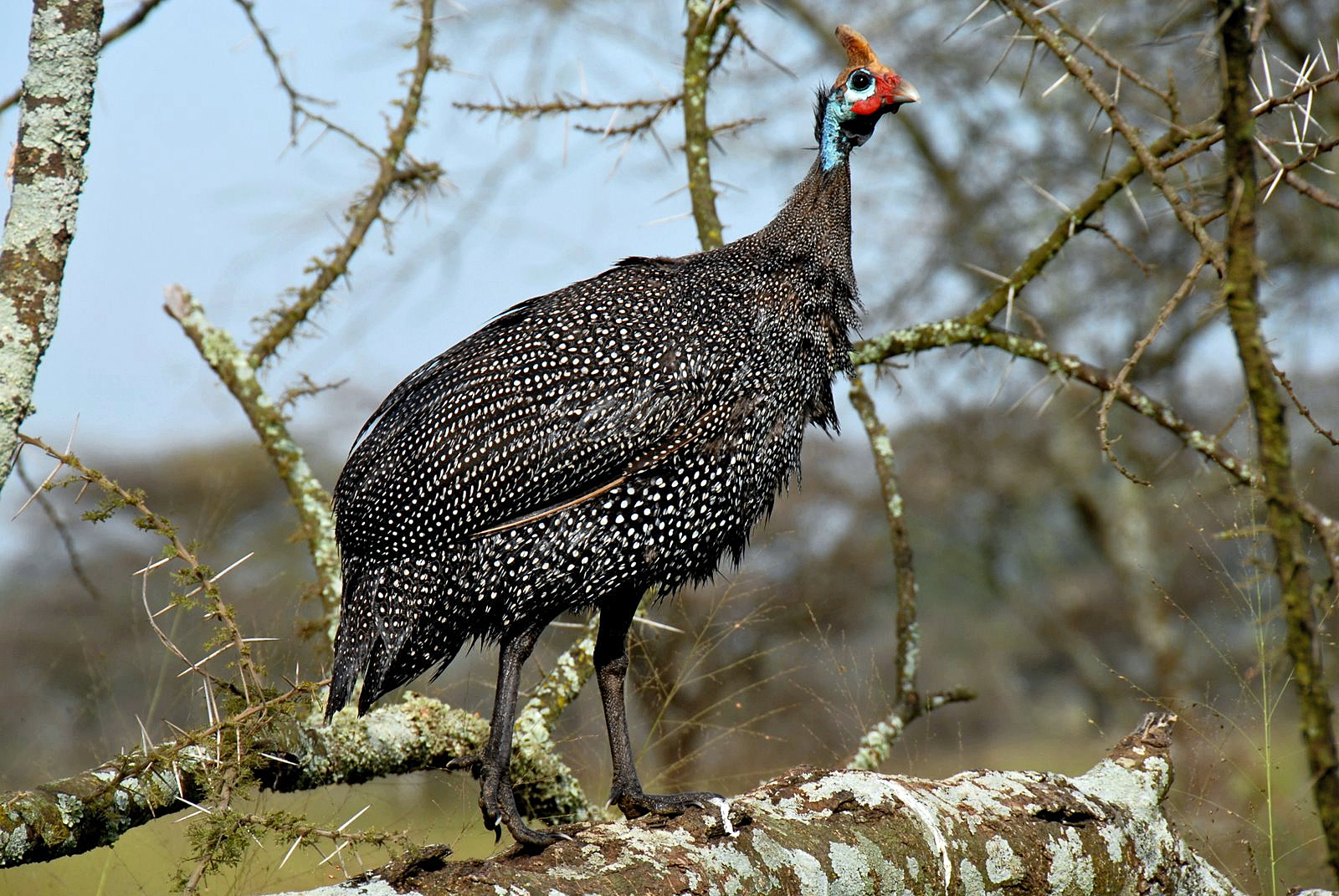
Da die Bestände an Großwild gegenüber früheren Jahrhunderten deutlich reduziert sind, zielen die Hadza heute vermehrt auf die 741 Vogelarten, die als ihre Jagdbeute dokumentiert sind. Oft trifft ihr Pfeil ein Helmperlhuhn.

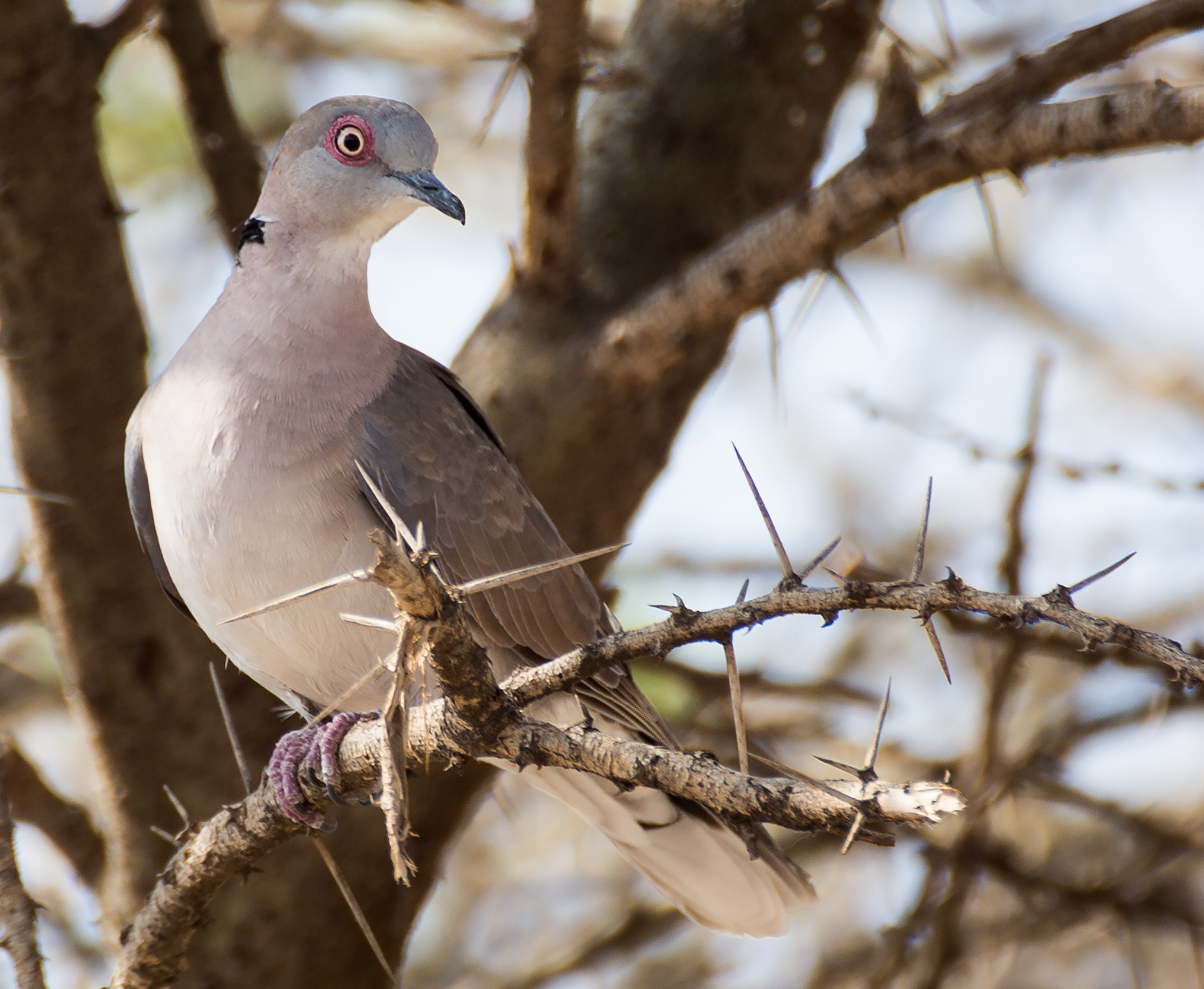
In einer im 21. Jahrhundert durchgeführten Langzeit-Feldforschungsstudie waren drei von zwölf Pfeilschüssen der Hadzajäger auf Brillentauben erfolgreich. Damit zählte auch diese zu heute den am häufigsten erlegten Tierarten.

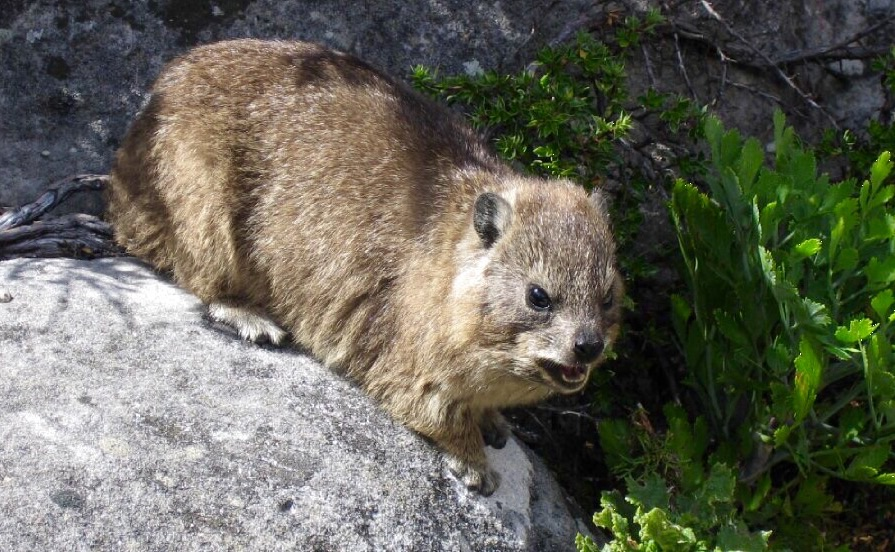
Klippschliefer gehören zu den kleinen Beutetieren, auf die die Hadza heute des Öfteren zurückgreifen müssen, ebenso wie die ihnen nahe verwandten kleineren Buschschliefer und Nagetiere.

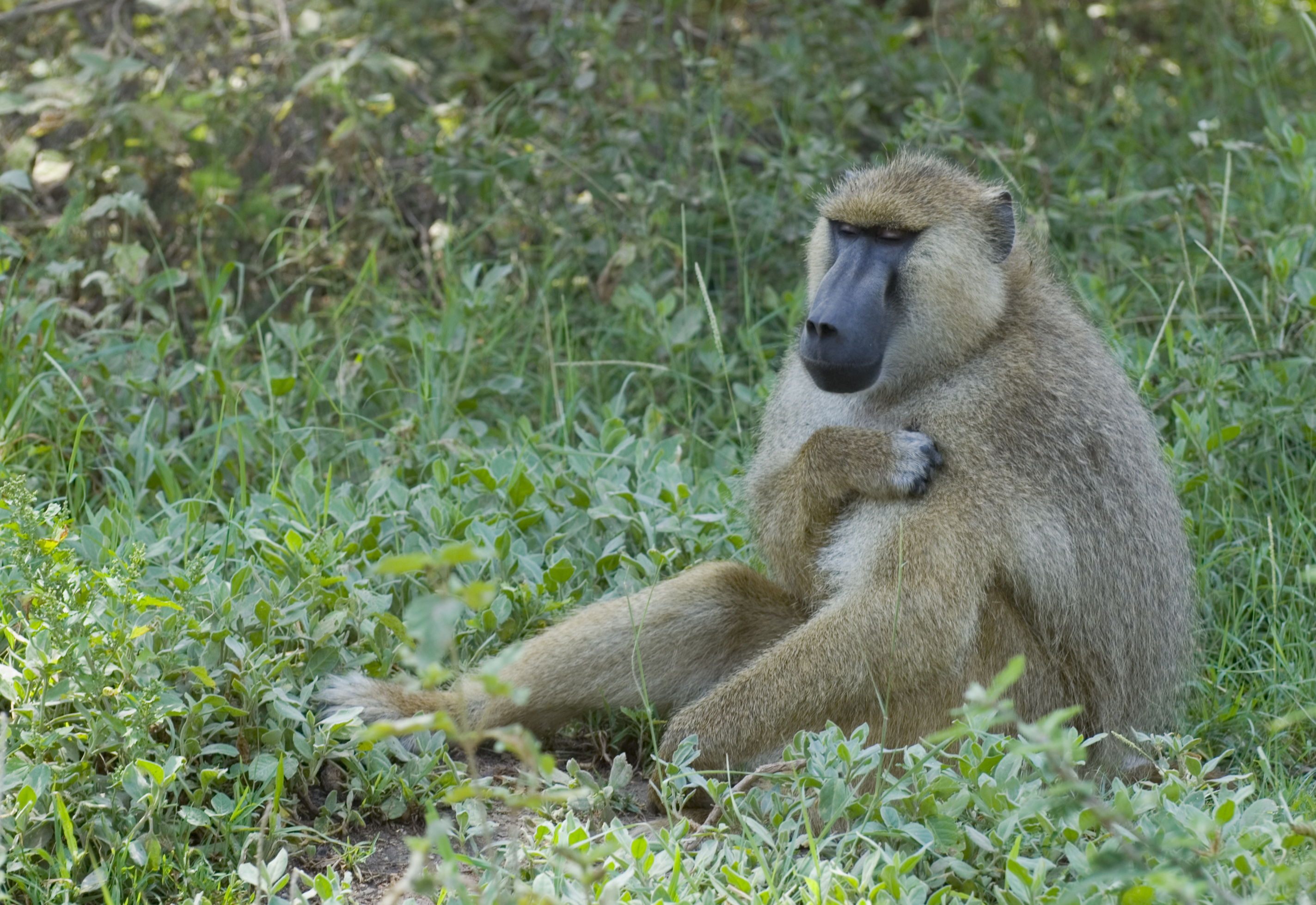
Vom Steppenpavian gewinnen sie eine besonders beliebte Fleischmahlzeit.

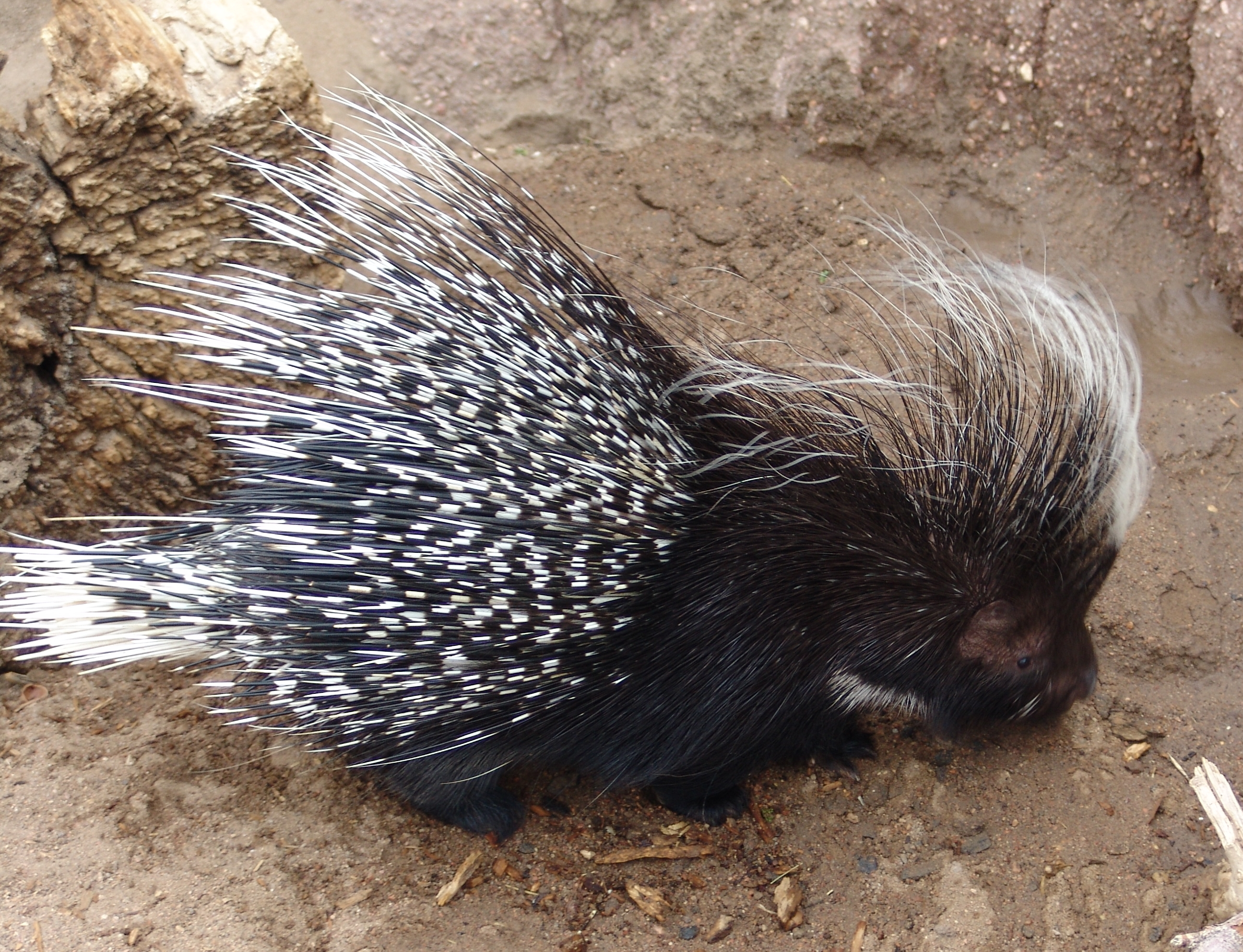
Um in den Genuss eines Stachelschweins zu kommen, muss es der Jäger in stundenlanger Arbeit aus seinem Bau ausgraben, was mit Verletzungsgefahr verbunden ist.

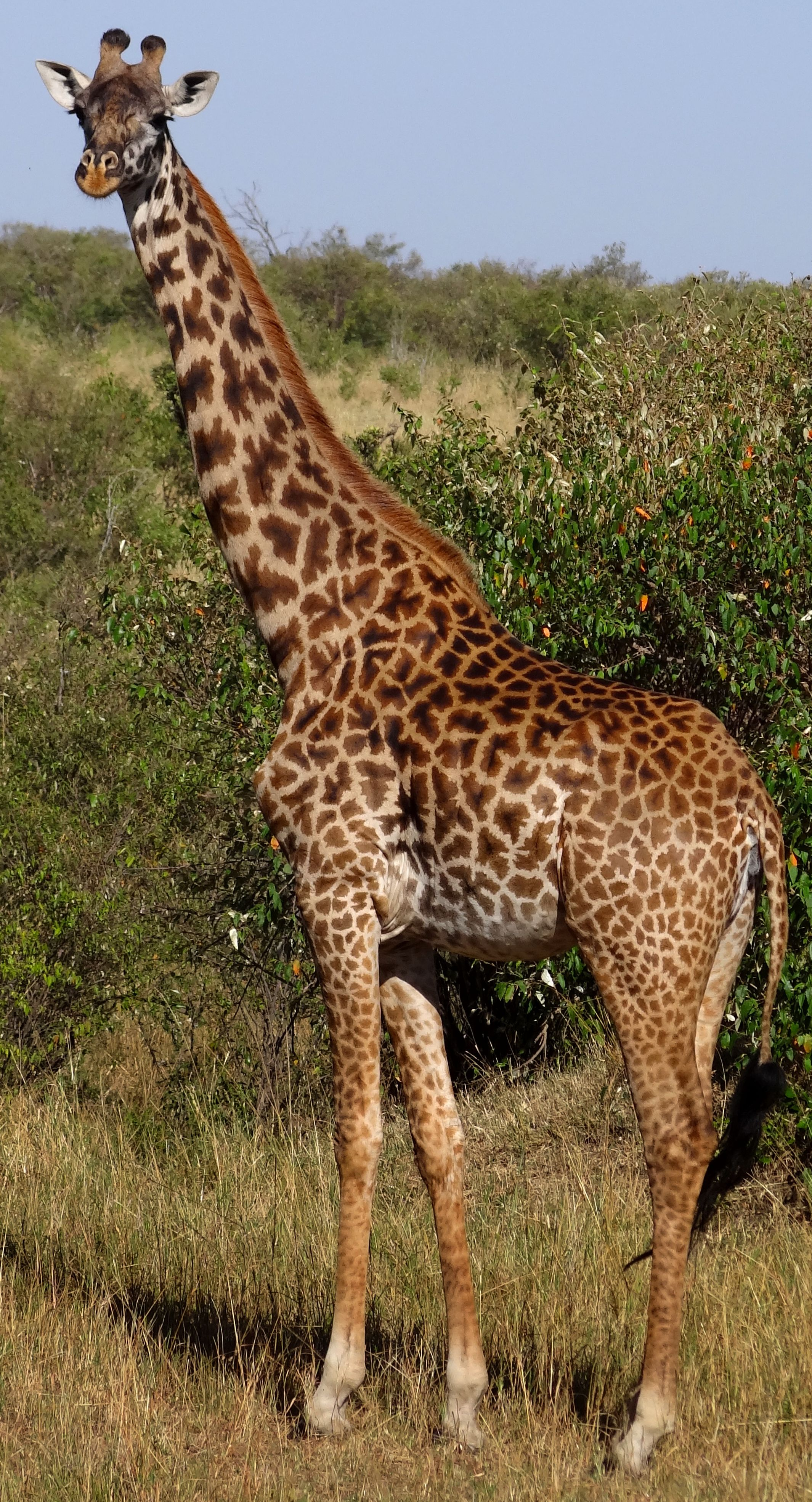
Die Massai-Giraffe ist heute das größte Beutetier der Hadza.

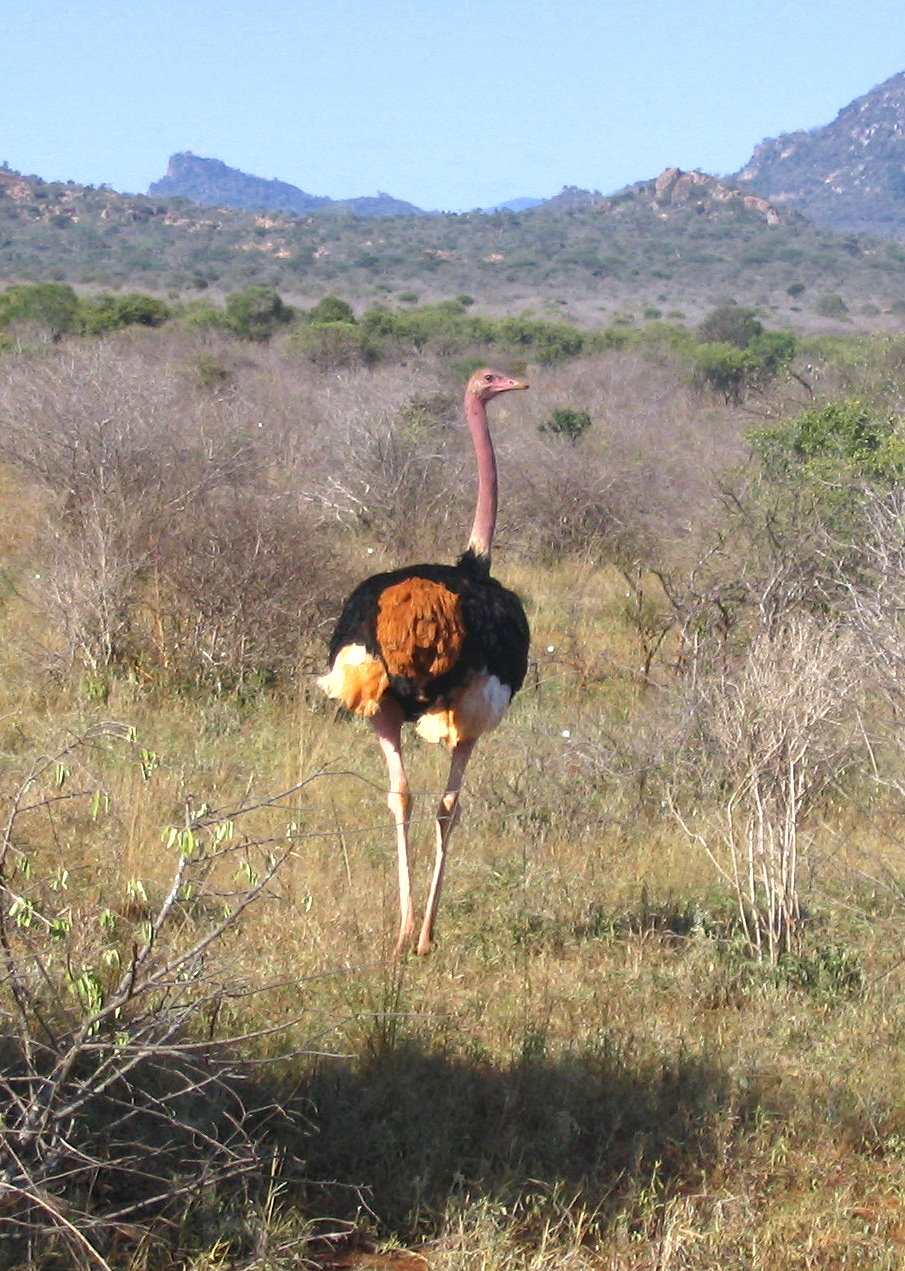
Im Jahr 1930 gaben Hadza zu Protokoll, neben dem der Giraffe auch das Fleisch des Massai-Straußes mit außergewöhnlichem Wohlgeschmack zu verbinden (das Bild zeigt ein männliches Tier).

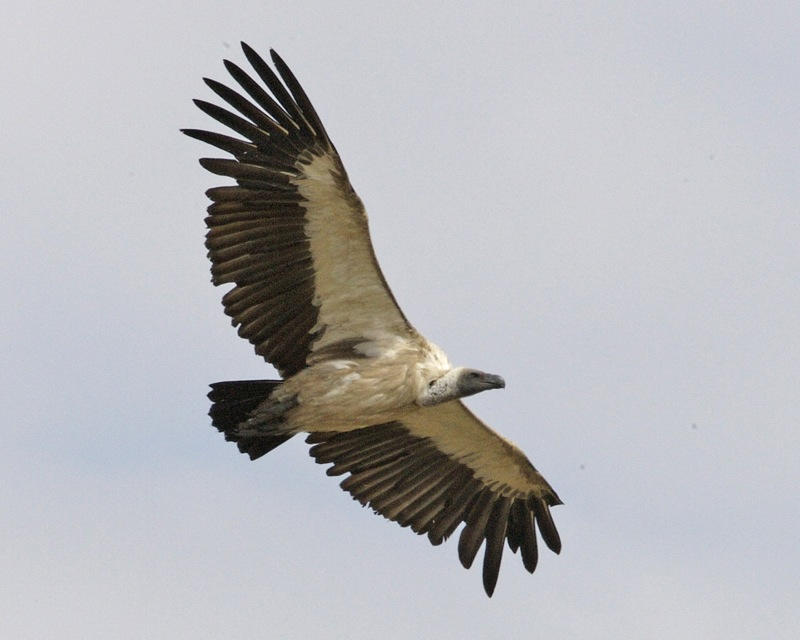
Die Jäger suchen bei ihren Pirschgängen regelmäßig mit den Augen den Horizont nach im Flug kreisenden Geiern ab, die ihnen den Weg zu ausschlachtbaren Kadavern weisen können.

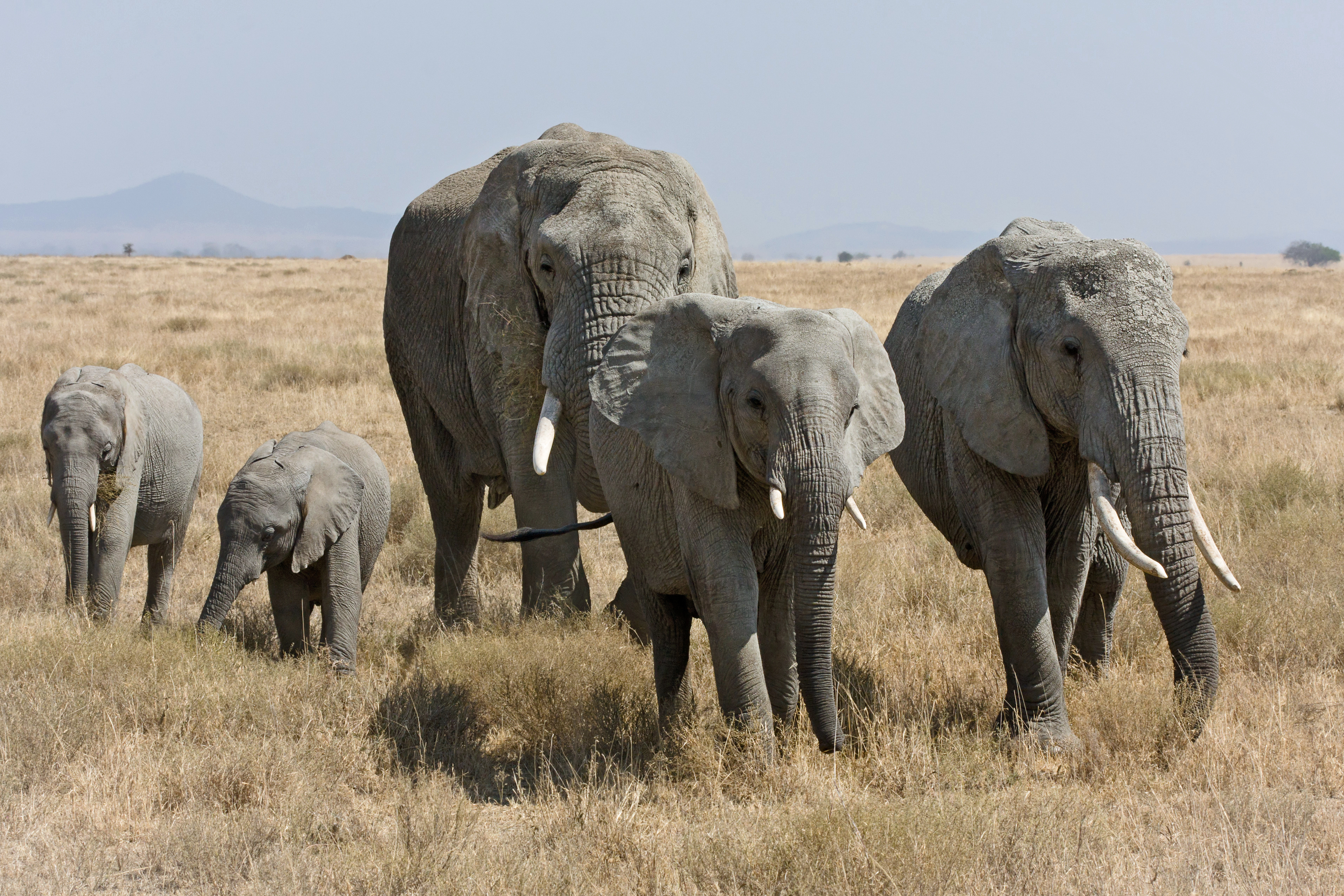
Auch die Kadaver von Elefanten – im Bild eine Familiengruppe mit Jungtieren verschiedener Altersstufen – waren traditionell eine Quelle für Fleisch und das höchst begehrte Fett.

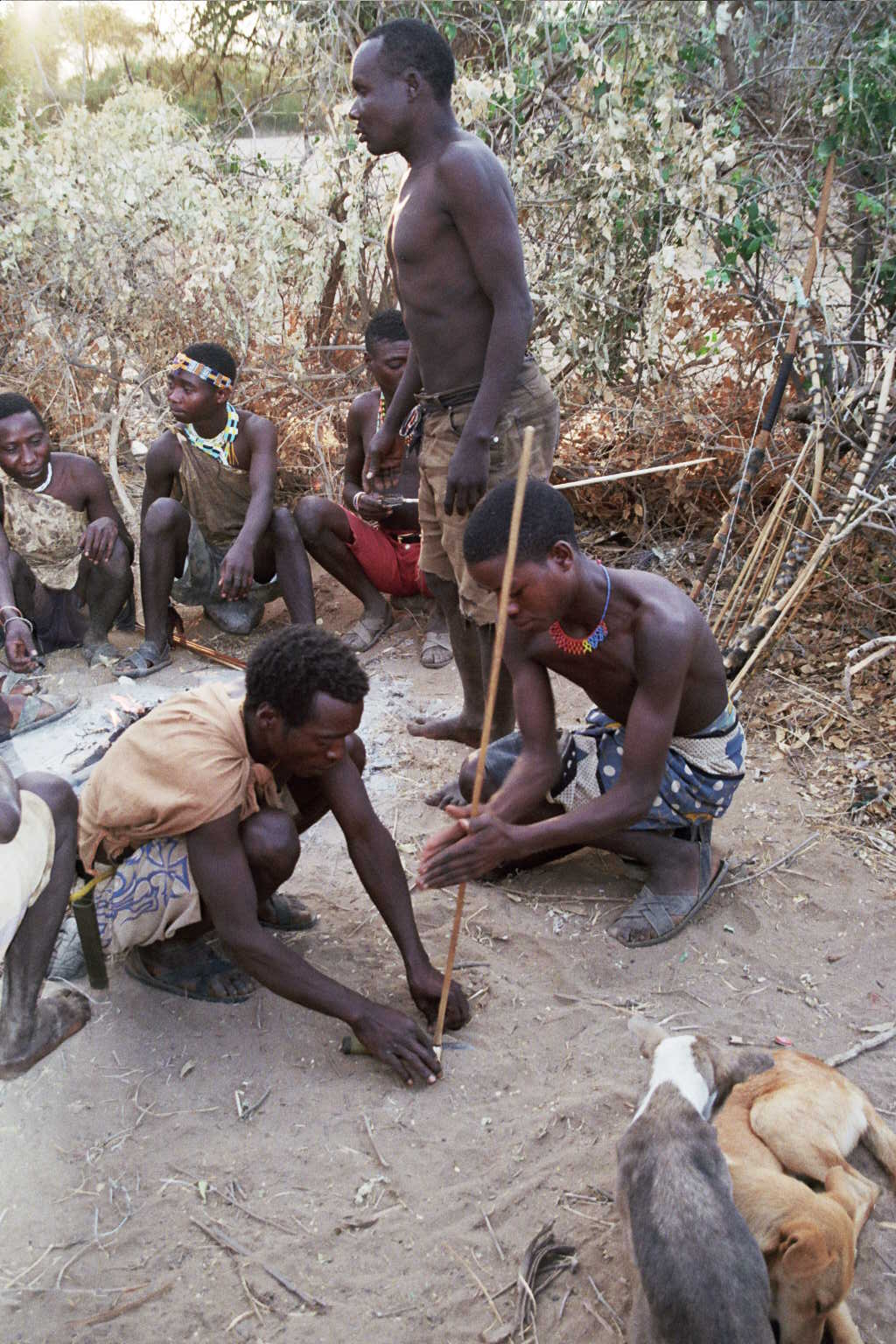
Hadza beim Entfachen eines Feuers. Das geschieht nach traditioneller Methode durch Feuerbohren.

Die Hadza suchten traditionell auch außerhalb der beschriebenen Gebiete bis in die Serengeti hinein nach Nahrung. Dennoch ist ihr Einflussraum auf einige wenige Biotope beschränkt, so dass sie nach der Definition von Raymond Dasmann zu den letzten „Ökosystem-Menschen“ der Erde zählen. Obwohl die Jagd in der Serengeti verboten ist, erkennen die tansanischen Behörden an, dass hier ein Sonderfall vorliegt, und setzen die Verordnungen nicht durch. Ebenso sind die Hadza die einzige Volksgruppe in Tansania, die keine Steuern zahlen muss.
Nach Feldforschungsergebnissen sind die Erwachsenen am Tag durchschnittlich vier bis sechs Stunden lang mit der Nahrungsbeschaffung beschäftigt.
Es gibt bei den Hadza traditionell vier Formen des Nahrungserwerbs:
- Wildpflanzen und deren Teile werden gesammelt: von Bäumen und Sträuchern gepflückt oder geschüttelt, vom Erdboden aufgelesen und ausgegraben.
- Nester wildlebender Bienen werden ausgebeutet.
- Wildlebende Wirbeltiere verschiedener Größe und taxonomischer Gruppen werden aktiv gejagt.
- Kadaver von Tieren, die durch natürliche Ursachen oder andere Jäger zu Tode gekommen und noch nicht zu weit in Verwesung übergegangen sind, werden aufgespürt und ganz oder teilweise ausgebeutet.

Dabei wird die Zusammensetzung des Speiseplanes nicht nur von der individuellen Tüchtigkeit und Glückszufällen bestimmt, sondern variiert in hohem Maße mit dem saisonalen Angebot, das die Natur bereithält. Eine moderne Studie gibt für die Gesamtnahrungsmenge (gemessen an der Nahrungsenergie), die innerhalb eines Jahres in einem Hadza-Lager verzehrt wurde, folgende Verteilung der Nahrungsmittel an:
|  | Nahrungsquelle                                                                             | Anteil |
|  | ------------------------------------------------------------------------------------------ | ------ |
|  | Baobabfrucht                                                                               | 14 %   |
|  | Wurzelknollen                                                                              | 13 %   |
|  | Nüsse, Steinobst & Hülsenfrüchte                                                           | 13 %   |
|  | Beeren & Feigen                                                                            | 9 %    |
|  | Honig                                                                                      | 11 %   |
|  | Großwild                                                                                   | 25 %   |
|  | Vögel & Kleines Wild                                                                       | 7 %    |
|  | Durch Tauschhandel (von Landwirtschaft treibenden Nachbarvölkern) erworbene Nahrungsmittel | 8 %    |

Somit lag dort das Verhältnis Pflanzen : Honig : Fleisch bei 49:11:32.
Pflanzliche Nahrung liefern Wurzelknollen diverser Arten (z. B. Vigna fructescens, Vigna macrorhyncha, Coccinia sp., Eminia entennulifa, Ipomoea transvaalensis, Vatoraea pseudolablab), der Afrikanische Affenbrotbaum (Adansonia digitata) oder Baobab mit seinen Früchten, Beeren (von Pflanzenarten wie Cordia crenata und Schwesternarten derselben Gattung, den Sternbüschen Grewia bicolor und Grewia villosa oder vom Zahnbürstenbaum (Salvadora persica) und andere Früchte (wie die des Marula-Baumes oder Elefantenbaumes, Sclerocarya sp. u. a.) und essbare Blätter. Maulbeerfeigen (Ficus sycomorus) sind eine höchst beliebte Speise bei Pavianen wie bei den Hadza, die sie unter den Bäumen aufsammeln oder herabschütteln. Die ölhaltigen Samen des Baobab werden nicht nur aus gepflückten Früchten gewonnen, sondern von den Hadzafrauen auch regelmäßig aus dem Dung von Pavianen herausgelesen, die diese nicht öffnen oder verdauen können. Der von den Hadza äußerst geschätzte Honig stammt von der Ostafrikanischen Hochlandbiene und einigen Wildbienenarten. Dabei nehmen die Männer nicht nur große Mühen, sondern auch Gefahren auf sich, wenn sie in großer Baumhöhe ohne Seilabsicherung Bienennester ausbeuten (vergleiche unten Gesundheitsbelastungen und -gefahren). Die Hadza sind hier Teil eines komplexen Symbiosenetzwerkes von vier Spezies. Der Große Honiganzeiger oder Schwarzkehl-Honiganzeiger (Indicator indicator), ein bis zu 20 cm großer Vogel, ernährt sich hauptsächlich von Bienenwachs, das ihm symbiontisch in seinem Darm lebende Schizomyceten (Micrococcus cerolyticus) durch Aufspaltung in Fettsäuren zu verdauen erlauben, ist aber selber nicht in der Lage, Bienennester aufzubrechen. Er weist daher sowohl den bis zu 70 cm großen, kräftig gebauten und durch dickes Fell und Speckschicht vor Stichen geschützten Honigdachs (Mellivora capensis) als auch menschliche Wildbeuter durch einen charakteristischen Ruf und auffällige Bewegungen aktiv auf Bienennester hin, die er dank seines sehr fein entwickelten Geruchssinnes anhand des duftenden Bienenwachses ausfindig macht, und führt sie instinktiv über längere Strecken zu deren Standort, in der Erwartung, anschließend von der tierischen bzw. menschlichen Plünderung der Nester in Form von Wachs und Brut als Nahrung für sich zu profitieren. (Zur Bedeutung des Honigs siehe auch unten Forschung bei den Hadza als ‚Modell-Ethnie‘ der Anthropologie.)
Die Jagd führen die Hadza heute fast ausschließlich mit Pfeil und Bogen durch (vergleiche Bogenjagd). Sie verwenden für die Jagd auf Vögel und Wild von kleiner bis mittlerer Größe Pfeile mit hölzernen Spitzen. Für die Jagd auf Großwild werden größere Pfeile angefertigt, die traditionell mit Steinspitzen versehen waren. Infolge im Laufe der Zeit ausgedehnterer Handelskontakte wird dafür heute überwiegend mit Steinen zurechtgehämmertes Eisen verwendet. Für die Jagd auf größere Beutetiere werden die Pfeile mit Giftpflanzen präpariert. Dafür wird in erster Linie die Wüstenrose Adenium obesum verwendet, die in ihrer Sprache panju, panjub oder panjube heißt, weiters auch Strophanthus eminii, den sie shanjo nennen. Beide Pflanzen gehören der Familie der Hundsgiftgewächse (Apocynaceae) an. Die Größe und Masse der Jagdbeute reicht heute von Rüsselspringern bis zu Giraffen (im Lebensraum der Hadza sind es Massai-Giraffen), als deren maximales Gewicht 1930 kg angegeben werden. D. F. Bleek erfuhr im Jahr 1930, dass „das Fleisch von Giraffe und Strauß bevorzugt [werde] aufgrund seines Wohlgeschmacks“ (gemeint war dabei der Massai-Strauß, Strutio camelus massaicus). Für die Jagd auf Afrikanische Steppenelefanten (Loxodonta africana) sind die zur Verfügung stehenden Pfeilgifte nicht stark genug. Die bis zu 3200 kg schweren Flusspferde (Hippopotamus amphibius) waren früher im Eyasi-See anzutreffen und wurden gelegentlich mit hölzernen Spießen erlegt. Heute sind sie, ebenso wie Spitzmaulnashörner (Diceros bicornis), im Lebensraum der Hadza ausgerottet. Als besonders begehrte Fleischmahlzeit und damit Jagdbeute wurden Steppenpaviane beschrieben, wobei das Gehirn zum Abschluss der Mahlzeit von den Jägern gemeinsam verzehrt wird. Beutetiere wie Stachelschweine (In Tansania vertreten durch Hystrix cristata) müssen in stundenlanger Arbeit aus ihrem Bau ausgegraben werden, was trotz der beträchtlichen Verletzungsgefahr nicht gescheut wird. Da die Bestände an Großwild im Lebensraum der Hadza gegenüber früheren Zeiten deutlich zurückgegangen sind (siehe oben Geschichte und unten Existenzbedrohung), sind sie heute darauf angewiesen, vermehrt die dort in einer großen Anzahl von Arten vorkommenden Vögel zu verzehren. Es halten sich in „Savannen, trockene[n] Dornbuschsteppen, lichte[n] Wälder[n], aber auch felsige[m] Gelände mit einzelnen Büschen und Bäumen“ „Helmperlhühner“ „außerhalb der Brutzeit in oft sehr starken Völkern auf.“ Diese bis 63 cm großen und bis 1600 g schweren Vögel (in Tansania durch die Unterart Numida meleagris reichenowi vertreten) waren schon im Europa der Antike und Frühen Neuzeit eine kulinarische Attraktion, weshalb nord- und westafrikanische Unterarten damals domestiziert wurden, und sie bereichern auch häufig den Speiseplan der Hadzajäger (siehe das Bild). Auch die ausgewachsen durchschnittlich 0,130 kg schwere Brillentaube (Streptopelia decipiens) wird überdurchschnittlich häufig geschossen und die Jäger müssen ebenso des Öfteren auf zahlreich vorkommende Kleinsäuger ausweichen wie die ausgewachsen 1,8 bis 5,4 kg schweren Klippschliefer (Procavia capensis), die mit ihnen nahe verwandten und häufig vergesellschafteten, kleineren Buschschliefer (Heterohyrax brucei) von 1,3 bis 2,4 kg Gewicht und auf Nagetiere (Rodentia) (vergleiche die Bildsequenzen in dem kurzen Lehrfilm unter Weblinks), wie auch die mit den Hadzajägern sympatrisch lebenden Leoparden (Panthera pardus) in Mangelsituationen wie Hochgebirgsregionen auf Klippschliefer als Hauptnahrung angewiesen sind.
Während ihrer Pirschgänge suchen die Jäger gewohnheitsmäßig immer wieder mit den Augen den Horizont nach im Flug kreisenden Geiern ab. In ihrem Gebiet sind dies neben anderen Arten vor allem Weißrückengeier (Gyps africanus, von manchen Autoren auch als Zwerggänsegeier oder Pseudogyps africanus bezeichnet), „die ‚Charaktergeier‘ der wildreichen Steppen“, die im Überflug große Gebiete nach Anzeichen für tote Tiere absuchen und sich schließlich in großer Zahl, mit bis zu hunderten Individuen, an einem Kadaver einfinden können. (Siehe Bilder.) Indem sie diese als Wegweiser nutzen, gelingt es den Hadza regelmäßig, an Fallwild zu gelangen und dieses für sich auszuschlachten. Auch auf den Riss tierischer Beutegreifer werden sie so aufmerksam und können diesen häufig deren Beute oder einen Teil derselben entwenden. (Siehe zu diesem Thema jedoch unten Physis und Gesundheit / Gesundheitsbelastungen und -gefahren.) Selbst die Kadaver von Elefanten, die von den Hadza ihrer Größe wegen nicht aktiv gejagt werden können, waren für sie traditionell eine Quelle nicht geringer Mengen an Fleisch und des äußerst begehrten Tierfettes. Heute sind deren Bestände durch die jahrhundertelange Elfenbeinjagd stark dezimiert (vergleiche oben Geschichte), was das seit Jahrtausenden bestehende Nahrungsangebot für die Hadza entsprechend einschränkt. (Zu den langfristigen ökologischen Folgen der Ausrottung der größten Säuger im Hadzaland, Nashörner und Elefanten, siehe unten Existenzbedrohung.)
Abhängig von den natürlichen Wachstums- und Vermehrungszyklen können bestimmte Nahrungsquellen jeweils für eine begrenzte Phase den Speiseplan dominieren. So verzehren die Hadza in der Reifezeit der Beeren einer Cordia-Spezies (Cordia sinensis) große Mengen der Früchte, die während etwa zweier Monate ihre Hauptnahrung darstellen. Zur Brutsaison der Webervögel – in diesem Fall wurden Blutschnabelweber (Quelea quelea) dokumentiert – werden deren Jungvögel in großer Zahl aus den Nestern erbeutet. Diese bis 12 cm große Vogelart bildet nämlich „kleinere oder größere Brutkolonien […] Die größten […] können eine Fläche von mehreren hundert Hektar bedecken und schätzungsweise bis zu zehn Millionen Nester enthalten. [Diese] stehen gewöhnlich in Bäumen, vor allem Akazien, gelegentlich auch in Binsenbeständen. Sie sind kunstvoll gewebt, von rundlicher Form mit seitlichem Eingang, und ähneln denen der Feuerweber und Widas. […] Die Jungen bleiben sechzehn Tage im Nest […]“. Die Brutsaison findet in Ostafrika zweimal im Jahr statt, von Dezember bis Februar und von Mai bis Juli. Bis zu 6000 Nester können in einem Baum gezählt werden. Da das Brutverhalten hochgradig synchronisiert ist, verlassen alle Vögel das Brutareal oft schon 40 Tage nach erstem Brutbeginn. Die Nester ziehen eine ganze Reihe von Beutegreifern an, die von der Langfühlerschrecke Acanthoplus discoidalis über Reptilien und große Vögel bis zu Großkatzen reicht – und auch die Hadza einschließt, die in Gruppen mit aus langen Zweigen angefertigten Stangen die Jungvögel aus den Nestern stoßen und an dieser Nahrungsfülle teilhaben. Wurzelknollen dagegen, die in Anbetracht ihres vergleichsweise geringen Energiegehaltes am wenigsten beliebte Nahrungskategorie, gelten als „Reservenahrung“ (“fall back food”), die das ganze Jahr über in gleichen Mengen verlässlich verfügbar ist und auf die daher jederzeit zurückgegriffen werden kann, wenn an anderen, beliebteren Nahrungsmitteln Mangel herrscht.
(Zur Illustration der in diesem Kapitel behandelten Themen siehe zusätzlich zu den nebenstehenden Bildern auch den kurzen Lehrfilm, die Filmvorschau, die bebilderten Reportagen und die Bildergalerie unter Literatur, Filmographie und Weblinks.)

## Religion
Nach den laufenden Erhebungen des evangelikal-fundamentalistisch ausgerichteten Bekehrungsnetzwerkes Joshua Project werden andere Religionen von den Hadza wie viele fremde Dinge mit Ablehnung und Misstrauen angesehen. Demnach bekennen sich 95 Prozent der Ethnie zu ihrer traditionellen Religion. Die restlichen 5 Prozent sind Christen.
Traditionell haben die Hadza weder klare Gottesvorstellungen, noch spirituelle Spezialisten oder Gebete, keine Sakralbauten, geheiligte Gegenstände oder Bildnisse, weder eine religiöse Moral noch Vorstellungen über ein Leben nach dem Tod. Dennoch gibt es einen Glauben an übernatürliche Kräfte und Kulthandlungen, sodass die Einschätzung einiger früherer Autoren – die Hadza hätten keine Religion – heute als überholt gilt.
Wie häufig bei egalitären Wildbeutern unterliegen Kosmogonie und Mythologie einem ständigen Wandel und kennen keine Dogmen: Jeder Hadza hat seine eigenen Vorstellungen und Auslegungen der religiösen Überlieferungen. Insofern finden sich auch nur wenige übereinstimmende Glaubensinhalte.
Sonne, Mond, Sterne und die Vorfahren der Menschen gelten als übernatürliche Wesen. Die Sonne nimmt dabei eine zentrale Stellung ein: Im Himmel ist sie unter dem Namen Ishoko die Ehefrau des Mondes Seta, der sie ständig verfolgt, aber nie erreicht. Die Sterne sind die Kinder des göttlichen Ehepaares. In Bezug zur Schöpfungsgeschichte wird die Sonne jedoch männliche gedacht und Haine genannt (wie es von Hadza-Männern erzählt wird). Nach Kohl-Larsen hingegen ist Haine der Ehemann von Ishoko (an anderer Stelle als Mond identifiziert), während die Sonne nach seinen Aufzeichnungen als Herrin der Tiere angesehen wird, die die Tierwelt, die mythologischen Riesen und einige fremde Menschen schuf; die Tiere behütet, aber auch das Jagdglück lenkt. So gilt es als guter Wunsch an einen Jäger, Ishokos Namen auszusprechen.
Bei der Schöpfung des Menschen – beziehungsweise der Hadza – spielt Haine (die Sonne) nur eine passive Rolle, indem sich der Riese Hohole und seine Frau Tsikaio vor ihm verstecken mussten. Nach einem Kobrabiss stirbt der Riese. Seine Frau muss zuerst vom Bein des Toten essen, um stark genug zu werden, ihn zu transportieren. Anschließend zieht sie auf einen Affenbrotbaum und gebärt dort ihren Sohn Konzere. Tsikaio und Konzere wiederum gelten als Urahnen der Hadza, die schließlich vom Baobab stiegen oder – nach einer anderen Version – über den Hals einer Giraffe auf die Erde kamen.
Die Hadza glauben, dass Nachbarethnien Schadenzauber betreiben und sie verfluchen können. Selbst praktizieren sie keine Hexerei, obwohl ihr zentrales Ritualthema Epeme deutlich magische Züge trägt. So werden die Ursachen für körperliche Leiden nicht selten mit Tabubrüchen bezüglich Epeme in Verbindung gebracht. Epeme ist der mit Abstand stärkste Ausdruck religiöser Vorstellungen der Hadza. Es geht dabei um Mannbarkeit, Jagd, den Neumond und das Verhältnis der Geschlechter zueinander. Epeme ist sowohl eine Art spirituelle Kraft, die der Jäger durch den Verzehr des Fleisches bestimmter Tiere aufnimmt, als auch der Name einer Zeremonie, die in Sozialstruktur und Religion der Hadza eine entscheidende Rolle spielt.
Auch Hadza-Frauen haben Geheimnisse vor Männern. Die weibliche Beschneidung, die Klitoridektomie, wird von den Frauen allein organisiert und als reine Frauensache angesehen. Nach der Operation jagen die neu beschnittenen jungen Frauen die Männer, insbesondere ihre potentiellen Ehemänner, mit speziell dekorierten Stäben und greifen sie gewaltsam an. Seit Ende des 20. Jahrhunderts gibt es einige Hinweise darauf, dass Hadza-Frauen aus eigener Initiative beschließen könnten, die Beschneidung bald aufzugeben.

### Epeme
Die erste erfolgreiche Jagd auf Großwild (etwa Nashorn, Flusspferd, Giraffe, Büffel, Gnu oder Löwe) macht einen Hadzajungen zum Epeme-Mann. Anfang 20 werden die Jugendlichen aktiv dazu aufgefordert, es kann jedoch auch vorkommen, dass wesentlich Jüngere auf diese Weise geweiht werden. Demgegenüber werden Männer über 30 auch ohne Jagderfolg als Epeme eingestuft. Nur Epeme-Männer haben das Vorrecht, bestimmte Teile des Großwildes (Epeme-Fleisch: Niere, Lunge, Herz, Hals, Zunge und Genitalien) zu essen. Dies dürfen sie allerdings nur gemeinsam mit mindestens einem weiteren Epeme-Mann. Ebenso ist es Kindern, Frauen und uneingeweihten Männern verboten, den Epeme-Männern beim Essen von Epeme-Fleisch zuzusehen. Werden diese Tabus übertreten, gehen die Hadza davon aus, dass ein schlimmes Unglück den „Sünder“ treffen wird.
Das gleichnamige Epeme-Tanzritual wird in allen mondlosen Nächten bei völliger Dunkelheit durchgeführt, sodass die Teilnehmer nahezu nichts sehen können. Die Epeme-Männer gelten dabei als heilige Wesen und tanzen nacheinander in harter und steifer Performance für ein bis zwei Minuten, während sie den Frauen zurufen und zusingen, die als Begleitung in einer heiligen Pfeifsprache singen, die allein für diesen Zusammenhang genutzt wird. Zuerst sitzen die Frauen dabei, im Verlauf des Tanzes stehen sie jedoch auf und tanzen mit zunehmender Anmut um den Mann herum, der diesen Auftritt mehrmals durchführt und jeweils etwas verlängert. Nachdem ein Mann gegangen ist, gibt er seine Tanzausrüstung (schwarzer Umhang, Federschmuck, Schellen, Rasseln) einem anderen Mann und der Tanz wiederholt sich entsprechend.
Das Epeme-Ritual gilt als unverzichtbar für das Wohlbefinden der Hadza. Es kann als eine wiederkehrende zeremonielle Versöhnung von Männern und Frauen interpretiert werden.

### Mythologie
Es gibt einige mythologische Figuren, von denen ein wesentlicher Einfluss auf das Schicksal des Volkes angenommen wird. Dazu gehört etwa Indaya, der die Rolle eines Kulturheros innehat: Man erzählt von ihm, dass er vom Tod auferstand und zu den feldbauenden Isanzu ging, um von dort Bräuche und Waren zu den Hadza zu bringen. Dies begründet auch die freundschaftliche Stellung zur Isanzu-Ethnie. Auch bösartige Riesen mit menschlichen Schwächen kommen in der Hadza-Mythologie vor. Dabei spielt zum Teil wiederum die Hilfe Fremder oder eines Gottes – unter anderem eines Isanzu-Mannes – eine Rolle.

## Die Sprache

### Beschreibung
Die Sprache der Hadza, von ihnen Hadzane genannt, ist isoliert, weist aber typologische Ähnlichkeiten mit den Khoisan-Sprachen auf. Diese Ähnlichkeiten sah man vor allem in der Verwendung von Klick- oder Schnalzlauten. Die Wortstellung ist flexibel: Die Grundstellung ist Verb-Subjekt-Objekt (VSO), doch Verb-Objekt-Subjekt (VOS) und das Gegenüberstellen zu Subjekt-Verb-Objekt (SVO) sind beide sehr gebräuchlich. Es gibt für Nomina (Hauptwörter) Genus oder grammatikalisches Geschlecht (Maskulinum und Femininum = männlich und weiblich) und Numerus oder Zahl (Singular und Plural = Einzahl und Mehrzahl). Sie werden durch Suffixe (angehängte Endsilben) angezeigt wie folgt:
|    | Sg. | Pl.  |
| -- | --- | ---- |
| m. |     | -bii |
| f. | -ko | -bee |

Auch Adjektive und Verben werden durch Zwischen- und Endsilben flektiert. Es gab keine Zahlwörter außer itchame (eins) und pie (zwei), bevor solche aus Nachbarsprachen entlehnt wurden.

### Eine Besonderheit: Spezielle Namen für tote Tiere
Hadza hat einige Aufmerksamkeit erlangt für ein Dutzend „Feier-“ (“celebratory”, J. Woodburn) oder „Triumph-“ (“triumphal”, R. Blench) -Namen für tote Tiere. Sie sind grammatikalisch keine Nomina, sondern Verbformen im Imperativ. Sie werden verwendet, um eine erfolgreiche Jagd (oder Erbeutung eines Kadavers) zu verkünden und somit auf die spezifische Beute aufmerksam zu machen. Es sind diese (im Imperativ Singular):
| Tier                  | Generischer Name      | Triumphname |
| --------------------- | --------------------- | ----------- |
| Zebra                 | dóngoko               | hantáii     |
| Giraffe               | zzókwanako            | háwaii      |
| Kaffernbüffel         | naggomako             | tíslii      |
| Leopard               | nqe, tcanjai          | henqêe      |
| Löwe                  | séseme                | hubuee      |
| Elenantilope          | khomatiko             | hubuii      |
| Impala                | p(h)óphoko            | dlunkúii    |
| Gnu Kuhantilope       | bisoko qqeleko        | zzonoii     |
| Andere große Antilope | Andere große Antilope | hephêe      |
| Kleine Antilope       | Kleine Antilope       | hingcíee    |
| Spitzmaulnashorn      | tlhákate              | hukhúee     |
| Elefant Flusspferd    | beggáuko wezzáiko     | kapuláii    |
| Warzenschwein Eber    | dláha kwa'i           | hatcháee    |
| Pavian                | neeko                 | nqokhóii    |
| Afrikanischer Strauß  | khenangu              | hushúee     |

Die Wörter sind einigermaßen generisch: henqêe kann für jede gefleckte Katze verwendet werden, hushuee (hushuwee) für jeden rennenden Laufvogel. „Löwe“ und „Elenantilope“ verwenden dieselbe Wurzel. Blench (2008) schätzt, dass dies damit zu tun haben mag, dass die Elenantilope in der Region als magisch angesehen wird.

## Physis und Gesundheit

### Physis und allgemeiner Gesundheitszustand
Auch zur Physis und Gesundheit der Hadza liegen heute teils sehr detaillierte wissenschaftliche Studien vor. In Messreihen, die im Jahr 2000 veröffentlicht wurden, wurden geschlechtsspezifische durchschnittliche Körpermaße erwachsener Personen wie folgt bestimmt:
|                                    | Bei Männern | Bei Frauen |
| ---------------------------------- | ----------- | ---------- |
| Körperlänge                        | 1,625 m     | 1,513 m    |
| Körperfettanteil                   | 11 %        | 20,4 %     |
| Körpermasseindex (Body-Mass-Index) | 20,2        | 20,6       |

Ernstere Versorgungsengpässe kommen selbst in Dürrejahren nicht vor und ärztliche Untersuchungen haben gezeigt, dass die Hadza über eine sehr ausgewogene Ernährung verfügen, die ihnen eine weit bessere Gesundheit beschert als ihren feldbauenden Nachbarn.

### Gesundheitsbelastungen und -gefahren

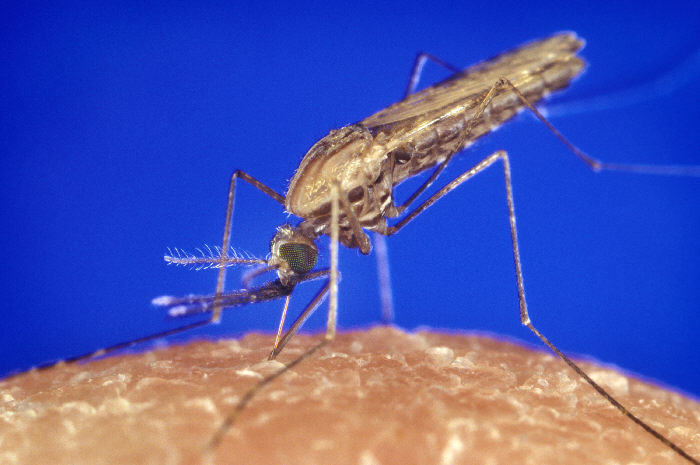
Die Weibchen der Stechmückenart Anopheles gambiae übertragen bei ihren Blutmahlzeiten die Erreger der in feuchteren Tropenländeren der Erde endemischen und gefürchteten Malaria tropica. Sie ist einer der Hauptfaktoren vor allem für die sehr hohe Kindersterblichkeit der Hadza.

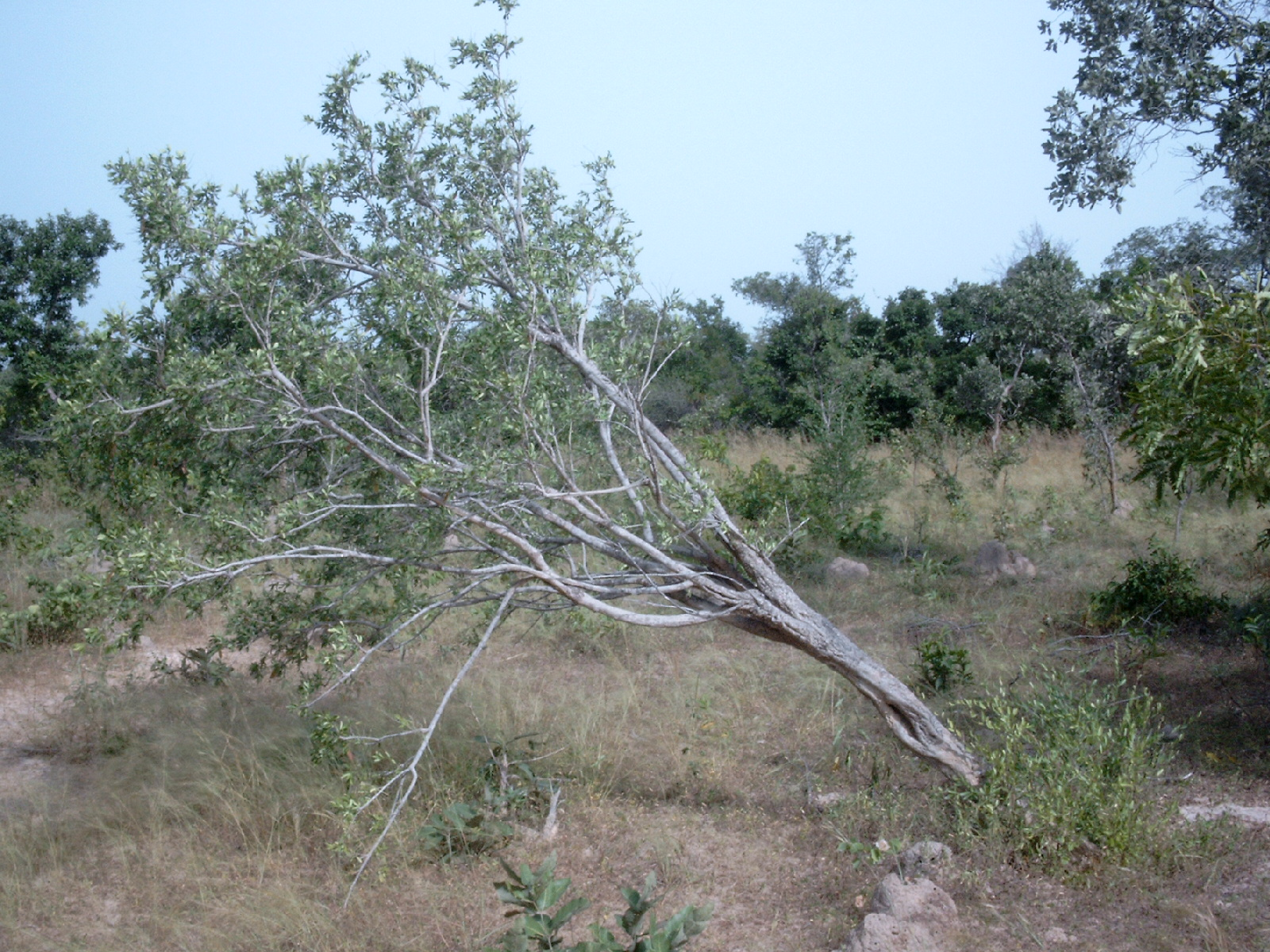
Die Hadza kennen in ihrem Lebensraum – nicht näher identifizierte – Pflanzen, die sie als Gegenmittel gegen Schlangengift – nach eigenen Aussagen erfolgreich – einsetzen. Für einige solcher Heilpflanzen, deren Verwendung auch in Tansania dokumentiert ist, wurde ein solcher gifthemmender Effekt naturwissenschaftlich nachgewiesen. Die Wurzeln des Wilden Veilchenbaumes gehören dazu. Auf dem Bild ist ein Baum dieser Art zu sehen, der solchem menschlichen Wurzelsammeln zum Opfer fiel.

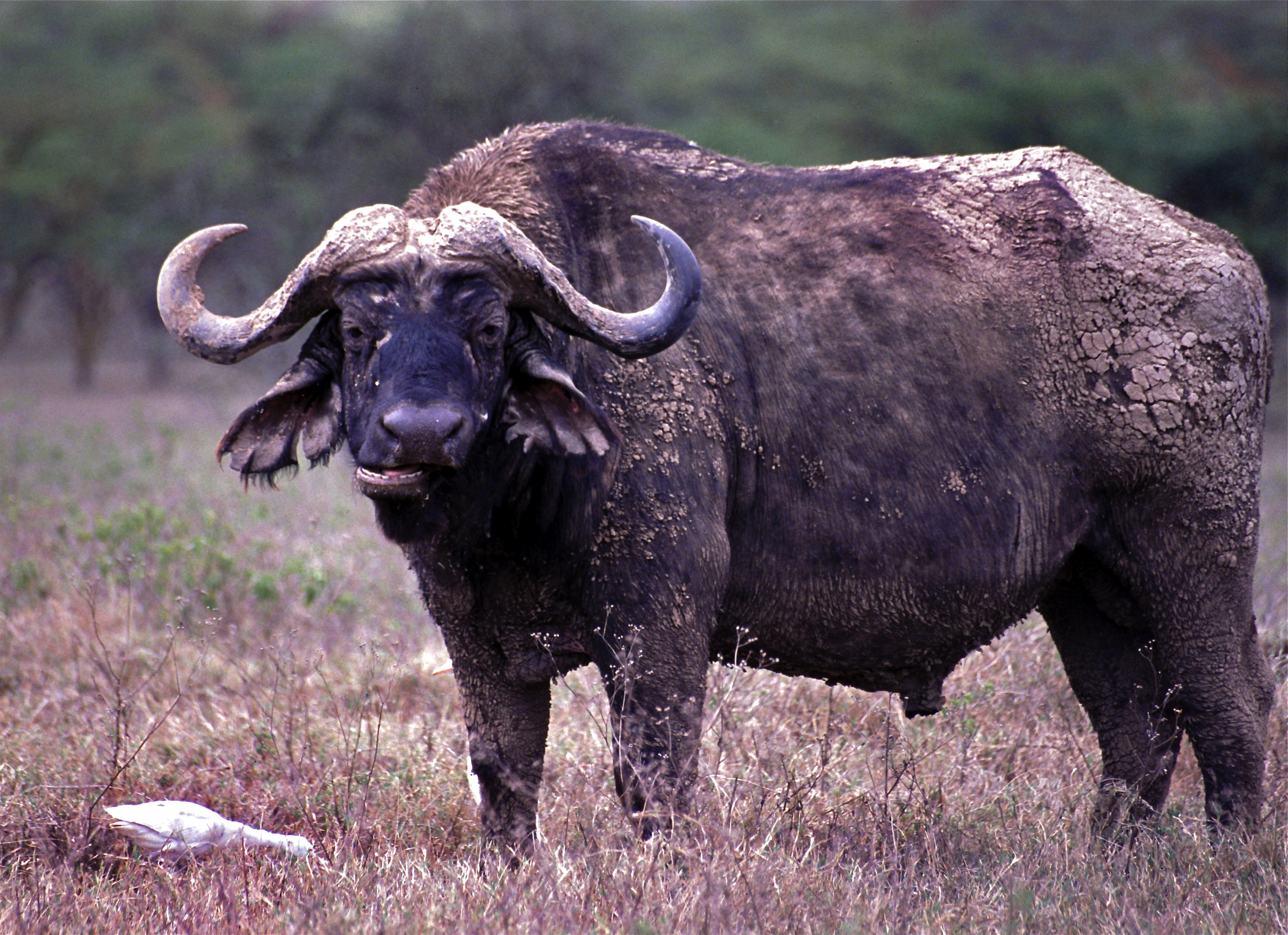
Der Kaffernbüffel ist mit seiner Fleischmasse eine begehrte Beute. Doch wird er von allen Jägern Afrikas gefürchtet, da er verletzt energisch zum Gegenangriff übergeht. Daher zählt er zu den bekannten Todesursachen für Hadzamänner.

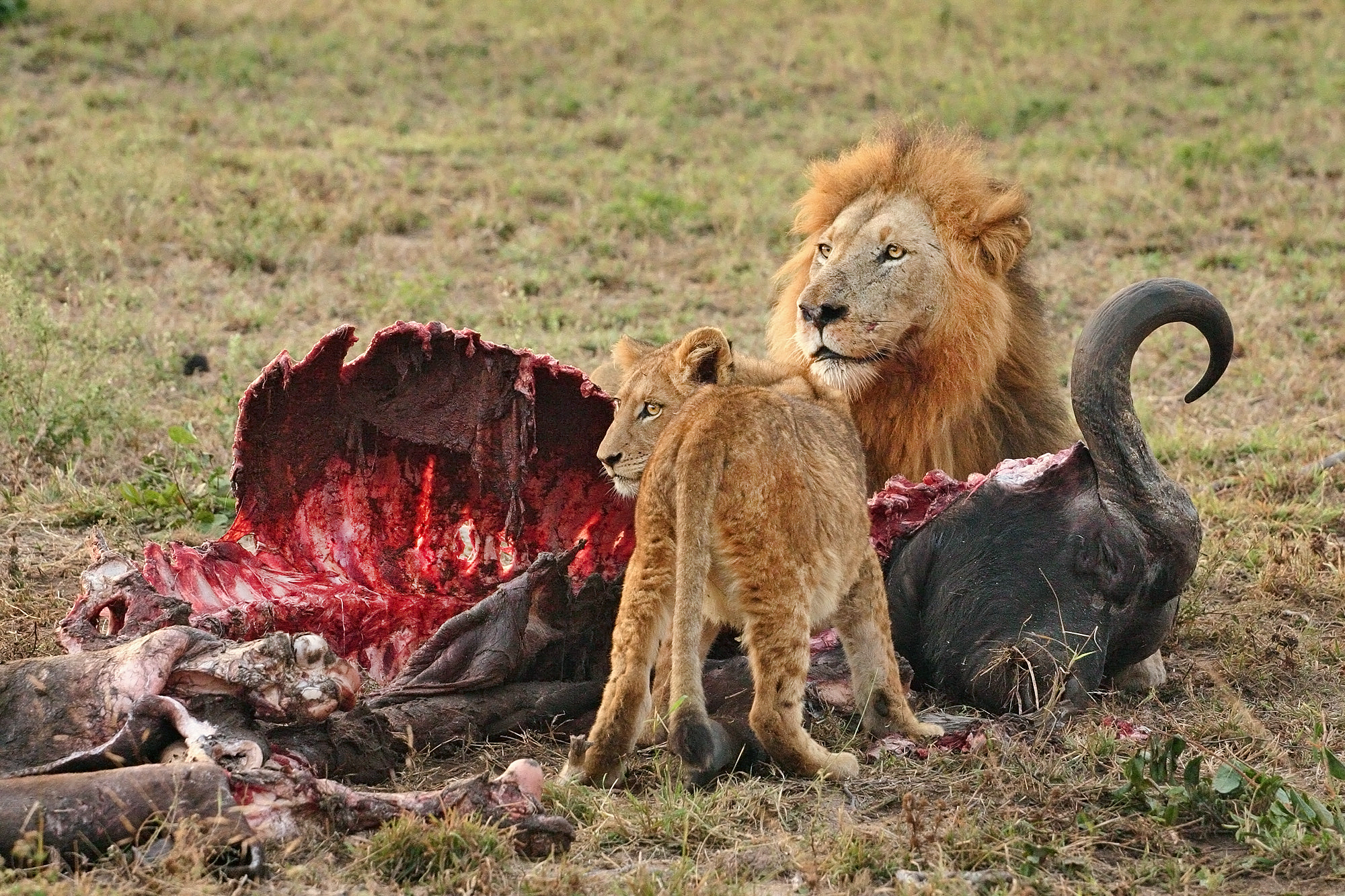
Die häufigen Versuche der Hadzajäger, großen tierischen Jägern ihres Lebensraumes die Beute zu rauben – Löwen (im Bild sind Exemplare der südafrikanischen Unterart zu sehen, die sich von einem Kaffernbüffel nähren), Leoparden (siehe das Bild oben)…

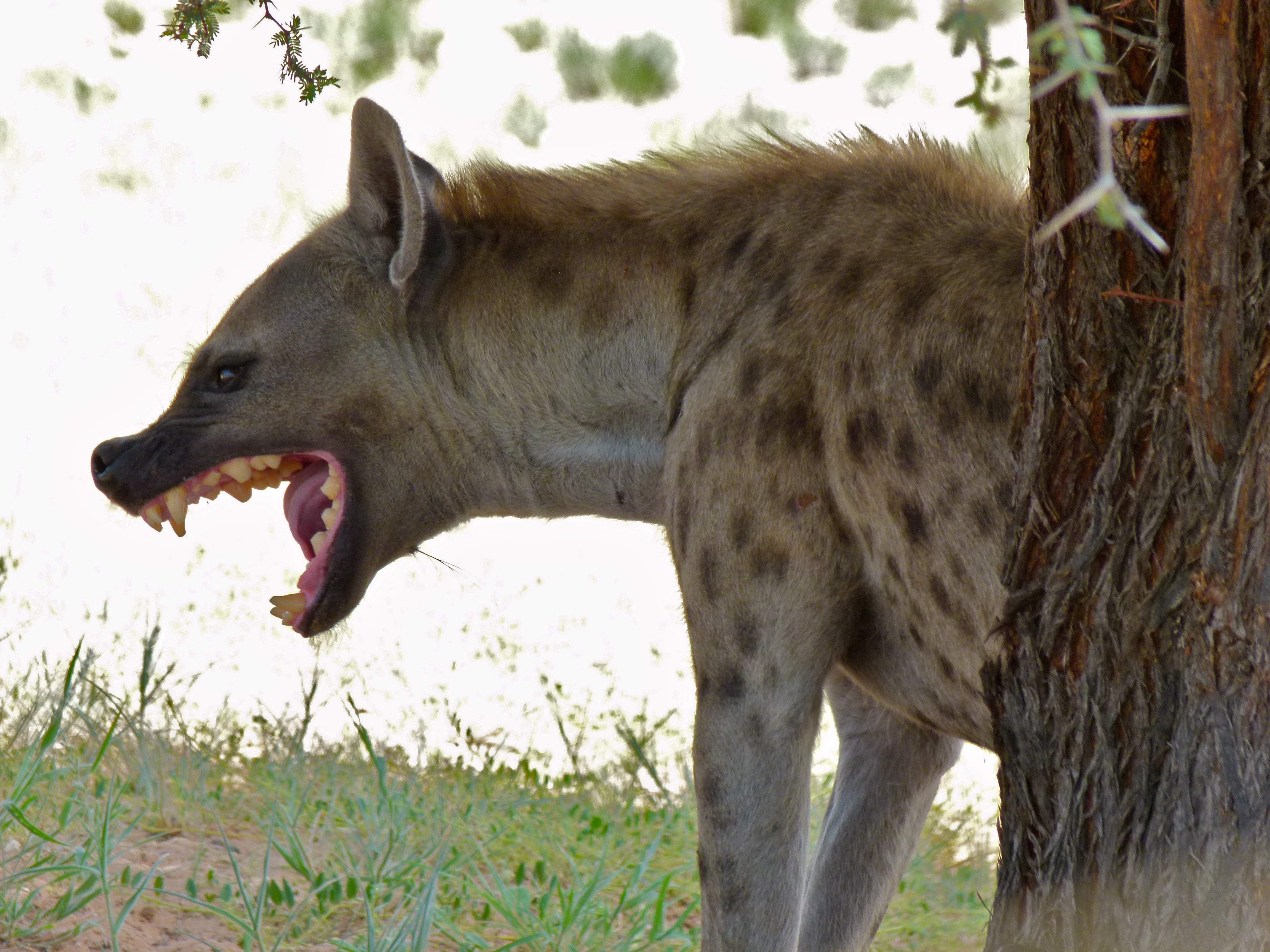
…oder den mit einem Brechscherengebiß ausgestatteten Tüpfelhyänen, von denen manche Exemplare mehr Körpermasse besitzen als die Hadzamänner –, kosten gelegentlich auf der einen oder anderen Seite Leben. Den Hyänen wurden traditionell auch die meisten Toten der Hadza überlassen.

Die Hadza sind einer langen Reihe von teils erheblichen gesundheitlichen Belastungen ausgesetzt. Manche davon teilen sie mit den anderen Völkern des Landes und anderer Tropengebiete. So sind Infektionskrankheiten, Atemwegs- und Durchfallerkrankungen häufig, sowie die in Tropen endemische und gefürchtete Malaria tropica. Diese drei sind vor allem Hauptursachen für die sehr hohe Kindersterblichkeit.
Andere Belastungsfaktoren ergeben sich aus ihrem spezifischen Lebensraum und ihrer Lebensweise. Bereits die Vegetation birgt Verletzungsgefahren durch zahlreiche Dornenpflanzen:

„[…] Im Dunkeln durch das Hadzaland zu marschieren ist eine Herausvorderung; Dornbüsche und spitze Akazienbäume beherrschen das Gelände und selbst während des Tages gibt es keinen Weg zu vermeiden gestochen und zerkratzt und durchbohrt zu werden. Eine lange Wanderung in der Hadzawildnis kann sich anfühlen wie ein schrittweises Ganzkörpertattoo zu erhalten. Die Hadza verbringen einen beträchtlichen Anteil ihrer Erholungszeit damit, einander mit den Spitzen ihrer Messer Dornen auszugraben.“

(Zur Problematik der Dornpflanzen siehe auch unten Existenzbedrohung und offene Zukunft.) Beim Ausbeuten von Bienennestern in Bäumen – vor allem Baobab (siehe oben Nahrungserwerb, mit dem Bild) – von z. T. großer Höhe erleiden Hadzamänner regelmäßig Stürze und dadurch nicht selten Knochenbrüche, gelegentlich auch mit Todesfolgen. Vor allem alternde Männer mit nachlassenden Körperkräften, die von der genuss- und prestigeversprechenden Honigjagd nicht ablassen wollen, sind dadurch gefährdet.
In ihrem Lebensraum kommen die Hadza gelegentlich mit verschiedenen Giftschlangen in Berührung. Besonders gefürchtet ist hier die mit Abstand größte des Kontinentes, die meist bis 2,50 m, in Einzelfällen bis zu 4,30 m lange Schwarze Mamba (Dendroaspis polylepsis), die im Gegensatz zu den anderen Arten der Gattung meist am Boden lebt. „Mambas produzieren in ihren Giftdrüsen hochwirksame Toxingemische“ mit überwiegend neurotoxischer Wirkung und ihr Biss führt bei größeren injizierten Giftmengen ohne intensive medizinische Behandlung durch fortschreitende Lähmung der Muskulatur und damit Atemstillstand zum Tode, kann sogar „innerhalb von Minuten lebensbedrohlich werden“. Sie werden von Biologen als furchteinflössend und mit „mit außerordentlich starkem Gift“ versehen beschrieben, sind allerdings nur zur Brutzeit aggressiv.
Auch Skorpione setzen ihr Jagdgift zur Verteidigung ein. Sie stechen zu, wenn man das Tier „unbeabsichtigt presst oder quetscht, […] oder wenn man unter Holz oder Steine greift, wo Skorpione sitzen“, sowie auch Kinder, die mit ihnen spielen. Die für Menschen gefährlichen Arten gehören alle der Familie Buthidae an, von denen Parabuthus leiosoma in Ostafrika verbreitet ist.
Weiters gehen von großen Wirbeltieren Gefahren aus. Früher zogen sich Hadza regelmäßig Sturzverletzungen zu auf der Flucht im unübersichtlichen und unwegsamen Gelände vor angreifenden Spitzmaulnashörnern und Elefanten, deren Bestände heute allerdings drastisch reduziert sind, was jedoch neue Gefahren mit sich bringt (siehe unten Existenzbedrohung). Kaffernbüffel (Syncerus caffer) sind für gewöhnlich nicht aggressiv, greifen jedoch mit ihren bis zu 680 kg Körpermasse Jäger sehr energisch an, nachdem sie von ihnen verletzt worden sind, und können den Jägern dabei sehr gefährliche Verwundungen zufügen. Daher werden sie unter die bekannten Todesursachen für Hadzamänner gerechnet.
Häufig versuchen die Hadzajäger, große und damit wehrhafte tierische Jäger ihrer Beute zu berauben: dem Massai-Löwen (Panthera leo massaicus), dem Leoparden (Panthera pardus / vergleiche oben Nahrungserwerb) und der Tüpfelhyäne (Crocuta crocuta), die meist zwischen 40 und 65 kg, in manchen Exemplaren aber über 80 kg Gewicht aufweist und der „[e]in kräftiges Gebiß, das heißt große Zähne und kräftige Kaumuskulatur, ermöglicht, ohne Schwierigkeiten Beinknochen großer Huftiere aufzubrechen. Hyänen haben im Bereich der Backenzähne ein eigentliches Brechscherengebiß“ (siehe dazu die entsprechende Illustration). Solche Versuche bezahlen Hadzamänner trotz ihrer Bewaffnung gelegentlich mit dem Leben.

### Heilmittel
Die Hadza verfügen auch selber über verschiedene Arten von Heilmitteln. Auch nach Schlangenbissen werden verschiedene – nicht näher identifizierte – Pflanzen verabreicht, die sie selber als wirksam beschreiben. Während „bei den giftigsten Schlangen kaum Hoffnung besteht, da sie eine Person innerhalb Minuten oder Sekunden töten können, helfen diese Pflanzen doch offensichtlich bei weniger giftigen, doch immer noch tödlichen Schlangen, da viele Leute sagen, sie seien auf diese Weise gerettet worden.“ Diese Wildpflanzen werden auch von Nachbarvölkern bei den Hadza als Tauschwaren nachgefragt. Solche traditionell verwendeten Schlangengift- und Skorpionsgiftgegenmittel wurden in Afrika vielfach beschrieben. Für mindestens zwei solcher Pflanzen, die unter anderem auch in Tansania als Heilpflanzen und in anderen Ländern des Kontinents auch als Pfeilgifte bekannt sind, wurde eine Wirksamkeit gegen Schlangengifte im späten 20. Jahrhundert mit naturwissenschaftlich-experimentellen Methoden nachgewiesen: für den Wilden Veilchenbaum (Securidaca longepedunculata) aus der Familie der Kreuzblumengewächse (Poligalaceae), „eine legendäre Medizinal- und Giftpflanze Afrikas“ und für das Kraut Diodia scandens aus der Familie der Rötegewächse (Rubiaceae).

## Existenzbedrohung und offene Zukunft

### Einleitung
Die Hadza, die ihre Lebensweise seit Jahrtausenden weitgehend unverändert bewahren konnten, sind heute in ihrer Existenzweise, kollektiven Identität und Kultur akut bedroht. Wurden sie am Ende des 19. Jahrhunderts wahrscheinlich durch das Eingreifen der deutschen Kolonialverwaltung vor der Auslöschung bewahrt, so kumulieren heute eine ganze Reihe seit sehr langer Zeit andauerndere Entwicklungen, die sich gegenseitig verstärken und zu denen noch moderne gesellschaftliche und wirtschaftliche Faktoren und Entwicklungen treten. Andererseits regt sich vor Ort und bei solidarischen Menschen in Europa und Nordamerika auch Widerstand, der Bewusstsein für diese Situation zu schaffen und Gegenbewegungen voranzutreiben sucht.

### Bedrohende Faktoren und Entwicklungen

#### Überblick

##### Langandauernde Entwicklungen
- Die ackerbautreibenden und viehzüchtenden Nachbarvölker begegnen den Hadza traditionell mit Geringschätzung (vergleiche oben Die Namensbezeichnung) und ohne Rücksichtnahme auf deren Lebensweise und -bedürfnisse. Dies setzt sich in der Mehrheitsbevölkerung des modernen Staates fort, dessen Machthaber sämtlich sesshaften Völkern entstammen. (Vergleiche die gewaltsamen Ansiedlungsprogramme oben in Geschichte und Vorgeschichte.)
- Seit der Kolonialzeit wurde von den Europäern deren Ideologie des Fortschritts im Sinne eines modernen Staatswesens und einer profitmaximierenden, auf formaler Wissenschaft basierenden und die Natur ausbeutenden, technische und wirtschaftliche Innovationen anstrebenden Lebensweise auf die beherrschten Völker übertragen und von diesen weitgehend übernommen. So gilt auch vielen Bürgern und Politikern im modernen Staat Tansania die Existenz eines Volkes mit der weitgehend unveränderten ursprünglichen Lebensweise nomadischer Wildbeuter als Manifestation von Rückständigkeit und als eine „Schande für die Nation.“
- Die Hadza verfügen traditionell über keinerlei soziale oder politische Organisation jenseits von Familie und eigener Gruppe mit fluktuierender Zusammensetzung. Das bewährte sich in der angestammten Lebensweise, macht sie aber weitgehend wehrlos gegen Bedrohung von außen: Sie konnten dieser jeweils nur individuellen Widerstand entgegensetzen. Die Wildbeuter Ostafrikas, als deren letzte kulturelle Nachkommen die Hadza gelten, zogen sich seit Jahrtausenden zurück, was heute nicht mehr möglich ist. Sie verfügen traditionell auch nicht über formale oder schulische Bildung (siehe unten), die ihnen eine aktive politische Interessenvertretung in der modernen Welt ermöglichen würde.
- Die stärkste Bedrohung geht seit Jahrtausenden vom – über lange Zeiträume betrachtet – kontinuierlichen Bevölkerungswachstum der sesshaften und Nahrungsüberschüsse produzierenden Bevölkerung der Großregion aus, das sich seit dem 19. Jahrhundert beschleunigte. Die damit einhergehende Vergrößerung der Nutzviehbestände der sesshaften und teilnomadischen Völker verstärkt den wachsenden Landbedarf.
- Dies führte und führt zu zunehmender Besiedlung zuvor freien Landes und dessen landwirtschaftlicher Dauernutzung.
- Parallel dazu werden Ressourcen an Land, Wildpflanzen und Wasser zunehmend von mobilen Nutzviehherden beansprucht und stehen daher Wildtieren und Wildbeuter-Nomaden nicht mehr zur Verfügung.
- Während die Jagd der Hadza mit traditionellen Methoden und für den eigenen Lebensunterhalt auch langfristig keine schädliche Wirkung hatte, zeitigt seit dem 19. Jahrhundert die Jagd anderer Völker für Zwecke der Gewinnung von Luxusgütern und Prestigeobjekten, des „Sports“, der Unterhaltung und für den Fleisch- und Souveniermarkt katastrophale Folgen für Tierwelt, Landschaft und traditionelle Jägervölker.
- Die seit dem 19. Jahrhundert intensiven vielfältigen Aktivitäten weißer und afrikanischer Siedler, Hirten und Jäger haben auch gravierende langfristige, z. T. indirekte ökologische Folgen, die die unmittelbar von den lokalen Naturressourcen vollständig abhängigen Hadza direkt zu spüren bekommen.
- Der weltweite Klimawandel macht sich inzwischen auch im Norden Tansanias deutlich negativ bemerkbar.
- Durch zunehmende räumliche Nähe mit Fremdvölkern verstärkte sich auch der Handelskontakt, wodurch Hadza unter anderem zunehmend in Kontakt mit Genussgiften und Rauschmitteln geraten.

##### Moderne Entwicklungen
- Zwiespältig gesehen und kontrovers bewertet wird von verschiedenen Hadza und externen Beobachtern die Rolle moderner Schulbildung. Manchen gilt diese als wünschenswert oder für ein Bestehen in der heutigen Welt sogar unerlässlich notwendig. Andererseits gibt es, gerade für den Internatsbetrieb, Bedenken, dass sie zu kultureller Entfremdung vom eigenen Volk und der eigenen Lebensweise und Tradition führt und die nachwachsende Generationen der Beeinflussung, Prägung und Indoktrination durch Fremde und deren Wertvorstellungen und Ziele öffnet.
- Seit Ende des 20. Jahrhunderts wird in Tansania eine forcierte wirtschaftliche Entwicklung betrieben. In deren Zuge fließen auch beträchtliche Finanzmittel aus dem Ausland hierher.
- Im 21. Jahrhundert wird im Zuge solcher Modernisierung der Straßenbau im Norden Tansanias intensiv vorangetrieben, was unter anderem die Erreichbarkeit der Hadza in ihrem traditionellen Rückzugsgebiet völlig verändert.
- Von manchen Beobachtern wie langjährigen Feldforschern wird der in den 1990er Jahren verstärkt einsetzende profitorientierte Schautourismus zu den Hadza als langfristig größte Bedrohung nach dem Bevölkerungsdruck angesehen.

#### Einzelheiten

##### Besiedlungsdruck
Die verbliebenen Jagd- und Sammelgründe der Hadza sind durch Eingriffe stark bedroht. Die Mang'ola-Region wurde zum Hauptanbaugebiet für Zwiebeln in Ostafrika und dies führte zu einem starken Bevölkerungsanstieg in den letzten Jahren. Der westliche Lebensraum der Hadza befindet sich in einem privaten Jagdgebiet; der Aufenthalt der Hadza ist offiziell auf ein Reservat beschränkt, in dem sie nicht jagen dürfen. Das Yaeda-Tal, lange wegen der Tsetse-Fliege unbesiedelt, wird nun von Datooga-Hirten beansprucht. Die Datooga roden die Hadza-Ländereien auf beiden Seiten des inzwischen vollständig besiedelten Tales als Weidegebiet für ihre Ziegen und Rinder. Sie scheuchen das Wild auf und vertreiben es aus dem Gebiet und die Rodungen zerstören die Beeren, Pflanzenwurzelknollen und Honigstöcke, auf die die Hadza angewiesen sind. Zudem führen die Wasserlöcher, die sie für ihr Vieh graben, dazu, dass die flachen Wasserlöcher, aus denen die Hadza ihr Trinkwasser schöpfen, austrocknen. Die meisten Hadza sind daher nicht mehr in der Lage, sich allein aus der Wildnis zu versorgen ohne ergänzende Nahrungsmittel wie den in Ostafrika als Basisernährung üblichen Getreidebrei (traditionell aus Hirse, heute überwiegend aus Maismehl zubereitet), der dort als Ugali bekannt ist.

##### Ökologische Veränderungen und Jagd durch Fremde

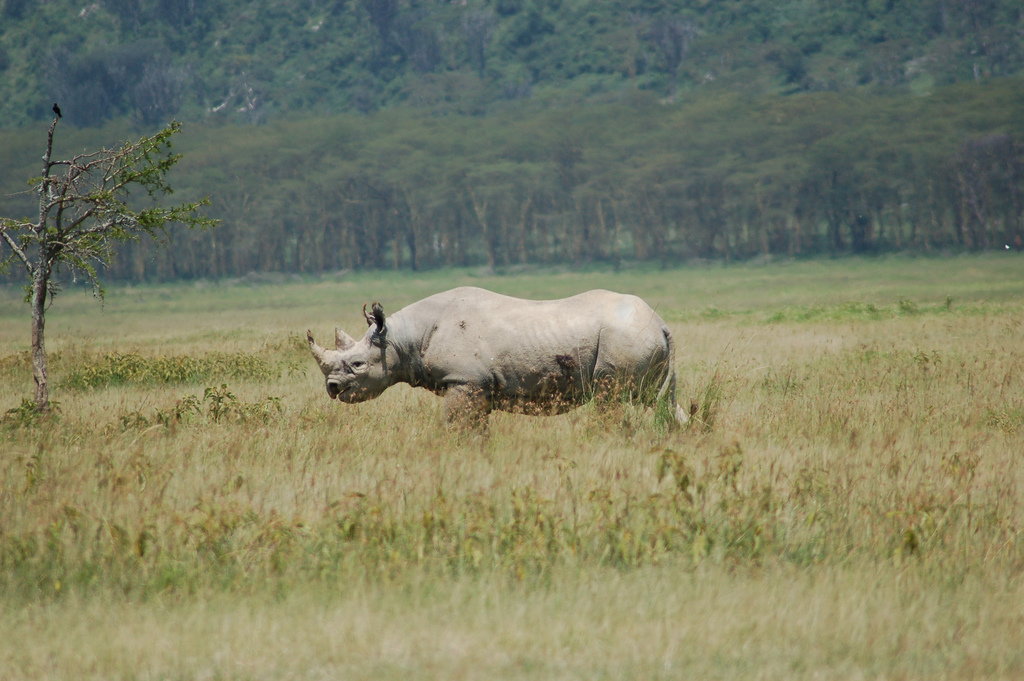
Früher erlitten Hadza nicht selten Sturzverletzungen auf der Flucht im unwegsamen Gelände vor angreifenden Spitzmaulnashörnern und Elefanten. Heute sind diese tonnenschweren Großpflanzenfresser in ihrem Lebensraum ausgerottet bzw. im Bestand drastisch reduziert. Doch sorgten sie seit Jahrtausenden dafür, weite Landschaftsteile offenzuhalten. Ihr Fehlen wird daher voraussichtlich langfristig zu einer starken Zunahme dichter Dornpflanzenbestände führen, was die Ernährungsbasis für Tiere und Menschen schmälern und neue Verletzungsgefahr mit sich bringen wird.

Auch von der bereits in der frühen Neuzeit und verstärkt im 19. Jahrhundert einsetzenden Bejagung der massigsten Spezies der Megafauna mit Feuerwaffen und in der Folge deren dramatischer Bestandsvernichtung (siehe oben Geschichte und Nahrungserwerb) werden ernste Konsequenzen erwartet: Es gibt deutliche Hinweise darauf, dass die Nahrungsaufnahme und die stampfende Fortbewegung der Spitzmaulnashörner und Steppenelefanten früher viele Landschaftsteile offenhielten.
Die Spitzmaul- oder Spitzlippennashörner, deren Maximalgewicht mit 1300 kg oder 1500 kg angegeben wird,

„essen besonders gern Zweige, die sie mit ihren spitzen Oberlippe wie mit einem Finger oder einer Hand fassen. Auch wenn man sie auf einer Grasfläche weiden sieht, ziehen sie in Wirklichkeit vielfach nur ganz kleine, neue, winzige Büsche daraus hervor. [Der englische Ökologe und Naturschützer Sir Frank] Fraser-Darling fand, daß ein Nashorn täglich 250 kleine Flöten-Akazien [(Vachellia drepanolobium)] aus der Erde zog und verzehrte. Wie sehr mögen Nashörner das Bild der afrikanischen Landschaft in dieser Weise verändern! Und welche Folgen kann wohl ihre Ausrottung in manchen Gegenden haben!“

Sie können auch größere Bäume mit Einsatz ihrer Hörner und ihres Körpergewichts umbrechen, um anschließend „die Spitzen der jungen Zweige abzuweiden. Spitzlippennashörner verzehren auch die sehr stacheligen Zweige der Dornbüsche […]“

„Heute können wir kaum noch fassen, wie vor allem weiße Jäger unter den Spitzlippennashörnern gewütet haben […]“

Die ökologische Bedeutung der bis zu 6 t schweren Steppenelefanten liegt hier in der großen Nahrungsmenge, die sie auch von Buschwerk und Bäumen gewinnen, welche sie dazu auch umbrechen können und darin, dass sie Pflanzensamen verbreiten und Wege bahnen, die auch andere Tiere und Menschen nutzen können. Nach regionaler Ausrottung bereits in Antike und Mittelalter beschwor der arabische Elfenbeinhandel, der im 17. Jahrhundert einsetzte, einen weiteren schnellen Rückgang der Elefantenpopulationen sowohl in West-, als auch in Ostafrika herauf. Der Prozess wurde in der Kolonialzeit durch Verkehrserschließung und moderne Technologie beschleunigt und erreichte zwischen 1830 und 1910 und dann wieder zwischen 1970 und 1989 seinen Höhepunkt. Siedlungsdruck, Entwaldung und Straßenbau, die Wildwanderwege unterbrechen, stellen heute neben der Jagd eine Bedrohung dar.
Das Fehlen dieser Arten wird wegen ihrer angestammten landschaftsgestaltenden Funktion langfristig voraussichtlich dazu führen, dass nunmehr ungehindert wachsende und daher zunehmend dichte Bestände von Dornbäumen und -büschen die Unwirtlichkeit und Unwegsamkeit der Landschaft verstärken und die Zahl des Jagdwildes und der Wildpflanzen vermindern werden, auf die die Hadza zum Überleben angewiesen sind. (Siehe auch Megaherbivorenhypothese.)
Im Jahr 2007 verpachtete die Lokalregierung, die die an das Yaeda-Tal anschließenden Ländereien der Hadza kontrolliert, die gesamten 6500 Quadratkilometer des Gebietes an die Königliche Al Nahyan-Familie der Vereinigten Arabischen Emirate zu deren Nutzung als ein „persönliches Safari-Erholungsgebiet“ (“personal safari playground”). Sowohl die Hadza, als auch benachbarte Datooga wurden gewaltsam ausgewiesen und dabei einige Widerstand leistende Hadza inhaftiert. Nach Protesten von seiten der Hadza und negativer Berichterstattung in der internationalen Presse wurde der Vertrag jedoch wieder rückgängig gemacht.
Weiters machen sich auch weltweite und regionale Klimaveränderungen bereits jetzt im nördlichen Tansania bemerkbar. So wurden bei einem Wahrzeichen des Landes, dem an seiner Nordgrenze gelegenen Kilimandscharo, einem ehemaligen Vulkan und zugleich höchstem Berg des Kontinents, abnehmende Gletscher dokumentiert, die abnehmende Niederschlagsmengen in der Region weithin sichtbar machen. Dies wird sich in dem letzten Rückzugsgebiet, mit dem die Hadza vorlieb zu nehmen gezwungen sind und das ohnehin von saisonalem Wassermangel und zunehmender Konkurrenz um Ressourcen geprägt ist, in Zukunft nicht weniger zeigen.

##### Moderner Schautourismus
Durch Dokumentationen über die Hadza in Nachrichtenmedien wie den Public Broadcasting Service in den USA und der BBC in Großbritannien wurden die Hadza der Mang’ola-Region zu einer Touristenattraktion, wobei sich die Besucherzahlen in der zweiten Hälfte der 1990er Jahre innerhalb kurzer Zeit erheblich verstärkten. Die materiell wohlhabenden, in großen Fahrzeugen antransportierten Reisenden bekommen dabei Vorführungen von Bogenschießen und Tänzen vermeintlich „authentischer Wilder“ zu sehen (siehe auch oben unter Bekleidung.) Obwohl dies bei oberflächlicher Betrachtung den Hadza zu helfen scheinen mag, wird der Großteil des dadurch eingenommenen Geldes einbehalten von Regierungsbehörden und geschäftstüchtigen, profitorientierten Tourismusunternehmern und deren Angestellten, die ausländischen oder tansanischen Fremdvölkern angehören, anstatt den Hadza zugutezukommen. Geld, das die – traditionell an keinerlei monetäre Wirtschaft, auch nicht an langfristiges, weit vorausschauendes Denken, an keine Vorratshaltung oder andere Langzeitplanung gewöhnten – Hadza direkt erhalten, wird von ihnen gleich ausgegeben bei Nachbarvölkern für landwirtschaftlich erzeugte Lebensmittel und zunehmend auch für Genussmittel. Der Tourismus führt daher langfristig zu einem anderen Lebensstil, zu einer anderen, ungesünderen Ernährung und vor allem zu einem langfristigen Verlust praktischen und kulturellen Wissens. Darüber hinaus trägt er wesentlich zu Alkoholismus bei, den die alkoholische Getränke herstellenden Nachbarvölker aus Profitinteresse durch aggressives Verkaufsverhalten gezielt fördern, und Todesfälle durch Alkoholvergiftung und alkoholinduzierte Gewaltanwendung sind seit einiger Zeit örtlich zu ernsten Problemen geworden. Zudem förderte Alkoholkonsum die Ausbreitung von Krankheiten wie der Tuberkulose unter körperlich geschwächten Hadza.
Wegen solcher immer weiter zunehmenden Gewöhnungseffekte sehen erfahrene Beobachter im kommerziellen Schautourismus unserer Tage nach dem Bevölkerungswachstum und Besiedlungsdruck die größte Gefahr für die Weiterexistenz der Hadza als eigenständiges Volk mit ihrer angestammten, heute einzigartigen Lebensweise und auf dieser beruhenden Kultur:

„[…] Es scheint so, daß die Hadza vielleicht für eine Weile mit Nahrungssuchen fortfahren werden während der Regenzeit, wenn Schlamm die Touristen davon abhält zu kommen. Aber es wird vielleicht nicht mehr lange dauern, bis der Tourismus für die ganzjährige Nahrungssuche das Ende bedeutet. Es wird vielleicht so sein, daß die Kultur der Hadza, die kaum verändert geblieben ist trotz des langen Kontakts zu mächtigeren Nachbarn, nunmehr, mit der Ankunft der Touristen, schließlich den Einflüssen von außen erliegen wird, überwiegend deshalb, weil Touristen eine Geldquelle sind. Die Ironie dabei ist natürlich, daß die Touristen kommen, um Wildbeuter zu sehen und sobald sie das Wildbeutertum vollständig zum Verschwinden gebracht haben, werden sie nicht mehr kommen und die Hadza ohne Einkommensquelle zurücklassen.“

### Gegenbewegungen
Der erfahrene Feldforscher Nicholas Blurton Jones beschreibt dagegen die Wünsche der traditionell lebenden Angehörigen des Volkes:

“The Hadza say they have always hunted and gathered, and often say that they wish to do so for ever. When the context arises, they explain to other Tanzanians that the bush is clean, peaceful, and safe, and that unlike farmers, they like to eat meat and the bush provides enough, even though their hunting is conducted only by traditional bow and arrow.”

„Die Hadza sagen, sie haben immer gejagt und gesammelt, und sagen oft, dass sie wünschen, dies für immer zu tun. Bei Gelegenheit erklären sie anderen Tansaniern, dass der Busch sauber, friedlich und sicher ist und dass sie im Gegensatz zu Ackerbauern gerne Fleisch essen und der Busch genügend zur Verfügung stellt, obwohl ihre Jagd nur mit Pfeil und Bogen durchgeführt wird.“

Im Sinne des Ethnologen Claude Lévi-Strauss gehören sie zu den „kalten Kulturen“, deren Fokus auf der Bewahrung ihrer traditionellen Kulturmerkmale liegt.
Im Jahr 1989 hielten Moringe Parkipunty als Aktivist für die Massai und Richard Baalow als Aktivist für die Hadza erstmals als Abgesandte afrikanischer Gemeinschaften Ansprachen auf der sechsten Sitzung der Arbeitsgruppe für Indigene Völker der Vereinten Nationen in Genf, um auf die schamlosen Verletzungen gemeinschaftlicher und individueller Rechte der Minderheitengruppen der Wildbeuter und vieler Gruppen von Hirtenbevölkerung in Ostafrika aufmerksam zu machen. Anschließend wurden in Arusha, der Regionalmetropole Nordtansanias, Nichtregierungsorganisationen zu deren Unterstützung gegründet, die seither um ihr Rechte kämpfen. Auch Organisationen in Übersee schlossen sich dieser Initiative an wie Survival International, die in mehreren Ländern vertreten ist, und Rettet die Naturvölker in Deutschland (siehe deren Informationsportale unter Weblinks).
Im Oktober 2011 hat die Regierung Tansanias zum ersten Mal die Landrechte einer Hadza-Gemeinde formal anerkannt und Eigentumsurkunden übergeben.
Im Zuge internationaler Bemühungen, den weltweiten Klimawandel einzudämmen, werden inzwischen auch sogenannte Naturvölker oder Naturnah lebende Gemeinschaften als Partner angesehen, die es in ihrer traditionellen Lebensweise unter anderem auch als Bewahrer natürlicher Vegetation zu unterstützen gilt. In diesem Sinne engagiert sich heute das Sozialunternehmen Carbon Tanzania für die Hadza.
In diesem Zusammenhang wurde im Jahr 2019 in New York der Equator Prize des Entwicklungsprogramms der Vereinten Nationen für naturbasierte Beiträge indigener Völker zum Klimaschutz an einen Repräsentanten der Hadza verliehen.

## Forschung bei den Hadza als „Modell-Ethnie“ der Anthropologie

### Einführung: Erkenntnisinteresse, Kontext und Rezeption
Die Hadza sind für Wissenschaftler deshalb besonders interessant, weil sie gewissermaßen als Modell-Ethnie für allgemeine Fragestellungen der Anthropologie, der Evolutionsökologie und der Hominisation dienen und helfen, die „ursprüngliche“ oder auch „naturgemäße“ Lebensweise, die Umwelt und Entstehungsbedingungen des (frühen) Menschen zu verstehen und zu rekonstruieren. Dabei birgt das Schlussfolgern von rezenten Beobachtungen und stets ausschnitthaften Daten wissenschaftsmethodische Tücken: „Die Rekonstruktion von Verhalten ist ein wichtiger Bestandteil von Szenarien zur Menschwerdung: Ernährungsstrategien wie Sammeln, Jagen oder Aasfressen sowie Aspekte des Gemeinschaftslebens wie Nahrungsteilung, Kooperation und Kommunikation basieren auf individuellen Verhaltensweisen, aber die Gegenargumente zu den Hominisationsmodellen zeigen, dass viele Schwächen und Irrtümer in den Modellen auf Fehlinterpretationen im Bereich des Verhaltens beruhen.“ Ergebnisse aus der Feldforschung bei den Hadza werden zunächst als englischsprachige Aufsätze in Fachzeitschriften veröffentlicht, finden inzwischen aber auch Eingang in Fach-Enzyklopädien etwa der Evolutionsbiologie, sowie in Lehrbücher englischer und deutscher Sprache in verschiedenen Fachdisziplinen wie der Humanbiologie und der Evolutionären Medizin und seit Mitte der 2010er Jahre zu Themen der Physiologie und Gesundheitsförderung in populärwissenschaftliche Zeitschriften wie Scientific American in den USA, wie zeitversetzt in deren „Tochter“ Spektrum der Wissenschaft und auch in Geo in Deutschland.

### Studien zu einzelnen Themen und Fragestellungen

#### Nahrungsbeschaffung und Ernährung
(Vergleiche die Übersichtsdarstellung oben im Kapitel Die traditionelle Lebensweise.)
Nach im Jahr 2009 publizierten Ergebnissen unterscheiden sich die Geschlechter signifikant in ihren spezifischen Nahrungsmittelvorlieben. Von den fünf Hauptkategorien an Nahrung bei den Hadza gaben alle Honig als ihr Lieblingsnahrungsmittel an und Wurzelknollen als das am wenigsten geschätzte, mit Baobabfrüchten in der mittleren Position. Doch während Frauen Beeren als zweitliebstes schätzten und Fleisch nur den vierten Rang zuwiesen, verhielt es sich bei Männern genau umgekehrt mit Fleisch im zweiten und Beeren im vierten Rang.

#### Physiologie
US-amerikanischen Forschern gelang es bei einer im Jahr 2012 publizierten Untersuchung im Hadzaland bei „mehreren Dutzend“ Frauen und Männern, „erstmals […], den täglichen Energieumsatz von Jägern und Sammlern direkt zu messen.“ Denn „Mediziner und Evolutionsbiologen haben lange angenommen, unsere Jäger-und-Sammler-Vorfahren hätten mehr Energie umgesetzt, als wir Stadtmenschen es heute tun. Angesichts der harten körperlichen Arbeit, die Wildbeuter ständig leisten, erscheint das völlig logisch. Viele Experten im Gesundheitswesen haben deshalb die These aufgestellt, der mutmaßliche Rückgang im täglichen Energieaufwand sei der Grund dafür, dass Übergewicht, Fettsucht und metabolisches Syndrom in der entwickelten Welt häufiger werden. Wie sollte es auch anders sein, angesichts der energiereichen Nahrung, die wir nicht in körperliche Aktivität ummünzen und die sich daher in Körperfett niederschlägt?“ Doch zur „Verblüffung“ der Forscher ergab die Untersuchung mit modernsten naturwissenschaftlichen Methoden: „Hadza-Männer verzehren und verbrennen demnach im Schnitt 11000 Kilojoule (2600 Kilokalorien) täglich, Hadza-Frauen etwa 8000 Kilojoule (1900 Kilokalorien) – das ist kaum ein Unterschied zu Erwachsenen in den USA oder in Europa.“ „[…] Es schien so offensichtlich zu sein, dass körperlich aktive Menschen mehr Nahrungsenergie verbrauchen, dass wir dieses Paradigma ohne kritische Überprüfung und ohne Evidenz akzeptiert hatten.“ Nunmehr ergebe sich die Einsicht, dass der Energieumsatz „weitgehend fixiert“ sei, sowohl bei der menschlichen Spezies, als auch bei anderen Primaten und weiteren Tierarten, wie spätere Untersuchungen jeweils mit dem Vergleich von in freier Wildnis mit in menschlicher Obhut oder Gefangenschaft lebenden Individuen ergab. Die für körperliche Aktivität aufgewendete Energie werde also offensichtlich vom Organismus an anderen Stellen eingespart. Für die Gesundheitsfürsorge folge daraus: „Die meisten Mediziner dürften das alte Diktum kennen, wonach man einer schlechten Ernährung nicht davonlaufen kann.“ Körperliche Bewegung sei notwendig, „um gesund und vital zu bleiben,“ aber zur Gewichtskontrolle müsse man sich auf die Nahrungsenergiezufuhr konzentrieren.
Eine im Jahr 2017 veröffentlichte Untersuchung der Darmflora von 188 Personen zeigte, dass diese in der Regen- bzw. Trockenzeit – also in Jahreszeiten, da unterschiedliche Nahrungsquellen genutzt werden – in ihrer Artenzusammensetzung deutliche Unterschiede aufweist.
(Für weitere Ergebnisse aus der Feldforschung bei den Hadza siehe oben die Kapitel Vorgeschichte, Die traditionelle Lebensweise, sowie Physis und Gesundheit.)

## Filmographie

### Die deutsche Dokumentarfilmserie aus dem Jahr 1941
- Daten: Ludwig Kohl-Larsen: Die Tindiga. Ein Jäger- und Sammlervolk im abflusslosen Gebiet Deutschostafrikas. Deutschland 1941. 42 Minuten. 16 mm, Video.
- Hintergrund und Entstehung: Eine moderne Zusammenfassung von Aufnahmen der „Deutschen Afrikaexpeditionen 1934–1936 und 1937–1939 unter Leitung von Dr. Ludwig Kohl-Larsen“. Sie wurden im Jahr 1941 zu fünf Hochschulfilmen der Reichsanstalt für Film und Bild in Wissenschaft und Unterricht (RfdU bzw. später RWU) verarbeitet. (Zum Autor siehe unten Literatur, zum Titel des Films siehe oben Die Namensbezeichnung.)
- Quelle: Die Originalaufnahmen und weitere Fundstücke der Expeditionen werden im Kohl-Larsen-Archiv des Museums der Universität Tübingen aufbewahrt, an welcher er zuletzt geforscht hatte.
- Bildeindruck: Ein Originalbild wurde im Programm zu einer Wiederaufführung im Jahr 2019 veröffentlicht.[118]
- Die Themen und Titel der ursprünglichen Einzelfilme lauten:
  - Die Landschaft und ihre Bewohner
  - Die Tindiga als Sammler
  - Die Tindiga als Jäger
  - Feuerbereitung und handwerkliche Fähigkeiten
  - Spiele und Tanz.

### Der US-amerikanische Dokumentarfilm aus dem Jahr 2014
- Daten: The Hadza: Last of the First. USA 2014. 71 Minuten. Direktor: Bill Benenson. Mit Auftritten verschiedener Wissenschaftler wie der Anthropologin Alyssa Crittenden, die auch als beratende Expertin mitwirkte (vergleiche das Interview unter Weblinks), der Primatologin Jane Goodall und anderen.
- Beschreibung und Entstehung: „Ein Dokumentarfilm über die Bedeutung der Hadza-Jäger & Sammler für die Erforschung der Evolution des Menschen und kulturelles Überleben.“ Gedreht wurde während dreier Wochen im August 2011 in der Heimat der Hadza in Nordtansania, sowie während einer Woche in Kalifornien (USA). Die Premiere fand statt im März 2014 beim Smithsonian Environmental Film Festival in Washington, D.C.[119][120][121]
- Anschauung:
  - Vorstellung des Films mit zehn großformatigen Photographien auf dem Portal des Produzenten.[122]
  - Filmvorschau (Trailer) (von 1:44 Minuten Länge).[123]
- Rezeption:
  - Rezension mit gemischtem Urteil von Martin Tsai auf dem Portal der Los Angeles Times, veröffentlicht am 23. Oktober 2014 (englisch).[124]
    - Der Rezensent empfindet den Film insgesamt als (zu) „akademischen, doch wertvollen Blick“ auf die Hadza. Den Stil vergleicht er mit Dokumentarfilm- und Zeitschriftenveröffentlichungen, er wirke weit entfernt von Filmkunst, einige Passagen seien amateurhaft und unpassend trocken-wissenschaftlich. Er vermeide es, die „mythenschaffende Ethnographie“ wiederzubeleben, als deren Inbegriff er den berühmten Film Nanook of the North von Robert Flaherty aus dem Jahr 1922 versteht. Die egalitäre Gesellschaft der Hadza wirke viel zivilisierter als seine und der Film erweise sich als an solchen Stellen am wertvollsten, an denen Hadza von ihren Konfrontationen mit der Moderne berichten wie etwa Schulkinder, die eine weite und sehr anstrengende Flucht aus einer Internatsschule auf sich nahmen, um den dort praktizierten Züchtigungen zu entfliehen, die sie in ihrer Heimat nie kennengelernt hatten.

  - Positive Rezension von Anita Gates auf dem Portal der New York Times, veröffentlicht am 30. Oktober 2014 (englisch).[125]
    - Die Rezensentin bewertet den Film als „eine entzückende Dokumentation […] über ein Volk in Tansania, die auf diese Weise [wie unsere Vorfahren vor der Entwicklung der Landwirtschaft] leben und uns daran erinnern, wie eine nachhaltige Lebensweise wirklich aussieht und wie lächerlich weit wir davon entfernt sind.“

  - Positive Rezension von Camilla Power auf dem Portal Anthropology News der American Anthropological Association, veröffentlicht am 21. Mai 2018 (englisch). Die Rezensentin ist Anthropologin an der University of East London und hat selber Feldforschung bei den Hadza durchgeführt.[125]
    - C. Power nennt ihn „eine faszinierende, sehenswerte Dokumentation über das Hadzavolk.“ Auch sie behielt die „verschiedenen bestürzten Reaktionen der Hadzakinder“, die ihre Erfahrungen in Swahili-Schulen wiedergaben, in Erinnerung und empfand diese als „sehr anrührend.“ Im Zusammenhang mit den Fragen des zukünftigen Schicksals dieses Volkes stellt sie als Fazit die Frage, ob, anstatt die Hadza zu entwickeln, nicht wir diejenigen seien, die „Lektionen von ihnen lernen müssen.“

(Vergleiche auch unten Didaktische Medien unter Weblinks.)

### Wissenschaftliche Fachliteratur
(Gelistet werden hier Übersichtsarbeiten sowie forschungsgeschichtlich wichtige und mehrfach zitierte Publikationen. Für nur gelegentlich zitierte Veröffentlichungen und Literatur zu Spezialthemen und Randgebieten siehe auch unten die Belege.)

#### Auf Forschung bei den Hadza basierende Veröffentlichungen

##### Erste Reiseberichte und Forschungsergebnisse, die in der Kolonialzeit publiziert wurden
(in chronologischer Reihenfolge nach dem Jahr der Veröffentlichung)
- (1894) Oskar Baumann: Durch Massailand zur Nilquelle: Reisen und Forschungen der Massai-Expedition des deutschen Antisklaverei-Komite in den Jahren 1891–1893. Reimer-Verlag, Berlin. (Auch als englische Übersetzung aus dem Jahr 1964 und als deutsche Reprintausgabe aus dem Jahr 1968.) (Der österreichische Geograph O. Baumann gilt als europäischer wissenschaftlicher Entdecker des Eyasi-Sees und des Ngorongoro-Kraters. Sein Buch enthält die erste bekannte Erwähnung der Hadza. Da diese sich jedoch vor ihm versteckten, basiert sein Bericht über sie ausschließlich auf den Berichten anderer Völker der Region.)
- (1910) M. Krause: Das Pfeilgift der Watindiga. In: Berliner Klinische Wochenschrift. S. 1699–1702.
- (1912) Erich Obst: Von Mkamala ins Land der Wakindiga. In: Mitteilungen der Geographischen Gesellschaft in Hamburg. Band 26, S. 1–45.
- (1916) Otto Dempwolff: Die Sandawe. Linguistisches und ethnographisches Material aus Deutsch-Ostafrika (= Abhandlungen des Hamburger Kolonialinstituts. Band 34, Reihe B, Heft 19). Verlag L. Friederichsen, Hamburg. (O. Dempwolff diente als Militärarzt in der deutschen Kolonie und betrieb linguistische und ethnographische Studien, in Ostafrika vor allem bei den Sandawe.[127] In diesem Zusammenhang traf er auch selber auf die Hadza, die er nebenbei erwähnt.)
- (1924/25) F. J. Bagshaw: The peoples of the Happy Valley (East Africa). Part 2. In: Journal of the African Society. Band 24, S. 25–33.
- (1931) Dorothea F. Bleek: The Hadzapi or Watindega of Tanganyika Territory. In: Africa. Zeitschrift des International African Institute. Band 4, S. 273–286.
- (1949) B. Cooper: The Kindiga. In: Tanganyika Notes and Records. S. 8–15.
- (1956) H. A. Fosbrooke: A stone age tribe in Tanganyika. In: The South African Archeological Bulletin. Band 11 (41), S. 3–8.
- (1956) Ludwig Kohl-Larsen: Das Elefantenspiel. Mythen, Riesen und Stammessagen. Volkserzählungen der Tindiga. Erich Röth-Verlag, Eisenach und Kassel. (Eine Sammlung von Mythen der Hadza: Von Riesen, von der Entstehung der Welt und ihrer natürlichen Ordnung, sowie Stammessagen und anekdotische Märchen.)
- (1958) Ludwig Kohl-Larsen: Wildbeuter in Ostafrika. Die Tindiga, ein Jäger- und Sammlervolk. Mit 119 Fotos vom Verfasser und 77 Zeichnungen von Hans J. Zeidler. Reimer-Verlag, Berlin (165 Seiten). (Der Prähistoriker und Ethnologe L. Kohl-Larsen forschte in den Jahren 1934/38 bei den Hadza, die östlich und südlich des Eyasi-Sees lebten.[128] Da sein Buch nicht ins Englische übersetzt wurde, findet es in der modernen englischsprachigen Forschungsliteratur praktisch kaum Beachtung. / Zu den damals entstandenen Bildaufnahmen siehe auch oben in der Filmographie.)

##### Moderne Forschungsergebnisse, die seit der Unabhängigkeit Tanganjikas publiziert wurden
(In alphabetischer Reihenfolge)
- F. J. Benett, N. A. Barnicot, J. C. Woodburn, M. S. Pereira und B. E. Henderson: "Studies on viral, bacterial, Rickettsial and Treponemal Diseases in the Hadza of Tanzania and a note on injuries." In: Human Biology. Band 45, Nr. 2, Mai 1973, S. 243–272.
- Nicholas Blurton Jones: Demography and Evolutionary Ecology of Hadza Hunter-Gatherers (= Cambridge studies in biological and evolutionary anthropology.) Cambridge University Press, Cambridge 2016, ISBN 978-1-107-06982-4.(Diese umfangreiche Monographie von knapp 500 Seiten ist „spezialisierter“ angelegt als die Beschreibung der Hadza von Frank Marlowe (s. u.)[129] und widmet sich auf der Grundlage jahrelanger Feldforschung des Autors dem Schwerpunktthema „Demographie und Evolutionsökologie der Hadza-Jäger und Sammler“.)
- Alyssa N. Crittenden: 16. Ethnobotany in evolutionary perspective: wild plants in diet composition and daily use among Hadza hunter-gatherers. In: Haren Hardy, Lucy Kubiak Martens (Hrsg.): Wild harvest: Plants in the Hominin and Pre-Agrarian Human worlds (= Studying Scientific Archaeology. 2). Oxbow Books, Oxford u. a. 2016, ISBN 978-1-78570-123-8, S. 319–340.
- D. B. Jeliffe, J. Woodburn, F. J. Bennett, E. F. P. Jeliffe: "The children of the Hadza hunters." In: Journal of pediatrics. Band 60, Nr. 6, S. 907–13.
- Frank Marlowe: Why the Hadza are still hunter-gatherers. In: Sue Kent (Hrsg.): Ethnicity, Hunter-Gatheres, and the “Other”: Association or Assimilation in Africa. Smithsonian Institution Press, Washington D. C. 2002, S. 247–257. (Ein einführender Aufsatz unter einer zentralen Fragestellung: „Warum die Hadza noch Jäger und Sammler sind.“)
  - Elektronische Textfassung: siehe unten Weblinks.
- Frank Marlowe: The Hadza. In: Carol R. Ember (Hrsg.): Encyclopedia of medical anthropology: health and illness in the world’s cultures. Band 2: Cultures. Springer Verlag, New York 2004, ISBN 0-306-47754-8, S. 689–696. (Ein Übersichtskapitel aus der Sicht der angloamerikanischen „Medical anthropology“,[130] die als Fachgebiet ungefähr der deutschsprachigen Medizinethnologie entspricht.)
- Frank W. Marlowe: The Hadza. Hunter-Gatherers of Tanzania (= Origins of human behavior and culture. Band 3). University of California Press, Berkeley u. a. 2010, ISBN 978-0-520-25342-1. (Diese Monographie fasst auf 325 Seiten die Ergebnisse jahrelanger Feldforschung des Autors, sowie der seinerzeit verfügbaren Fachliteratur zusammen und unternimmt eine Gesamtdarstellung aller Aspekte der Lebensweise und Kultur der Hadza; ein Standardwerk, das seitdem in Forschungsaufsätzen vielfach zitiert wird.)[131]
- Martin Porr: Hadzapi, Hadza, Hatza, Hadzabe, Wahadzabe, Wakindiga, WaTindiga, Tindiga, Kindiga, Hadzapi? Eine Wildbeuter-Kultur in Ostafrika. Mo-Vince-Verlag, Tübingen 1997, ISBN 3-9804834-5-2. (Eine kleine Monographie aus der Sicht eines Archäologen.)[132]
- James Woodburn: The social organisation of the Hadza of Northern Tanganyika. Dissertation, Universität Cambridge 1964. (Die erste Hochschulschrift über die Hadza. Von einem Pionier der modernen Feldforschung, der diese in den späten 1950er Jahren – noch vor der Unabhängigkeit des Landes – begonnen hatte.)
- James Woodburn: An introduction to Hadza ecology. In: Richard Borshay Lee, Irven DeVore[133] (Hrsg.): Man the hunter: the first intensive survey of a single, crucial stage of human development – Man’s once universal hunting way of life. Aldine, Chicago 1968, S. 49–55. (Eine frühe Überblicksdarstellung, enthalten in einer umfangreichen und bis in die 1980er Jahre vielfach nachgedruckten Aufsatzsammlung, die aus einer wegweisenden internationalen Wissenschaftlerkonferenz im April 1966 in Chicago über „Den Menschen als Jäger“, also vergleichende weltweite Forschung zur Ethnologie und Ökologie der damals noch existierenden Wildbeuterkulturen, hervorging.)
- James Woodburn: Hunters and gatherers. The material culture of the nomadic Hadza. The trustees of the British Museum, London 1970, ISBN 0-7141-1510-X. (Eine kleinere Publikation des British Museum, die vor allem Abbildungen enthält.)
- James Woodburn: Egalitarian Societies. In: Man. Neue Serie, Band 17, September 1982, S. 431–451. (Ein grundlegender Aufsatz, erschienen in der vom Royal Anthropological Institute of Great Britain and Ireland herausgegebenen Fachzeitschrift, der Grundfragen der Sozialorganisation in Abhängigkeit von der Nahrungsbeschaffung und Lebensweise anhand afrikanischer Wildbeuterkulturen untersucht. Er steht im Zusammenhang mit der wissenschaftlichen, politischen und philosophischen Diskussion um die Egalitäre Gesellschaft und inwieweit sie von „ursprünglichen“ Wildbeuter-Horden repräsentiert wird.)
- Bwire Kaare, James Woodburn: Hadza. In: Richard B. Lee, Richard Daily (Hrsg.): The Cambridge encyclopedia of hunters and gatherers. Cambridge University Press, Cambridge u. a. 1999, ISBN 0-521-57109-X, S. 200–204. (Ein Übersichtsartikel über die Hadza, verfasst nach vier Jahrzehnten Feldforschungserfahrung. In Kollegenkreisen wird J. Woodburn auch als derjenige bezeichnet, der „am meisten über die Hadza weiß.“[134])
- Haruna Yatsuka: Reconsidering the 'indigenous peoples' in the African context from the perspective of current livelihood and its historical changes: the case ot the Sandawe and the Hadza in Tanzania (= African Study Monographs. Band 36, Nr. 1). The center of African area studies, Kyoto University, März 2015, S. 27–48. doi:10.14989/197193. (Eine moderne Studie eines japanischen Wissenschaftlers über den Überlebenskampf zweier tansanischer Stammesvölker, der Sandawe und der Hadza.)

#### Hintergrundinformationen (Biologie, Ethnobotanik, Geographie, Landeskunde, Vorgeschichte, Geschichte, Politik) und Fremdsprachenwörterbücher